# Saint-Quentin
Pour les articles homonymes, voir Saint-Quentin (homonymie).
Saint-Quentin (/sɛ̃.kɑ̃.tɛ̃/) est une commune française située dans le département de l'Aisne, en région Hauts-de-France. Comptant la plus importante population du département, dont elle est une sous-préfecture, Saint-Quentin est la neuvième commune la plus peuplée de la région. Cette ville picarde est située sur la Somme.
Historiquement et traditionnellement, Saint-Quentin était le siège du comté de Vermandois à partir du Xe siècle, après la cité de Vermand.
Ses habitants sont appelés les Saint-Quentinois et les Saint-Quentinoises.

## Géographie

### Situation
Saint-Quentin, ville centre du Vermandois, une partie de la Haute-Picardie, est une sous-préfecture située dans le nord de la France.
À vol d'oiseau, elle se situe à 39,6 km de Laon, préfecture du département et à 88,3 km de Lille, préfecture de région. Par rapport à Paris, la commune se trouve à 129,8 km.

### Communes limitrophes
Saint-Quentin est limitrophe de dix autres communes : Dallon, Fayet, Francilly-Selency, Gauchy, Grugies, Harly, Morcourt, Neuville-Saint-Amand, Omissy et Rouvroy. La commune anime un bassin de vie de 68 communes et une aire urbaine incluant 99 communes, dont une samarienne.
| Fayet             | Omissy         | Morcourt (sur quelques dizaines de mètres) Rouvroy |
| Francilly-Selency | Saint-Quentin  | Harly                                              |
| Dallon            | Gauchy Grugies | Neuville-Saint-Amand                               |

### Géologie et relief
La superficie de la commune est de 22,56 km2 ; son altitude varie de 68  à   125 mètres.

### Hydrographie

#### Réseau hydrographique

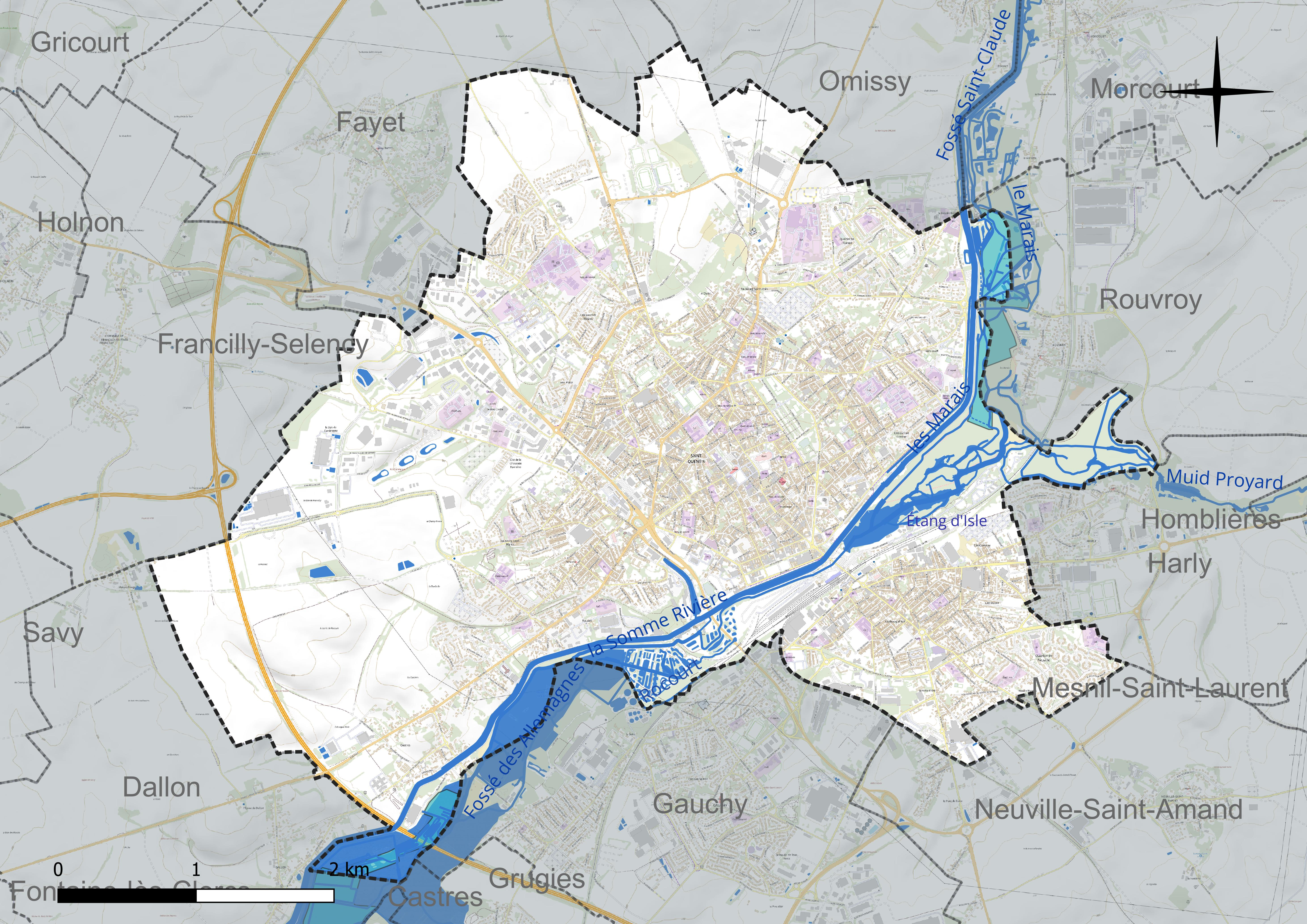
Réseau hydrographique de Saint-Quentin.

La commune est située dans le bassin Artois-Picardie. Elle est drainée par la Somme la rivière, le canal de Saint-Quentin vers la Somme canalisée, le fossé des Allemagnes, le fossé Saint-Claude, Muid Proyard, le Coulant Garant, le fossé de Drainage de la Zup de St-Quentin, le Rocourt, les marais et divers autres petits cours d'eau.
La Somme est un fleuve du Nord de la France, en région Hauts-de-France, qui traverse les deux départements de l'Aisne et de la Somme. Il prend sa source dans la commune de Fonsomme et se jette  dans la Manche par la baie de Somme entre Le Crotoy et Saint-Valery-sur-Somme.
Le canal de Saint-Quentin, long de 92,5 km, assure la jonction entre l'Oise, la Somme et l'Escaut et met en relation le Bassin parisien, le Nord de la France et la Belgique. Il possède, sur le tronçon Lesdins - Vendhuile, deux souterrains importants (dont celui de Riqueval) construits sous le Premier Empire.
Deux plans d'eau complètent le réseau hydrographique : l'étang d'Isle, d'une superficie totale de 14,8 ha (14,7 ha sur la commune) et Port Gayant (14,4 ha),.

#### Gestion et qualité des eaux
Le territoire communal est couvert par le schéma d'aménagement et de gestion des eaux (SAGE) « Haute Somme ». Ce document de planification concerne un territoire de 1 798 km2 de superficie, délimité par le bassin versant de la Haute Somme est constitué d'un réseau hydrographique complexe de cours d'eau, de marais, d'étangs et de canaux. Le périmètre a été arrêté le 21 avril 2006 et le SAGE proprement dit a été approuvé le 15 juin 2017. La structure porteuse de l'élaboration et de la mise en œuvre est le syndicat mixte d'aménagement hydraulique du bassin versant de la Somme (AMEVA).
La qualité des cours d'eau peut être consultée sur un site dédié géré par les agences de l'eau et l'Agence française pour la biodiversité.

### Climat
Pour des articles plus généraux, voir Climat des Hauts-de-France et Climat de l'Aisne.
En 2010, le climat de la commune est de type climat océanique dégradé des plaines du Centre et du Nord, selon une étude du CNRS s'appuyant sur une série de données couvrant la période 1971-2000. En 2020, Météo-France publie une typologie des climats de la France métropolitaine dans laquelle la commune est dans une zone de transition entre le climat océanique et le climat océanique altéré et est dans la région climatique Nord-est du bassin Parisien, caractérisée par un ensoleillement médiocre, une pluviométrie moyenne régulièrement répartie au cours de l'année et un hiver froid (3 °C).
Pour la période 1971-2000, la température annuelle moyenne est de 10,3 °C, avec une amplitude thermique annuelle de 14,8 °C. Le cumul annuel moyen de précipitations est de 706 mm, avec 11,7 jours de précipitations en janvier et 9 jours en juillet. Pour la période 1991-2020, la température moyenne annuelle observée par la station météorologique la plus proche, située à Fontaine-lès-Clercs à 6 km à vol d'oiseau, est de 10,8 °C et le cumul annuel moyen de précipitations est de 683,4 mm,. Pour l'avenir, les paramètres climatiques de la commune estimés pour 2050 selon différents scénarios d'émission de gaz à effet de serre sont consultables sur un site dédié publié par Météo-France en novembre 2022.

## Urbanisme

### Typologie
Au 1er janvier 2024, Saint-Quentin est catégorisée centre urbain intermédiaire, selon la nouvelle grille communale de densité à 7 niveaux définie par l'Insee en 2022.
Elle appartient à l'unité urbaine de Saint-Quentin, une agglomération intra-départementale dont elle est ville-centre,. Par ailleurs la commune fait partie de l'aire d'attraction de Saint-Quentin, dont elle est la commune-centre,. Cette aire, qui regroupe 120 communes, est catégorisée dans les aires de 50 000 à moins de 200 000 habitants,.

### Occupation des sols

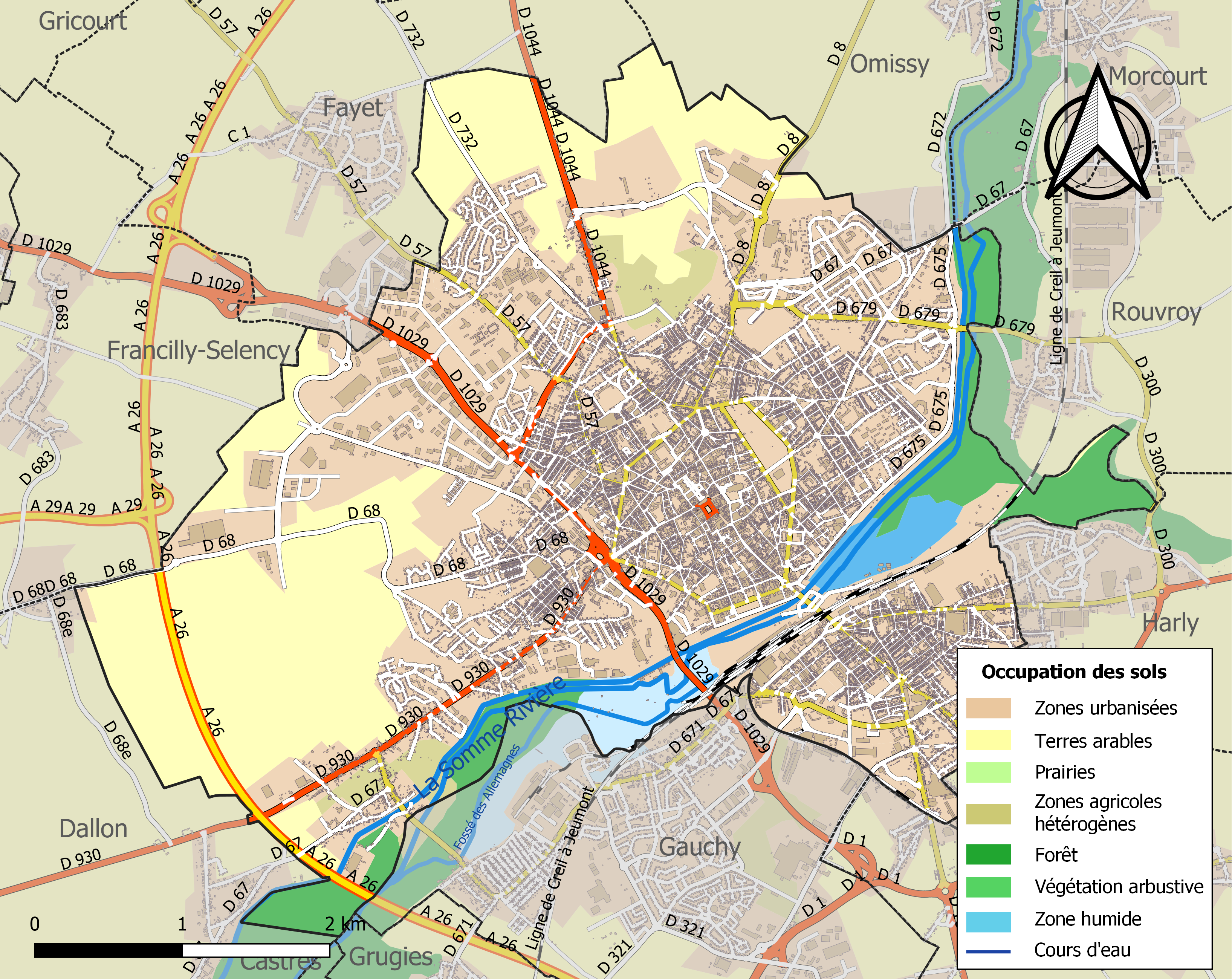
Carte de l'occupation des sols de la commune en 2018 (CLC).

L'occupation des sols de la commune, telle qu'elle ressort de la base de données européenne d'occupation biophysique des sols Corine Land Cover (CLC), est marquée par l'importance des territoires artificialisés (66,1 % en 2018), en augmentation par rapport à 1990 (55,8 %). La répartition détaillée en 2018 est la suivante : 
zones urbanisées (48,7 %), terres arables (23 %), zones industrielles ou commerciales et réseaux de communication (15 %), forêts (5,9 %), espaces verts artificialisés, non agricoles (2,4 %), zones agricoles hétérogènes (2 %), zones humides intérieures (1,6 %), eaux continentales (1,3 %).
L'évolution de l'occupation des sols de la commune et de ses infrastructures peut être observée sur les différentes représentations cartographiques du territoire : la carte de Cassini (XVIIIe siècle), la carte d'état-major (1820-1866) et les cartes ou photos aériennes de l'IGN pour la période actuelle (1950 à aujourd'hui).

### Projet d'aménagement
Le quartier du Faubourg d'Isle fait partie du programme national de requalification des quartiers anciens dégradés (PNRQAD).

### Habitat et logement
En 2018, le nombre total de logements dans la commune était de 30 243, alors qu'il était de 29 521 en 2013 et de 28 826 en 2008.
Parmi ces logements, 85,9 % étaient des résidences principales, 1,2 % des résidences secondaires et 12,9 % des logements vacants. Ces logements étaient pour 50 % d'entre eux des maisons individuelles et pour 49,1 % des appartements.
La ville dispose d'un parc de logements sociaux qui lui permet de respecter les dispositions de l'article 55 de la loi SRU. Ce parc est passé de 6 315 logements en 2008, soit 24,6 % du parc des résidences principales de la commune, à 6 722 en 2018 (25,9 %). Ils sont notamment bien présents au sein des quartiers prioritaires Europe, Vermandois et Neuville notamment.
Le tableau ci-dessous présente la typologie des logements à Saint-Quentin en 2018 en comparaison avec celle de l'Aisne et de la France entière. Une caractéristique marquante du parc de logements est ainsi une proportion de résidences secondaires et logements occasionnels (1,2 %) inférieure à celle du département (3,5 %) et à celle de la France entière (9,7 %). Concernant le statut d'occupation de ces logements, 40,5 % des habitants de la commune sont propriétaires de leur logement (43,9 % en 2013), contre 61,6 % pour l'Aisne et 57,5 pour la France entière.
| Typologie                                               | Saint-Quentin | Aisne | France entière |
| ------------------------------------------------------- | ------------- | ----- | -------------- |
| Résidences principales (en %)                           | 85,9          | 86,7  | 82,1           |
| Résidences secondaires et logements occasionnels (en %) | 1,2           | 3,5   | 9,7            |
| Logements vacants (en %)                                | 12,9          | 9,8   | 8,2            |

### Voies de communication et transports

#### Voies de communication
Saint-Quentin se trouve à 85 km à l'est d'Amiens, 105 km au sud de Lille, 158 km au nord-est de Paris et 288 km à l'ouest de Metz. La ville dispose d'une position géographique particulière (seuil du Vermandois) : à la croisée des chemins entre Paris, Amiens, Reims, Lille et Bruxelles, avec les anciennes RN 29 et RN 44 (actuelles RD 1029 et 1044). Cette position est confortée par la présence de deux autoroutes, l'A26 (dite « autoroute des Anglais ») allant vers Arras, Lille et Calais d'une part et vers Reims et Lyon d'autre part, et l'A29 qui relie Saint-Quentin à Amiens et au Havre.

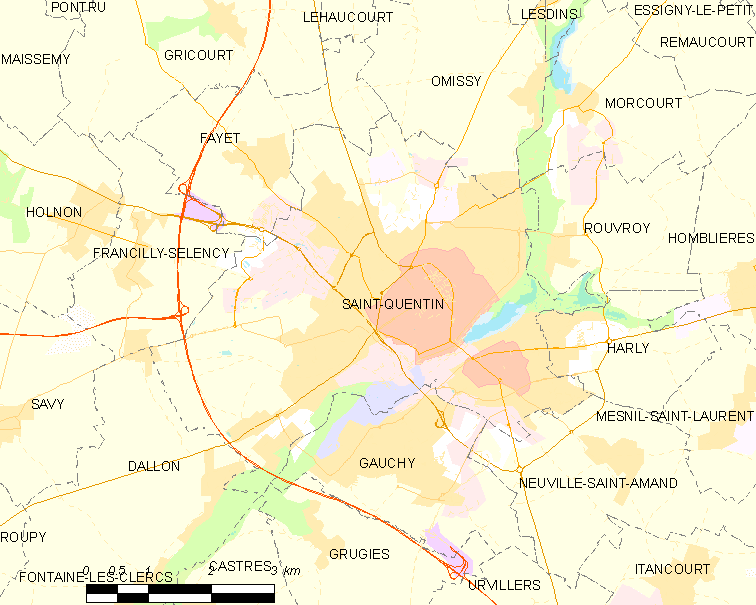
Saint-Quentin et les communes environnantes. L'autoroute A26 (en rouge) passe à l'ouest de la ville.
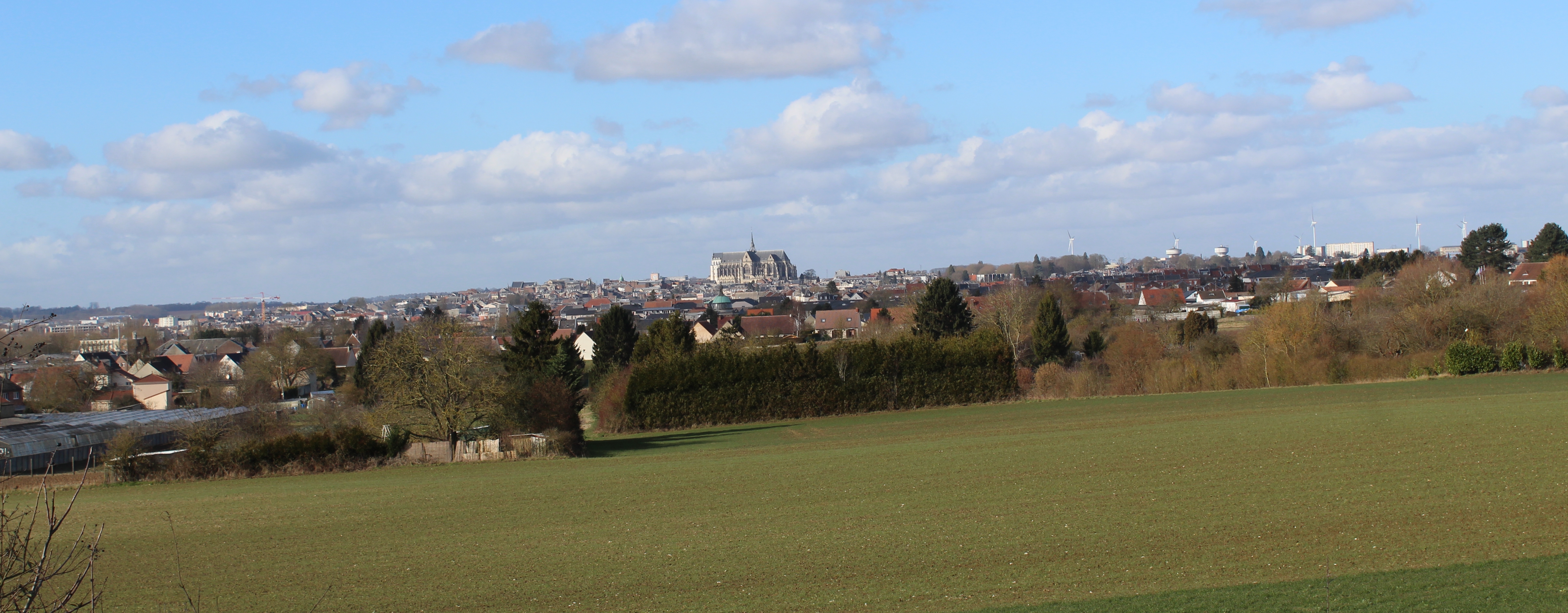
Panorama de la ville depuis les hauteurs de la déviation, route de Mesnil-Saint-Laurent.

#### Transports
Ferroviaire

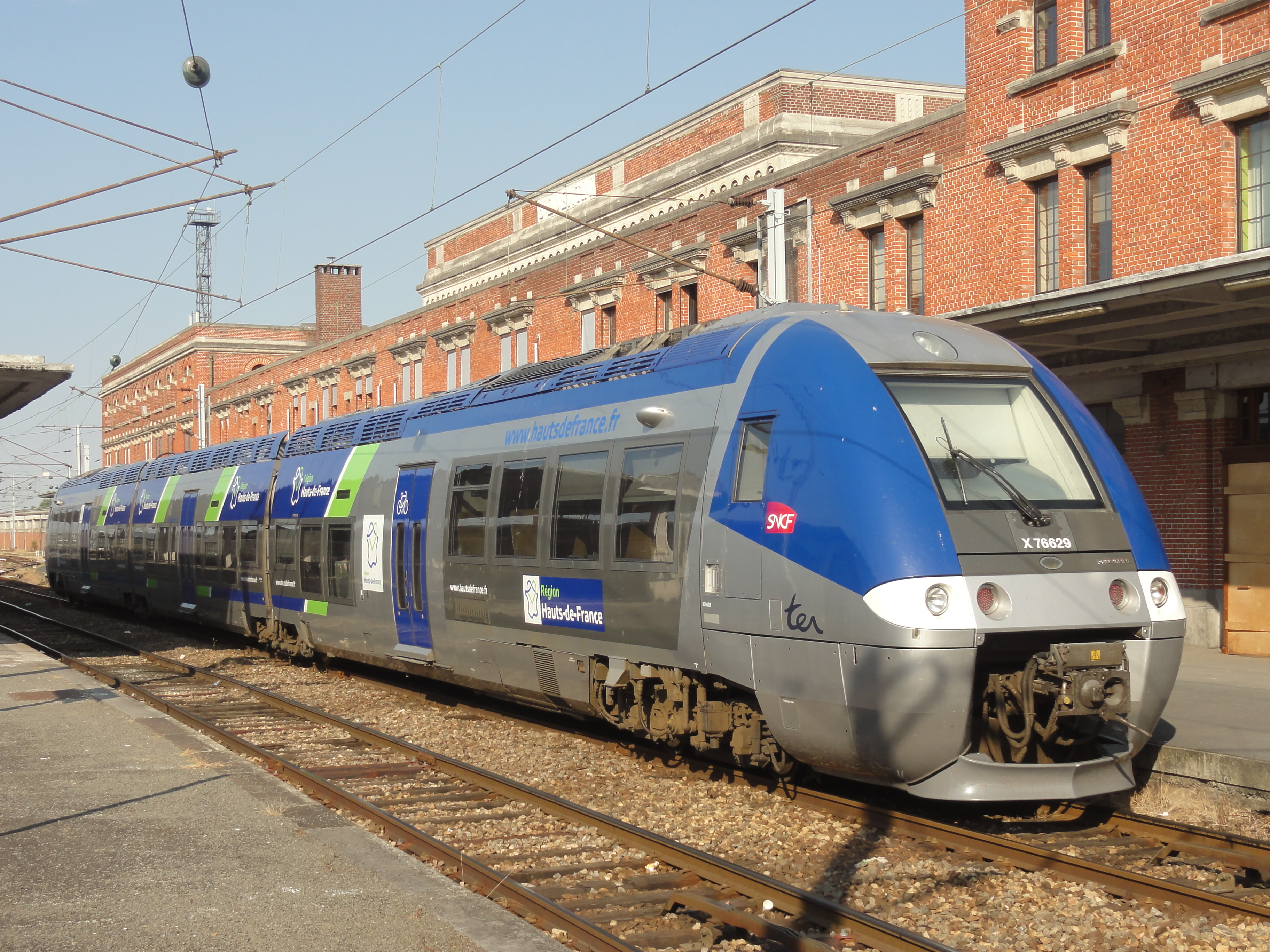
Rame régionale en gare de Saint-Quentin.

La ville est desservie par la gare de Saint-Quentin, sur la ligne ferroviaire de Creil à Jeumont (liaison historique Paris – Bruxelles), avec 18 dessertes quotidiennes assurant la liaison gare de Saint-Quentin – gare de Paris-Nord (et retour) en 1 h 10 minimum 
Elle est également reliée à sa capitale régionale Lille avec une ligne TER directe et une liaison en environ 1h30/45.
Saint-Quentin est également reliée par chemin de fer à Amiens, par le raccordement de Jussy (évitant le rebroussement par la gare de Tergnier, pour aller de la ligne d'Amiens à Laon à la ligne de Creil à Jeumont et vice-versa) qui permet des liaisons voyageurs en moins d'une heure.
La gare TGV Haute-Picardie, surnommée « gare des betteraves » et située à Ablaincourt-Pressoir (Somme), est desservie par des cars depuis Saint-Quentin et donne accès au réseau national de TGV.
Autocars interurbains
Plus d'une vingtaine de lignes départementales relient Saint-Quentin aux cantons voisins qui ne sont pas desservis par le train. Ces lignes sont gérées par la région des Hauts de France, qui en est l'autorité organisatrice, par la Régie des transports de l'Aisne (RTA) et CSQT-Les Lignes Axonaises.
Réseau urbain
La communauté d'agglomération du Saint-Quentinois est l'autorité organisatrice du réseau de transports urbains nommé Bus Pastel, dont 6 lignes de bus desservent le centre-ville et les quartiers périphériques. Le réseau dessert également les communes de Rouvroy, Harly et Gauchy, Neuville-Saint-Amand. Pastel assure également le service Déclic Pro à destination des salariés aux horaires décalés et le service Déclic Agglo de transport à la demande à destination des habitants des 39 communes composant l'Agglo.

## Toponymie

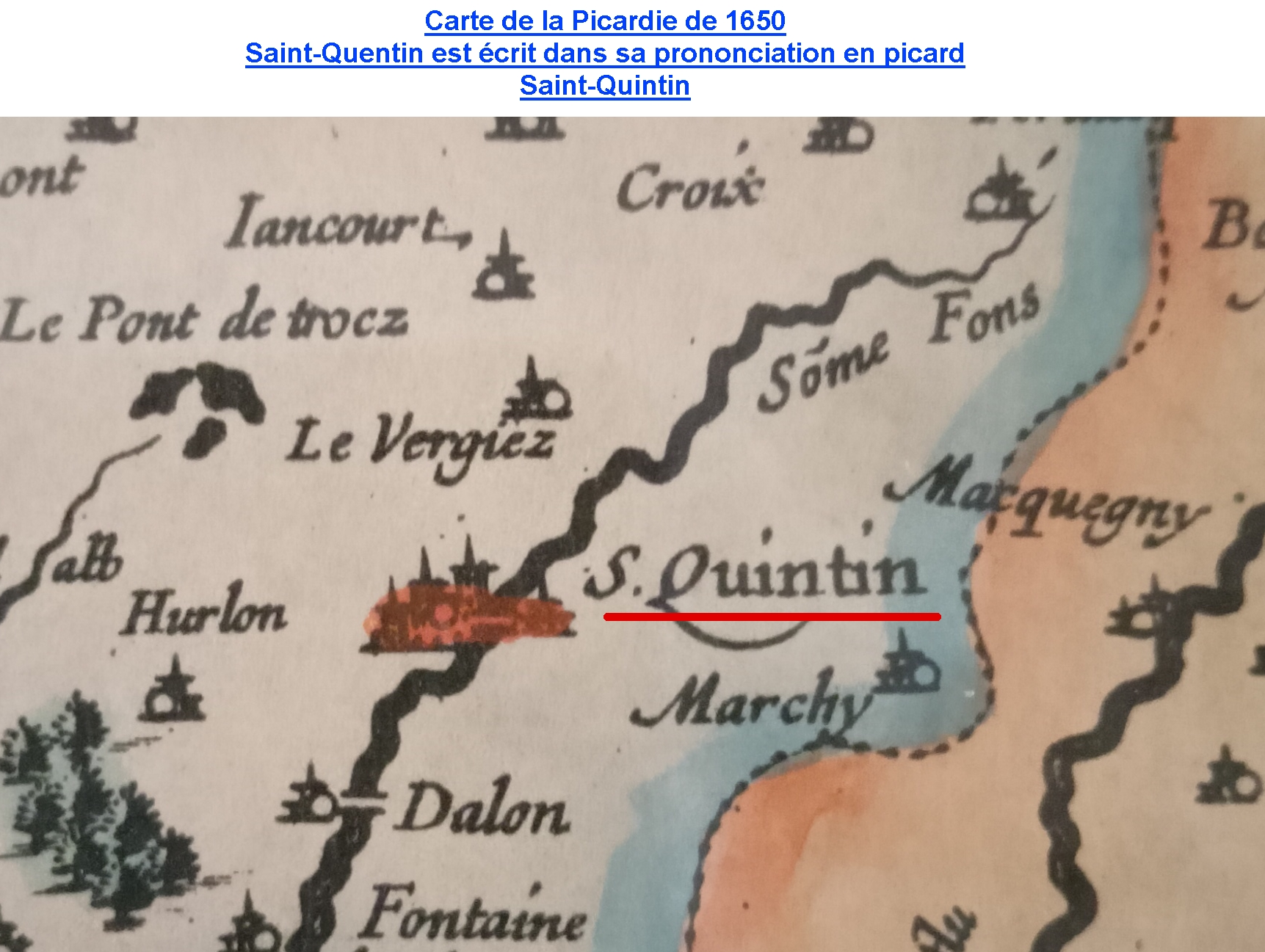
Carte de la Picardie de 1620
Saint-Quintin.

Lors de sa fondation au Ier siècle, le nom de la ville est Augusta Viromanduorum. Elle est nommée en l'honneur de l'empereur Auguste avec adjonction du nom Viromanduorum rappelant également les Viromanduens, peuple gaulois belge dont la capitale est alors Vermand dont on ignore le nom celte. Cependant vers la fin du IIIe siècle ou au début du IVe siècle, la ville semble désertée.
C'est à la suite du martyre de l'apôtre d'Amiens Quintinus, torturé et décapité dans le site urbain, que la ville va prendre son nom. Ceci est attesté en 842 : ad Sanctum Quintinum. Le déterminant en Vermandois n'a été utilisé que du XIVe siècle au XVIe siècle : Sanctus Quintinus in Viromandia en 1306, puis Saint-Quentin en Vermendois en 1420.
Durant la Révolution, la commune porte les noms de Linon-sur-Somme en l'an II (en référence à la toile de lin fabriquée sur place), puis de Somme-Libre et d'Égalité-sur-Somme.

## Histoire

### Antiquité
La ville a été fondée par les Romains, vers le début de notre ère, pour remplacer administrativement Vermand contre la capitale des Viromandui, peuple celte belge qui occupait la région. Elle reçut le nom d'Augusta Viromanduorum, l'Auguste des Viromandui, en l'honneur de l'empereur Auguste. Le site correspond à un gué qui permettait de franchir la Somme. Elle est ravagée au IIIe siècle et il est possible que Vermand soit redevenue la capitale locale (cf. son nom qui provient de Veromandis).

### Moyen Âge
Durant le haut Moyen Âge, un important monastère se développe grâce au pèlerinage sur la tombe de Quentin. L'abbaye apparaît dans un texte célèbre : une lettre de l'empereur Charlemagne qui convoque l'abbé Fulrad de Saint-Quentin et ses vassaux à l'Ost en 806. À partir du IXe siècle, Saint-Quentin est intégrée au comté de Vermandois. Dès le Xe siècle, les comtes de Vermandois (issus de la famille carolingienne, puis capétienne) sont très puissants. La ville se développe rapidement : les bourgeois s'organisent et obtiennent d'Herbert IV de Vermandois, avant 1080, une charte communale qui leur garantit une large autonomie.
Au début du XIIIe siècle, Saint-Quentin entre dans le domaine royal. À cette époque, c'est une ville florissante, en raison de son activité textile (ville drapante). C'est aussi une place commerciale favorisée par sa position à la frontière du royaume de France, entre les foires de Champagne et les villes de Flandre (commerce du vin, notamment) : il s'y tient une importante foire annuelle. Elle bénéficie aussi de sa situation au cœur d'une riche région agricole (commerce des grains et de la guède). À partir du XIVe siècle, Saint-Quentin souffre de cette position stratégique : elle subit les guerres franco-anglaises (guerre de Cent Ans). Au XVe siècle, elle est disputée au roi de France par les ducs de Bourgogne : c'est l'une des « villes de la Somme ». Ravagée par la peste à plusieurs reprises, elle voit sa population diminuer tandis que son économie est mise en difficulté : sa foire perd de l'importance, la production agricole est amoindrie, etc. Son industrie textile en déclin se tourne vers la production de toiles de lin. Parallèlement, elle doit faire face à d'importantes dépenses pour entretenir ses fortifications et fournir des contingents armés. En 1477, à la suite de la mort de Charles le Téméraire, Saint-Quentin retourne à la couronne. Sans bataille, la « bonne ville » de Saint-Quentin devient désormais l'une des plus fidèles à Louis XI, du royaume de France. Donc, le roi y arrive le 18 juin 1477.

### Époque moderne

#### Renaissance, la bataille de Saint-Quentin (1557)

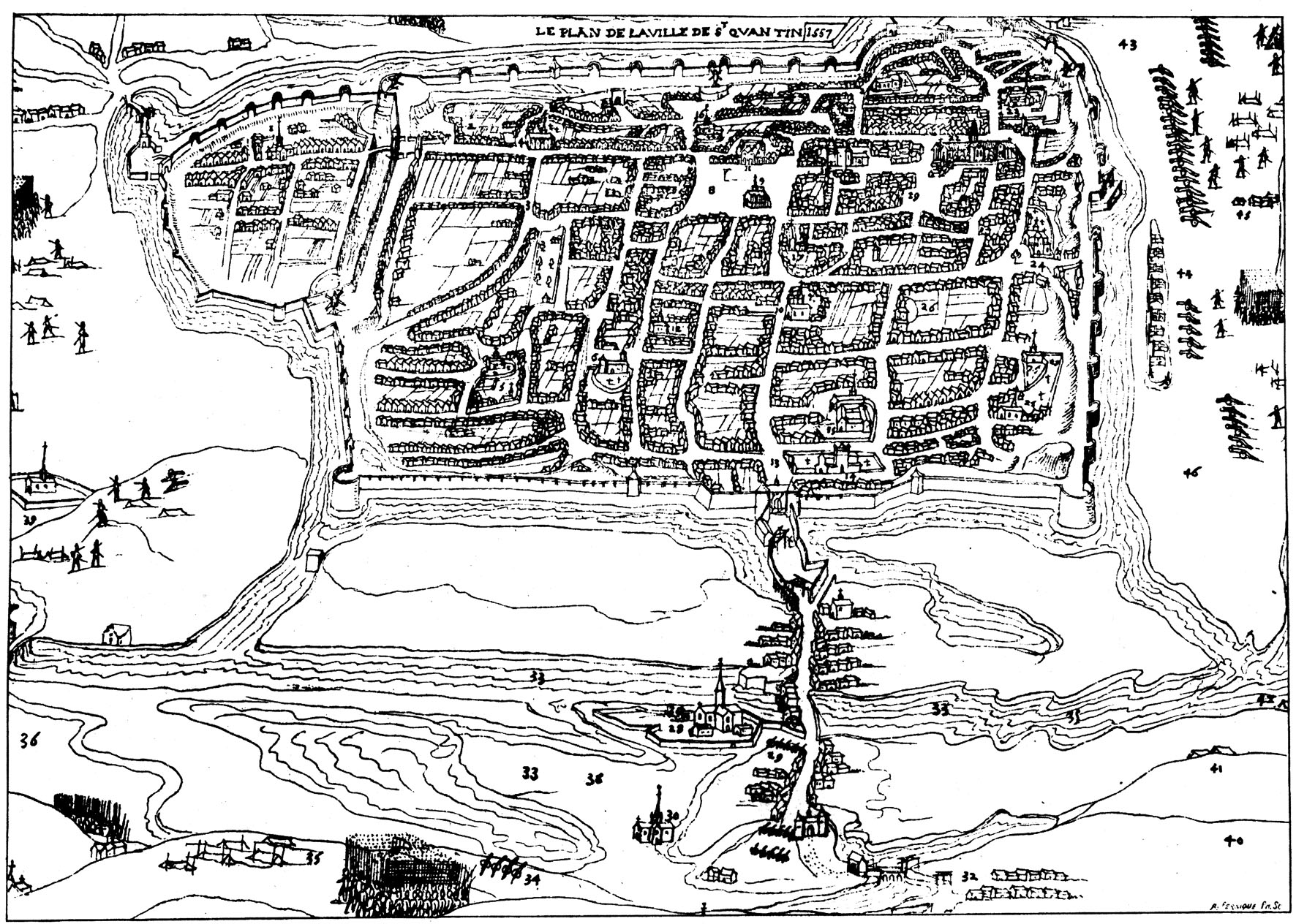
Vue de la ville de Saint-Quentin en 1557.

En 1557, un siège héroïque face aux Espagnols se termine par une terrible défaite des forces françaises et le pillage de la ville. Restituée à la France en 1559, elle connaît une activité de fortification intense. Au milieu du XVIIe siècle, la ville échappe aux sièges, mais subit les affres des guerres qui ravagent la Picardie, accompagnées de la peste (celle de 1636 emporta trois mille habitants, sur peut-être dix mille) et de la famine.

#### XVIIeetXVIIIesiècles
Dans la seconde moitié du XVIIe siècle, les conquêtes de Louis XIV l'éloignent de la frontière. À la fin du XVIe siècle, sa production textile se spécialise dans les toiles fines de lin (linon et batiste). Elle retrouve sa prospérité, notamment au XVIIIe siècle, où ses toiles sont exportées dans toute l'Europe et aux Amériques.
Carte de Cassini

|  |  |

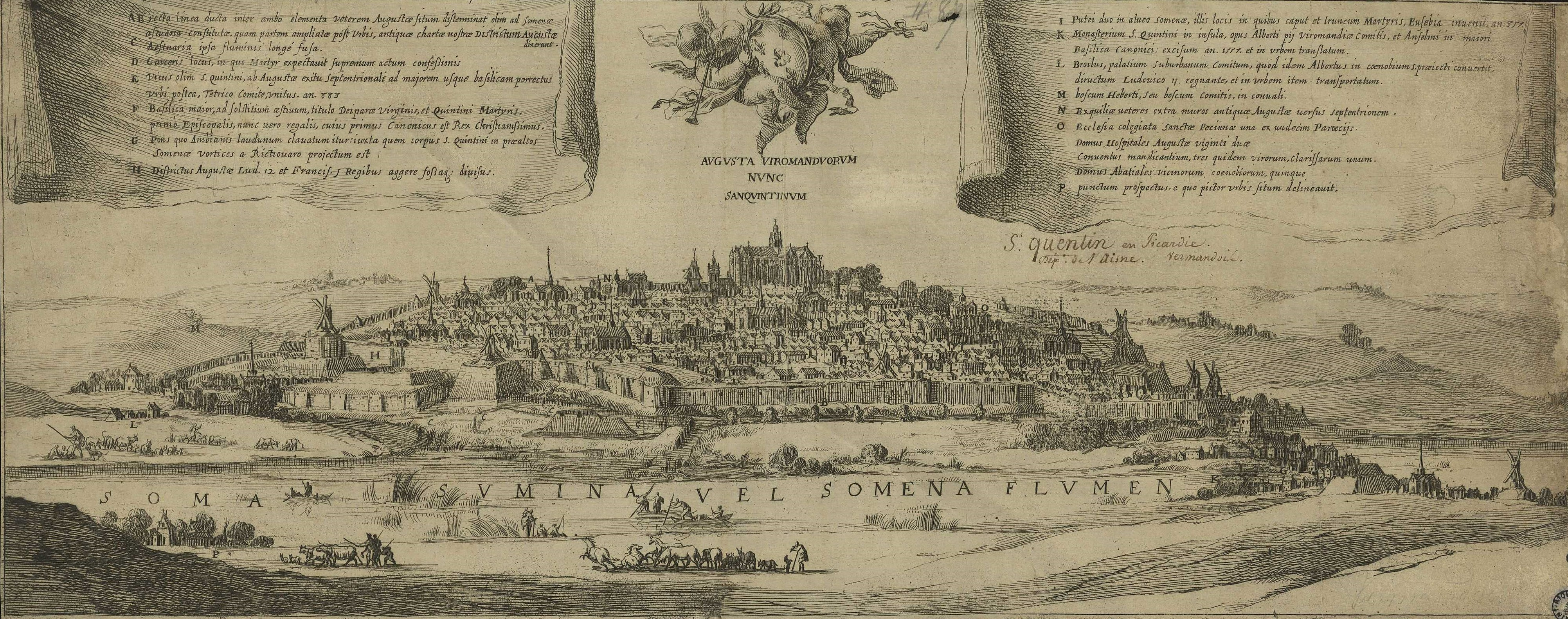
Vue de la ville de Saint-Quentin au XVIIe siècle par Michel Dorigny avec, au premier plan, la Somme.

La carte de Cassini montre qu'au XVIIIe siècle, Saint-Quentin est une ville fortifiée implantée sur la rive droite de la Somme.

Au nord, sur les hauteurs de l'actuelle Zone Cora, sont représentés de nombreux moulins à vent en bois ou en pierre qui sont chargés de fabriquer la farine nécessaire à l'approvisionnement en pain des 10 000 habitants de la ville à l'époque. Deux moulins à eau symbolisés par une roue dentée sont représentés au sud sur le cours de la Somme.

Sur la même rive sont figurés des hameaux ou des fermes qui sont aujourd'hui intégrés dans l'agglomération qui s'est essentiellement étendue au nord-ouest :
- Remicourt, hameau dont le nom apparaît pour la première fois en l'an 982 sous l'appellation latine de Villa Rumulficurtis, Remicourt en 1168 dans un cartulaire de l'abbaye d'Homblières[33] ;
- Saint-Claude était une maison isolée située au bord de la Somme dont le nom est évoqué de nos jours par la Policlinique éponyme[34] ;
- Raucourt (aujourd'hui Rocourt en haut de la Rue de Paris) était un hameau avec un moulin à eau qui appartenait à l'abbaye de Saint-Prix. Son nom Rufficurtis est cité en 1045; puis Rodulficurtis, Rouecourt, Raulcourt, Roecourt[35] ;
- Cepy était une ferme située à l'endroit actuel du quartier du même nom près du Centre Hospitalier. Elle fut nommée Cepeium en 1045, puis Territorium de Cepi, Cypi au XIIe siècle dans un cartulaire de l'abbaye de Fervaques puis Chypiacum, CCypiacus, In valle de Chipiaco, Chypi, Sipy[36] ;
- Oestre (aujourd'hui Oestres) était à l'époque un hameau avec un moulin à eau qui est cité 986 sous l'appellation de Hoestrum, puis Oütrum, Oistre, Ouestre en 1728[37]. Cette partie de la ville a une multitude de prononciations différentes de nos jours ;
- Saint-Éloi était le seul hameau situé sur la rive gauche de la Somme.

La mention 17 postes indique que la ville était le 17e relais de poste depuis Paris. Ces relais distants d'une vingtaine de kilomètres l'un de l'autre permettaient aux voitures hippomobiles de changer de chevaux. En venant de Paris, le relais précédent était à Roupy, vers Cambrai, il était à Bellenglise, et vers Guise, à Origny-Sainte-Benoîte.

### Époque contemporaine

#### Premier Empire

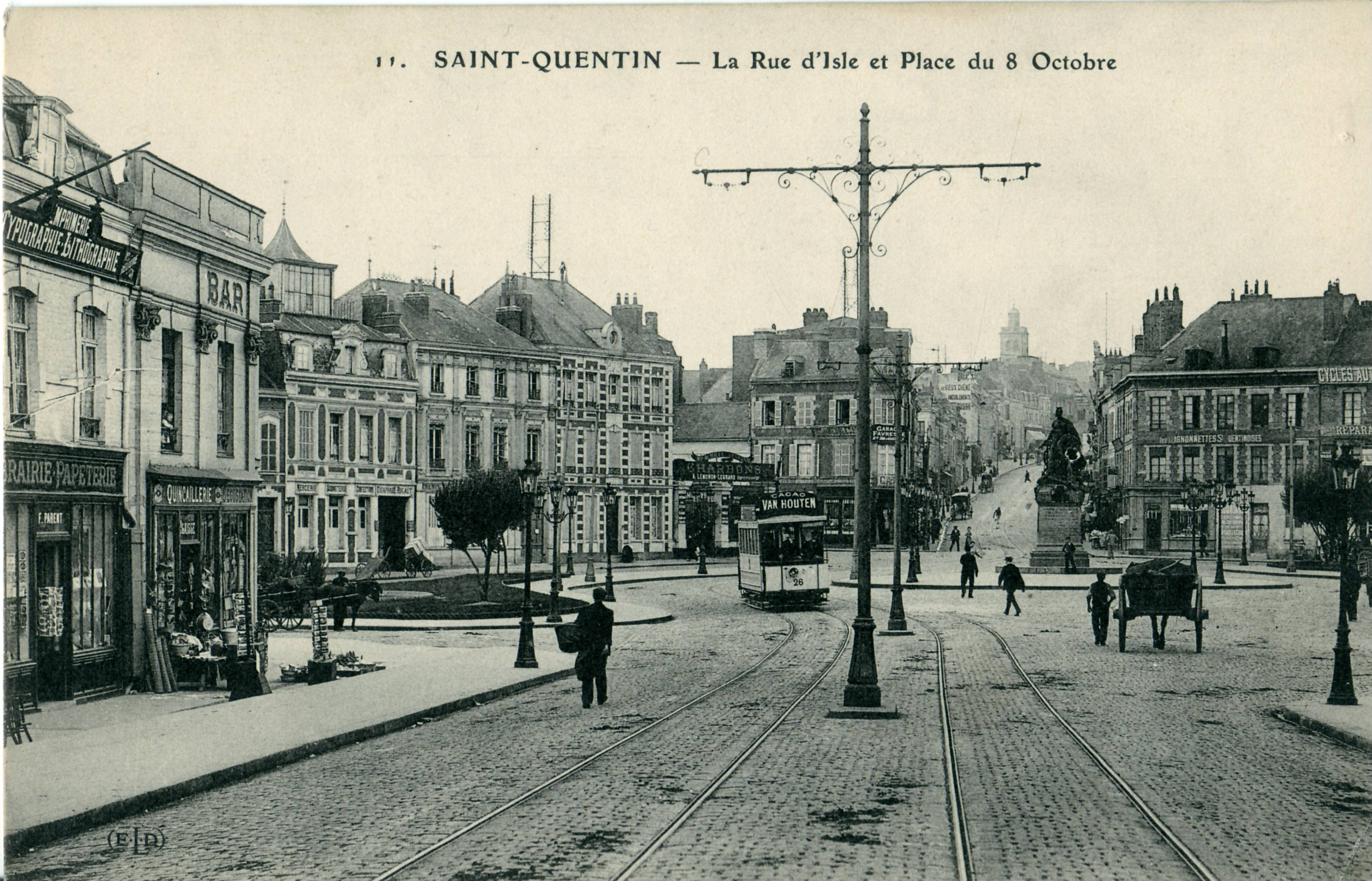
La rue d'Isle et la place du Huit-Octobre avant la Première Guerre mondiale.

Sous l'Empire, les difficultés d'exportation engendrent une récession économique. À la demande de la municipalité, Napoléon autorise l'arasement des fortifications, pour permettre à la ville de se développer hors de ses anciennes limites. En 1814-1815, Saint-Quentin est occupée par les Russes, sans dommage.

#### Industrialisation auXIXesiècle
Au XIXe siècle, elle connaît un grand développement en devenant une ville industrielle prospère, grâce à des entrepreneurs sans cesse à l'affût des nouveautés techniques. Les productions sont diversifiées, mais la construction mécanique et surtout le textile l'emportent : les « articles de Saint-Quentin » sont alors bien connus.
Dans les années 1880, les ouvriers du tissage sont en grève pendant 72 jours, témoignant de la combativité du mouvement ouvrier pendant la crise économique de ces années-là.

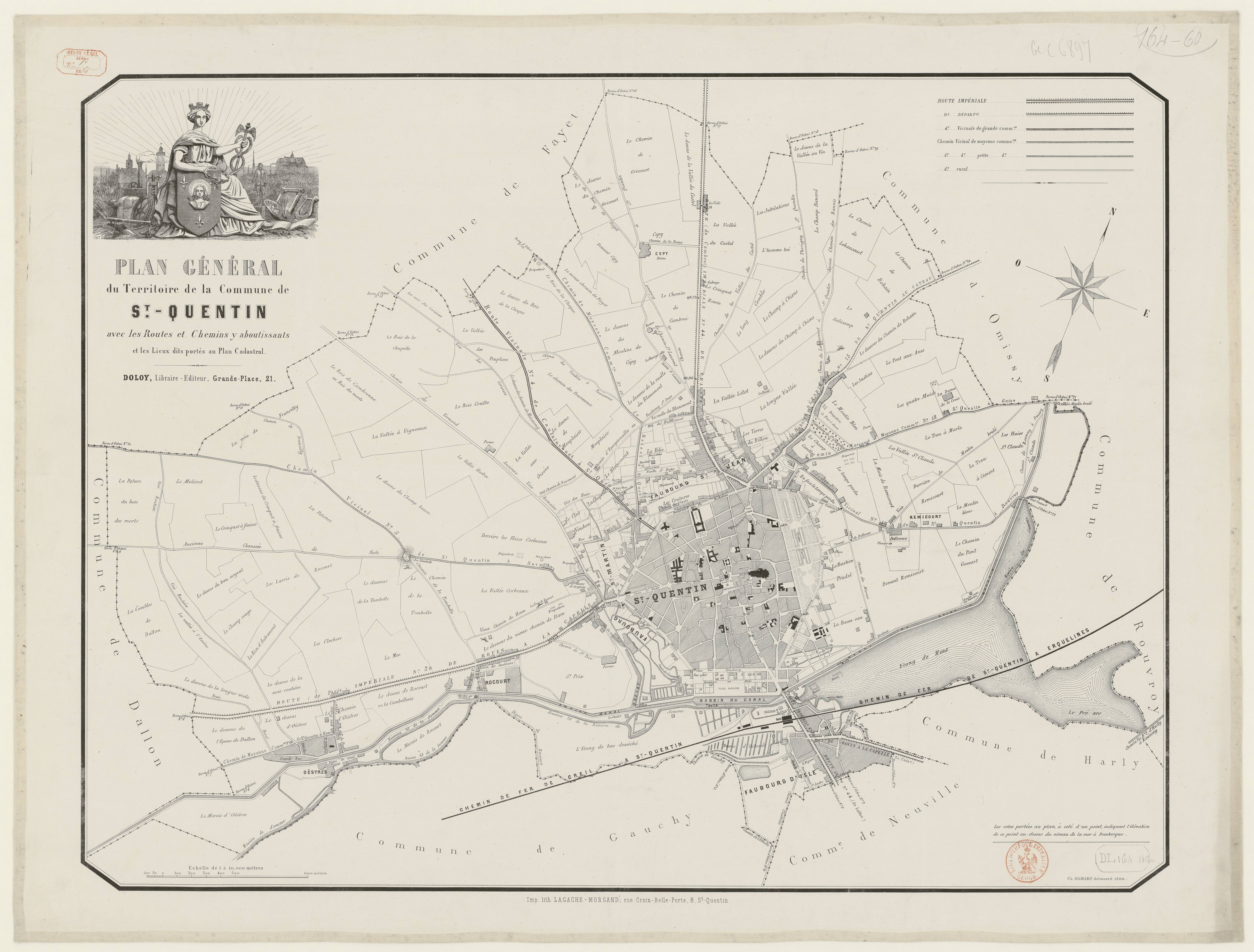
Plan de la ville de Saint-Quentin en 1860

#### Guerre de 1870
Lors de la guerre franco-allemande de 1870, la ville de Saint-Quentin fut le théâtre d'un fait d'armes qui tourna à l'avantage de la France. Le 8 octobre 1870, vers 10 h du matin, un détachement militaire prussien commandé par le colonel Kahlden tenta de s'emparer de la ville qui était défendue par la garde nationale, les sapeurs pompiers et des civils armés par le préfet de la Défense nationale. Gabriel Dufayel qui avait été nommé à la tête de la garde nationale quelque temps auparavant avait organisé la défense de la ville avec des barricades et des tranchées. La résistance des Saint-Quentinois galvanisés par le préfet Anatole de La Forge fit reculer l'ennemi. Ne pouvant prendre la ville, les Prussiens se retirèrent emmenant avec eux 14 otages.
Cette action héroïque eut un retentissement national : un monument commémorant cet événement fut érigé sur la grand-place et Saint-Quentin fut décorée de la Légion d'honneur, le 6 juin 1897.
Le 19 janvier 1871 eut lieu la bataille de Saint-Quentin, aux environs de la ville. Elle se termina par une victoire prussienne qui mit fin aux espoirs français de briser le siège de Paris.

#### Belle Époque
Pendant la répression de janvier et février 1894, la police y effectue des perquisitions visant les anarchistes qui y résident, sans réel succès,,. 
Le début du XXe siècle fut une période faste pour Saint-Quentin. En 1899, a lieu la mise en service des deux premières lignes de tramway avec automotrices à traction à air comprimé, système Popp-Conti, puis système Mékarski jusqu'en 1908. Des automotrices à traction électrique leur succèdent jusqu'au 26 mai 1956, date de la suppression des derniers tramways, remplacés par des autobus.

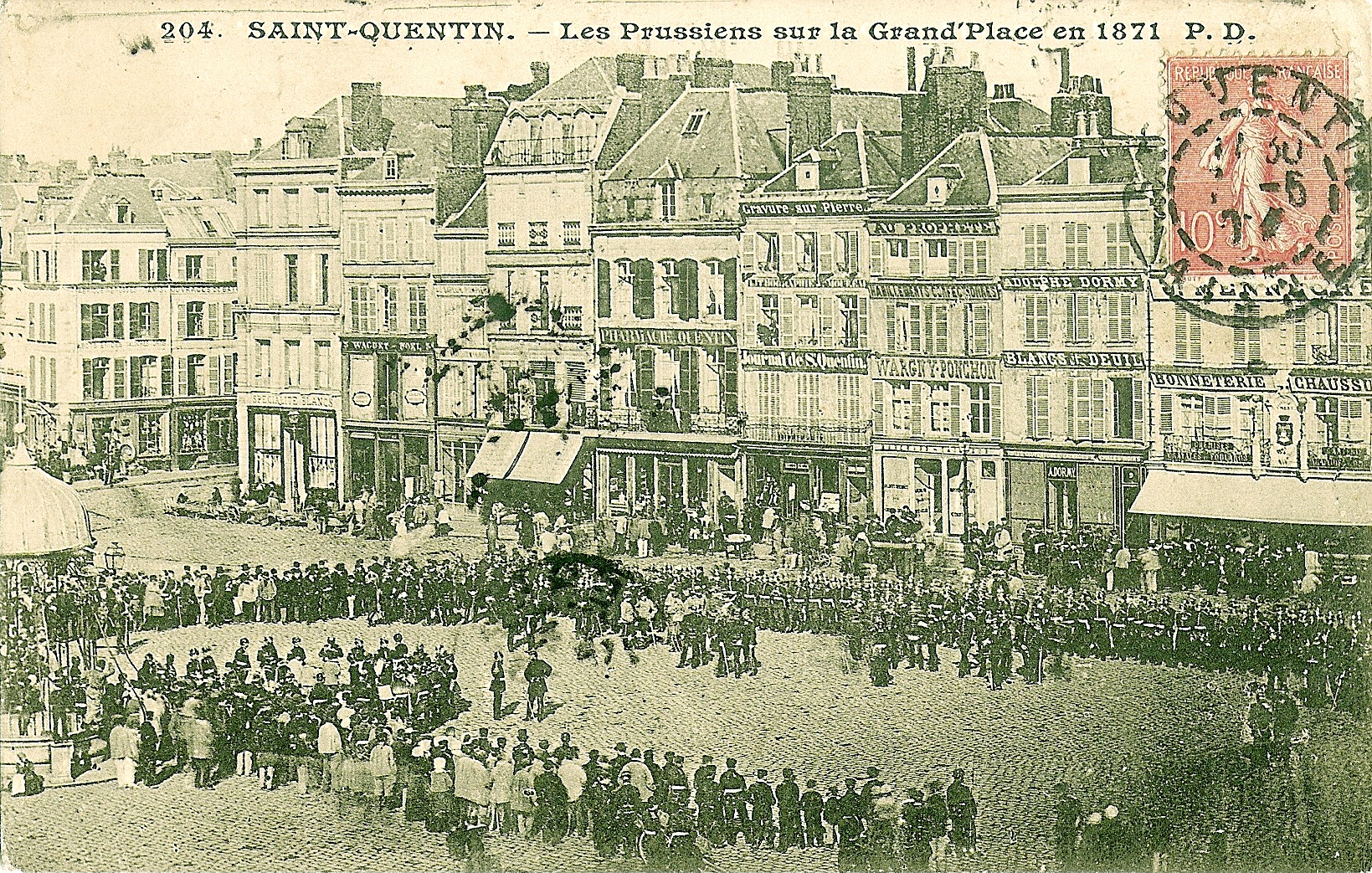
Occupation prussienne en 1871.
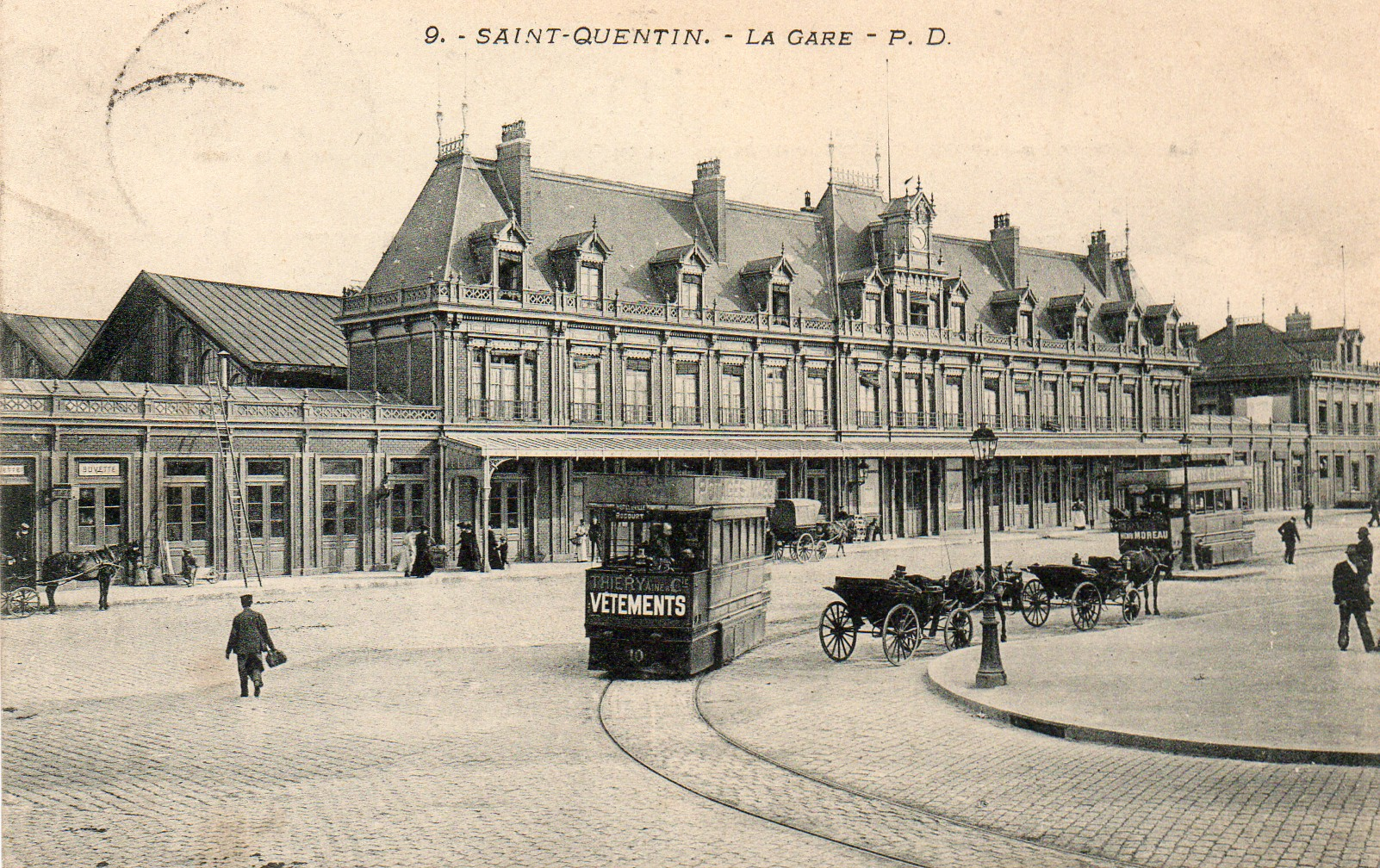
Tramway à air comprimé Mékarski devant la gare en 1906.
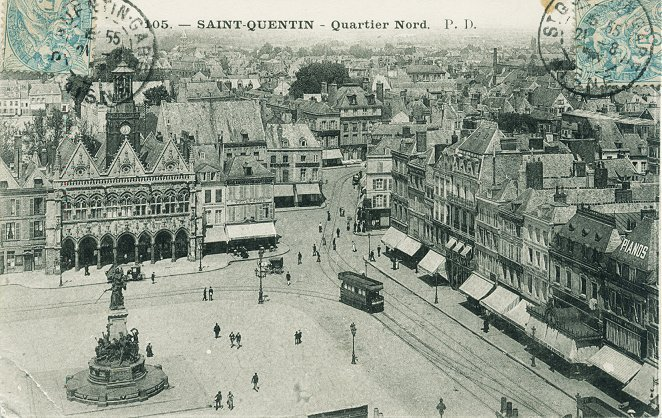
La Grand-Place en 1900.

#### Grande Guerre
La Première Guerre mondiale lui porte un coup terrible. Le 28 août 1914, malgré la défense héroïque de la ville par les Pépères du 10e régiment d'infanterie territoriale, originaires de la ville, la ville est envahie puis occupée à partir du début de septembre 1914. Elle subit une dure occupation. À partir de 1916, elle se trouve au cœur de la zone de combat, car les Allemands l'ont intégrée dans la ligne Hindenburg.
Après l'évacuation de la population en mars 1917, la ville est pillée et tout l'équipement industriel emporté ou détruit.
Le 2 octobre 1918, le 15e corps d'armée français libère Saint-Quentin.
Les combats finissent de la ruiner : 70 % des immeubles (dont la basilique) sont endommagés. François Flameng, peintre officiel des armées, a immortalisé le martyre de la ville dans des croquis et dessins qui parurent dans la revue L'Illustration. Ce n'est qu'en 1919 que les premiers Saint-Quentinois franchiront à nouveau les portes de la ville.

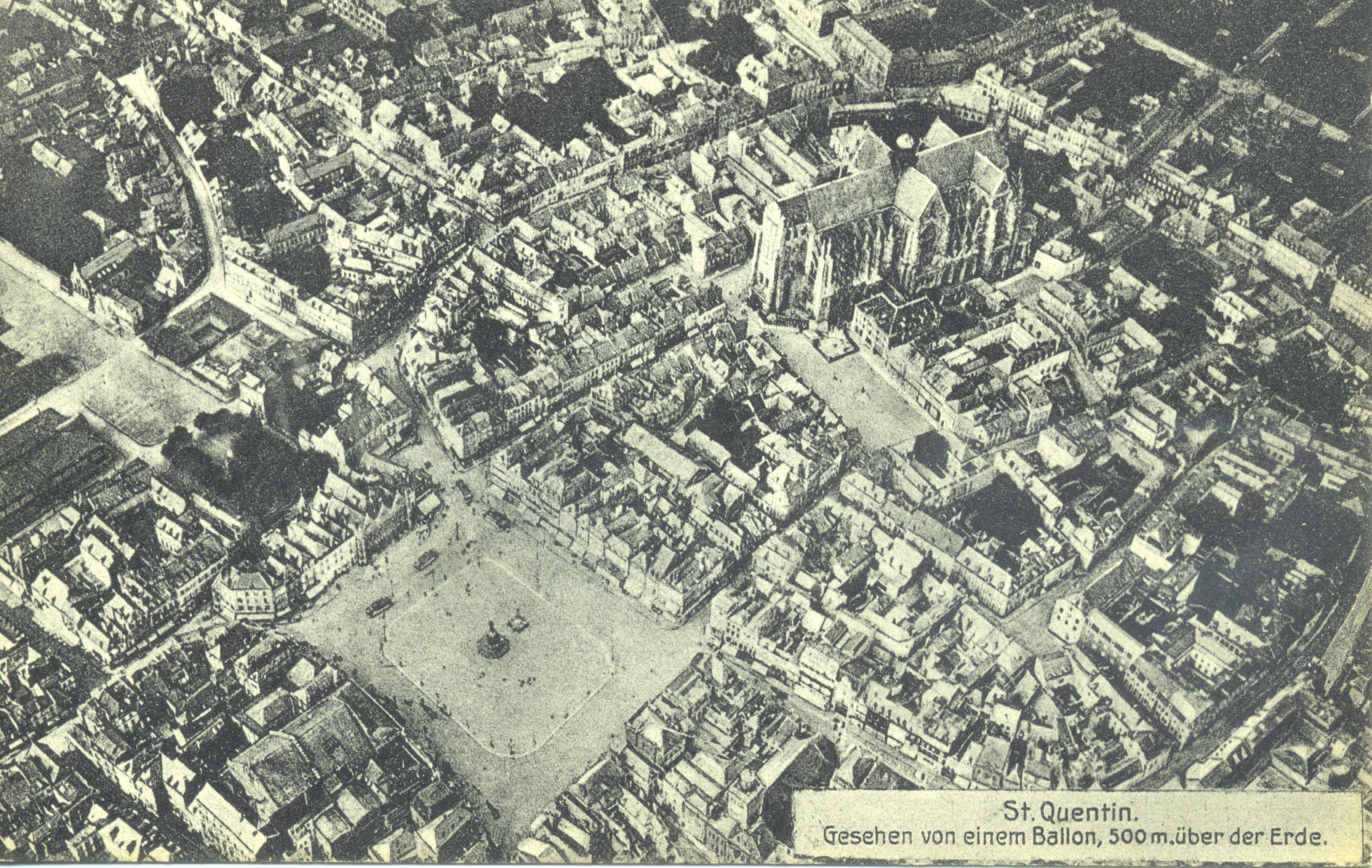
Centre-ville de Saint-Quentin vu depuis un ballon au début de l'occupation allemande.
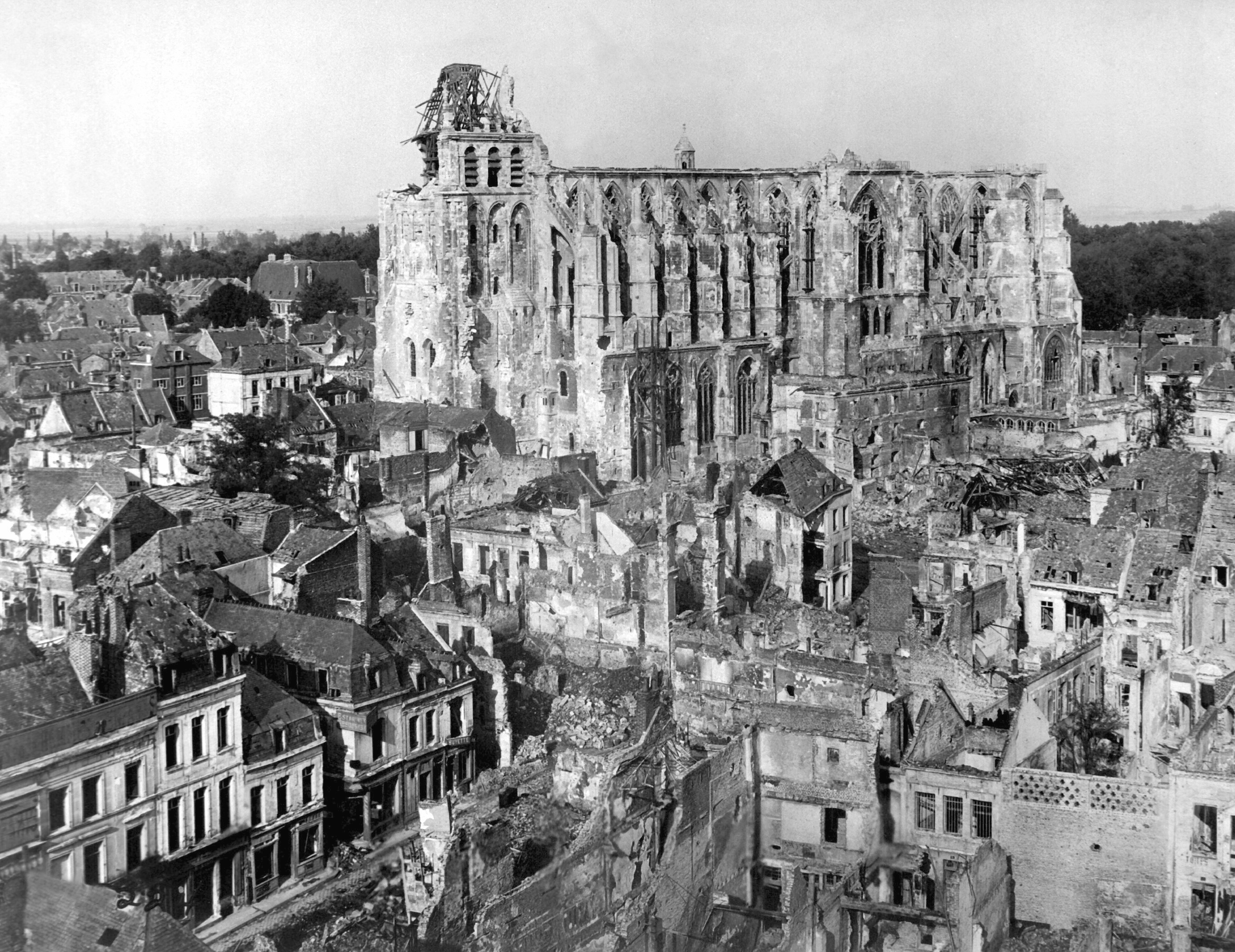
Ruine de la basilique durant la Première Guerre mondiale.
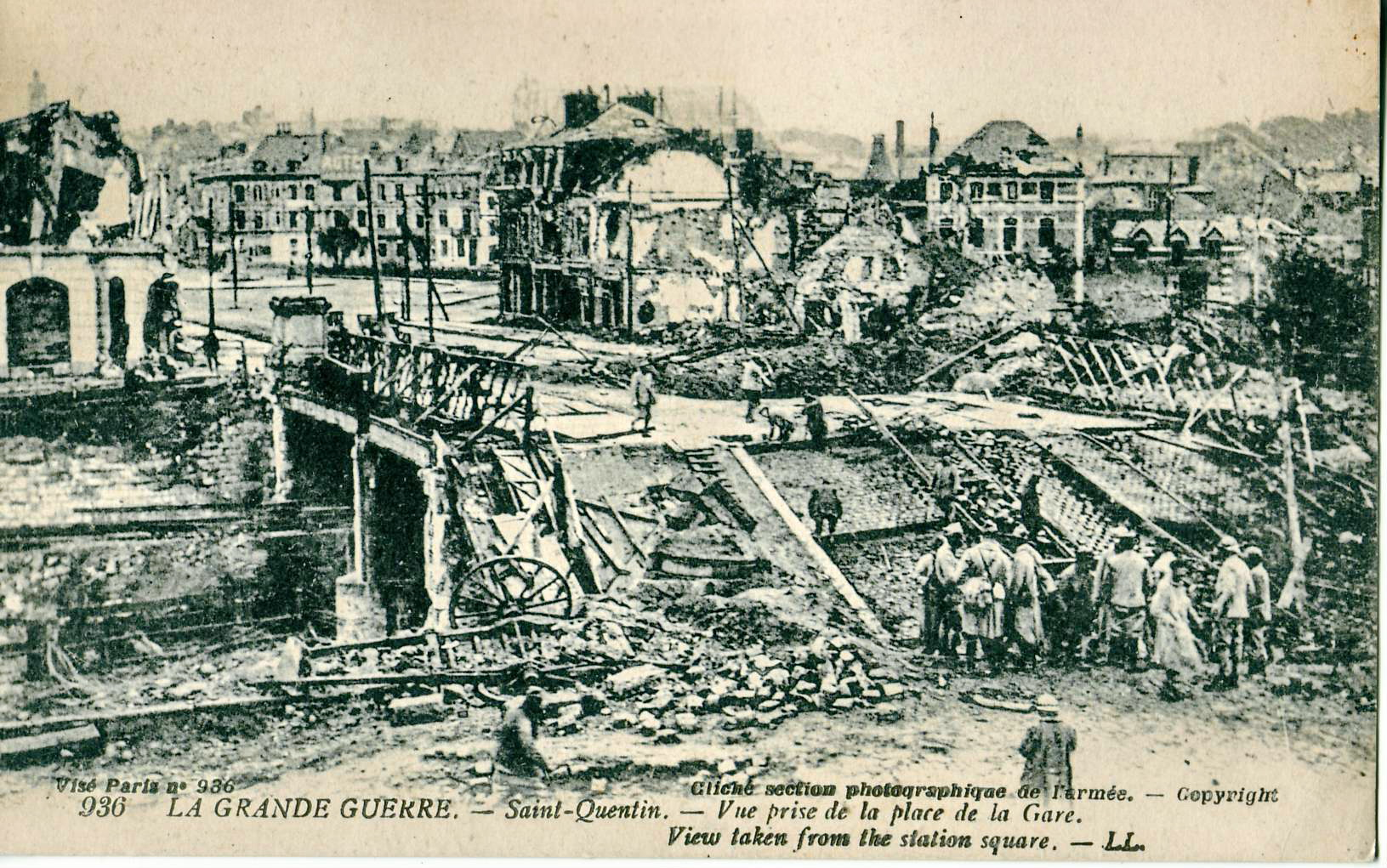
Destructions de la Première Guerre mondiale près de la gare.

#### Entre-deux-guerres
La période d'entre-deux-guerres fut marquée à Saint-Quentin, par la reconstruction qui donna au centre-ville la physionomie qu'on lui connaît aujourd'hui, plus de 3 000 immeubles de style Art déco furent construits.

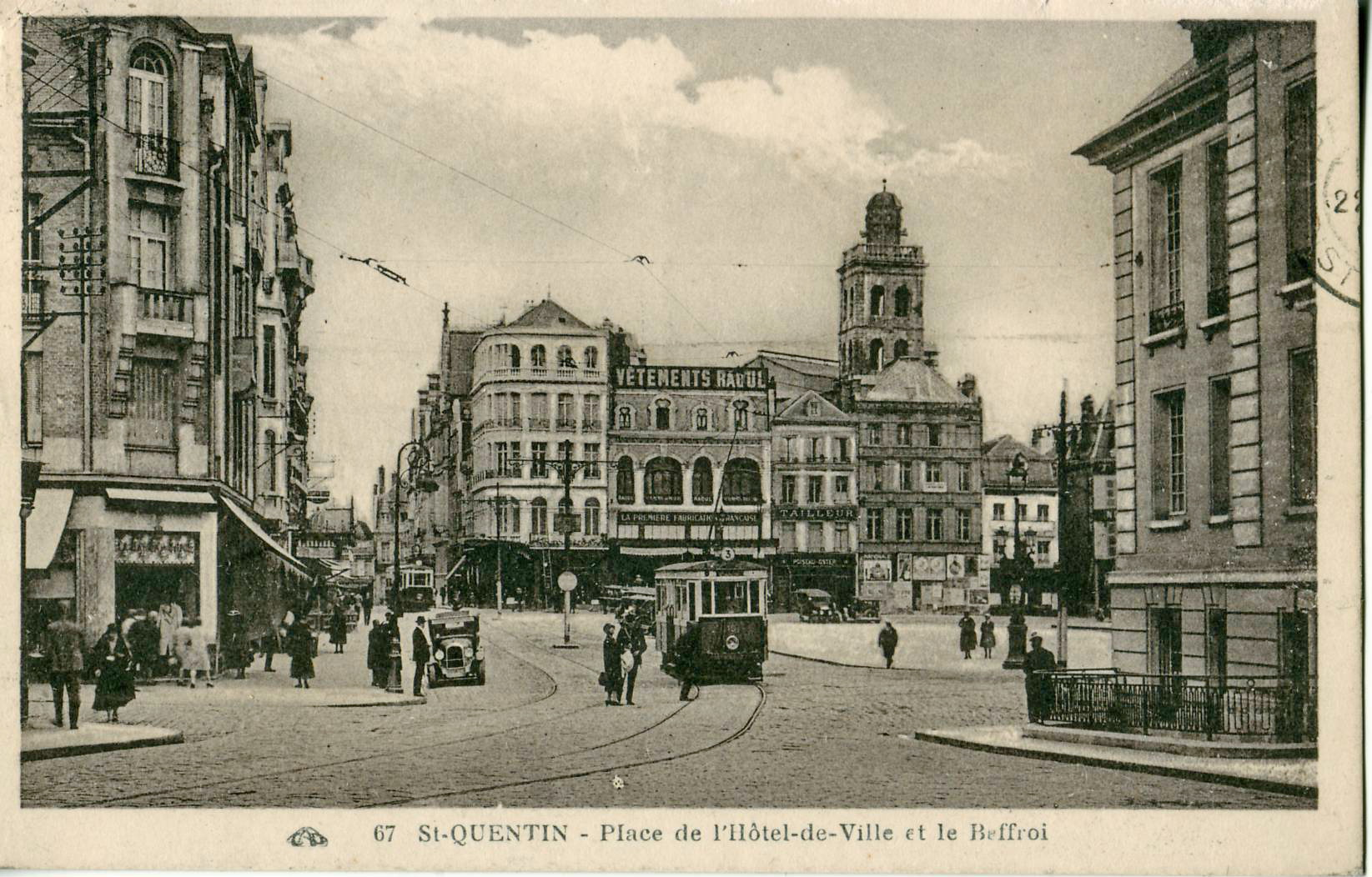
La place de l'Hôtel-de-Ville et le beffroi des années 1920. La ligne no 3 du tramway électrique desservait la place.
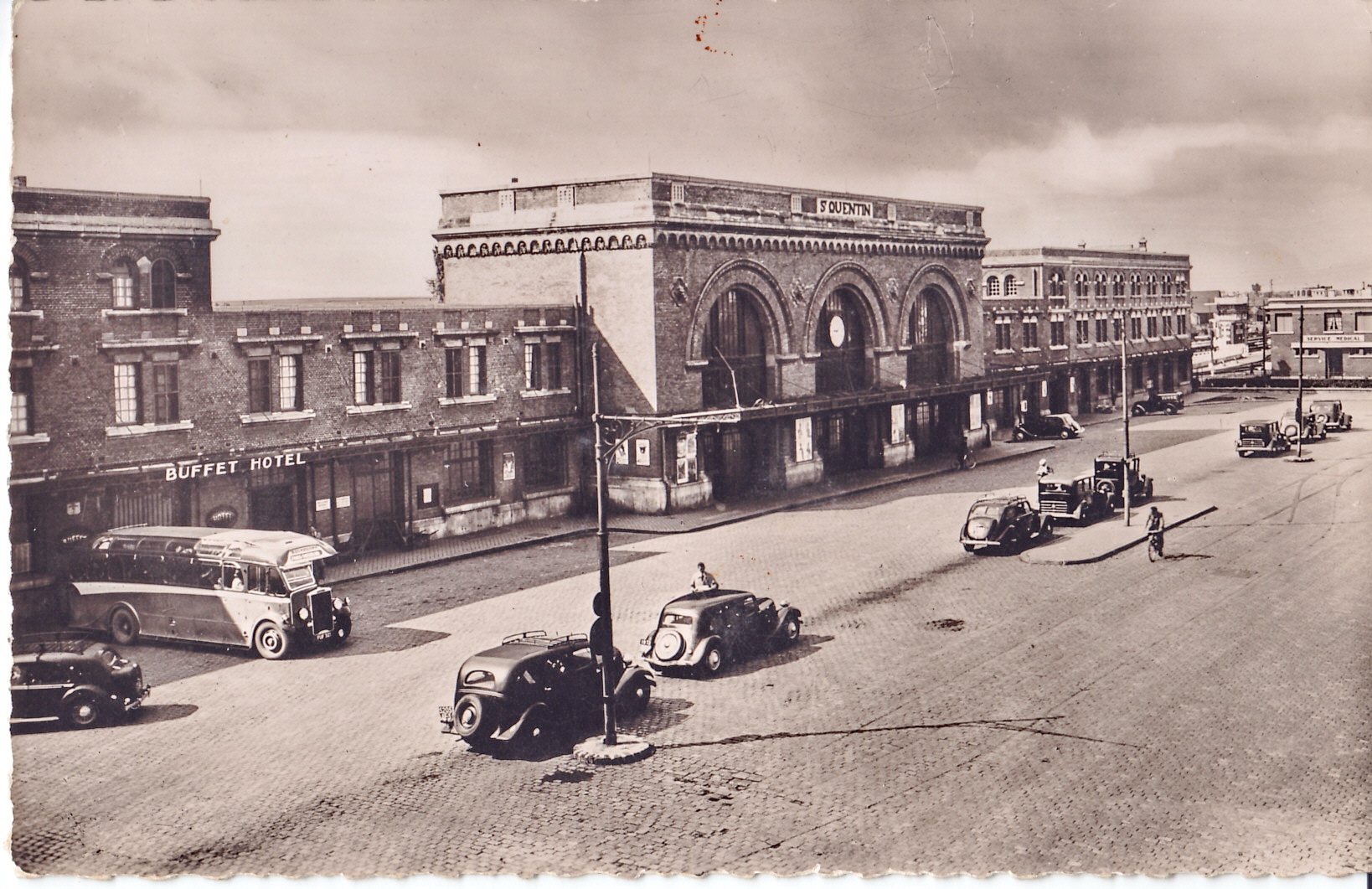
La gare de Saint-Quentin dans les années 1930
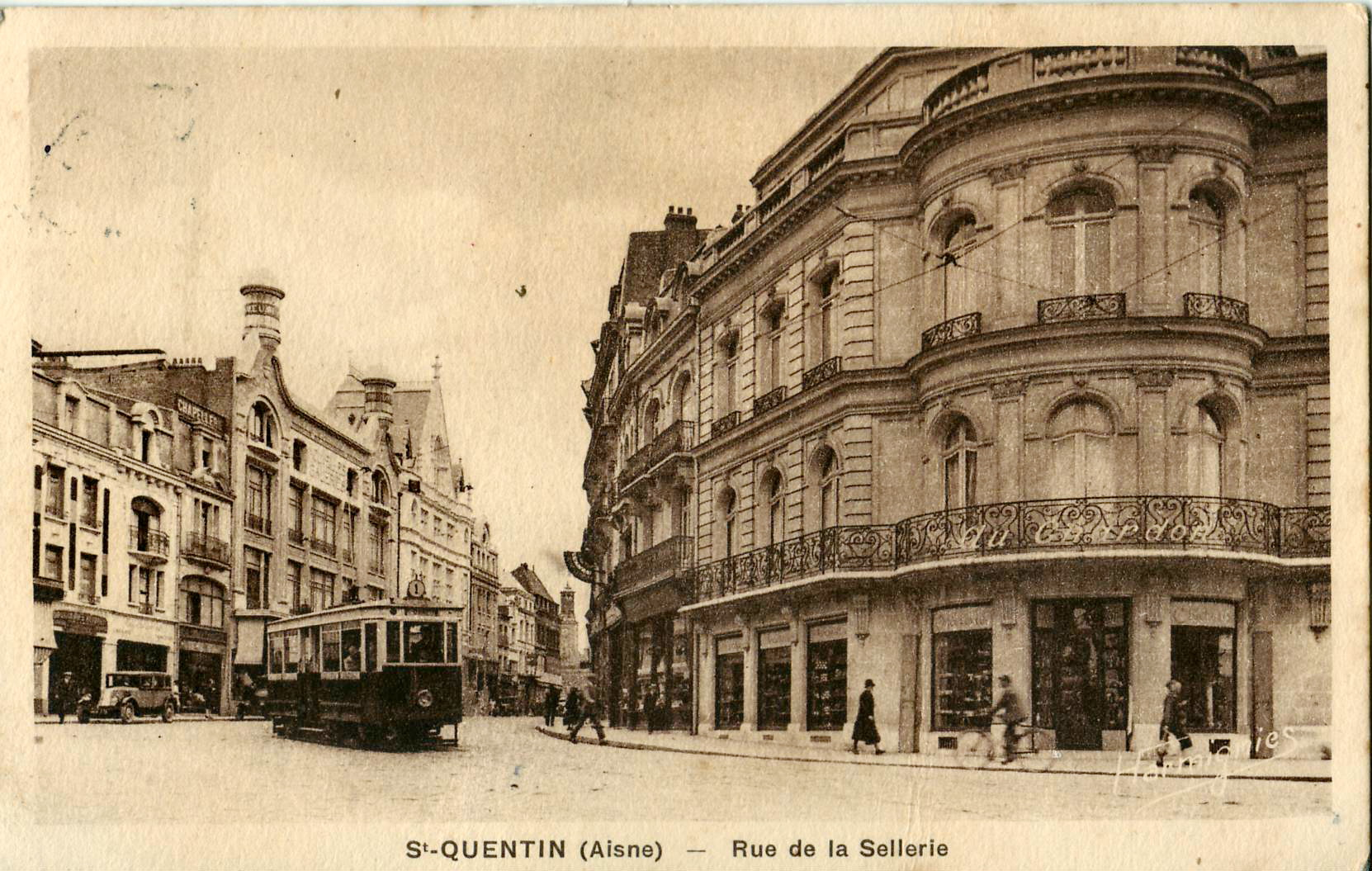
Rue de la Sellerie en 1930.

#### Seconde Guerre mondiale
Durant la Seconde Guerre mondiale, la ville est occupée par les Allemands. La petite communauté juive implantée à Saint-Quentin depuis plusieurs siècles souffre fortement de l'Occupation, ainsi pas moins de treize familles juives de la ville sont arrêtées et déportées vers les camps de la mort.
Le 2 mars 1944 en début de soirée, deux vagues d'une vingtaine de bombardiers américains survolent la ville et lâchent leurs bombes depuis une altitude de 2 000 à 3 000 mètres, causant 91 victimes civiles et environ 150 blessés.
Le 2 septembre 1944, les FFI déclenchent l'insurrection et les Américains libèrent définitivement la ville le 3 (armée de Patton). Malgré le soutien national, la reconstruction à la suite des deux guerres mondiales est longue, et la ville peine à retrouver le dynamisme antérieur à 1914.

#### Les Trente Glorieuses
Les chiffres de la population sont explicites : le niveau des 55 000 habitants atteint en 1911 n'est retrouvé qu'au milieu des années 1950, dans le contexte favorable des Trente Glorieuses. Le développement de la ville a repris, fondé sur la tradition industrielle textile et mécanique. Cette prospérité se poursuit jusqu'au milieu des années 1970, période où l'industrie textile française commence à souffrir de la concurrence des pays en voie de développement, notamment la Tunisie et la Turquie.

## Politique et administration

### Rattachements administratifs et électoraux
La commune est le chef-lieu de l'arrondissement de Saint-Quentin du département de l'Aisne. Pour l'élection des députés, elle fait partie de la deuxième circonscription de l'Aisne.
La commune était depuis 1790 le chef-lieu du canton de Saint-Quentin. Celui-ci a été scindé par décret du 23 juillet 1973, et son territoire est scindée en trois cantons, celui de Saint-Quentin-Nord, celui de Saint-Quentin-Centre, et celui de Saint-Quentin-Sud. Cette répartition est modifiée dans le cadre du redécoupage cantonal de 2014 en France.
La ville est depuis lors le bureau centralisateur de trois cantons :
- le canton de Saint-Quentin-1, formé d'une partie de Saint-Quentin et des communes de Attilly, Beauvois-en-Vermandois, Caulaincourt, Douchy, Étreillers, Fayet, Fluquières, Foreste, Francilly-Selency, Germaine, Gricourt, Holnon, Jeancourt, Lanchy, Maissemy, Pontru, Pontruet, Roupy, Savy, Trefcon, Vaux-en-Vermandois, Vendelles, Le Verguier, et de Vermand (29 081 habitants) ;
- le canton de Saint-Quentin-2, formé d'une partie de Saint-Quentin et des communes de Essigny-le-Petit, Fieulaine, Fonsomme, Fontaine-Notre-Dame, Lesdins, Marcy, Morcourt, Omissy, Remaucourt et Rouvroy (24 727 habitants) ;
- le canton de Saint-Quentin-3, formé d'une partie de Saint-Quentin et des communes de Castres, Contescourt, Gauchy, Grugies, Harly, Homblières, Mesnil-Saint-Laurent, Neuville-Saint-Amand (28 153 habitants).

### Intercommunalité

La communauté d'agglomération du Saint-Quentinois dans le département de l'Aisne.

La commune faisait partie de la communauté d'agglomération de Saint-Quentin, créée fin 1999, et qui succédait au district de Saint-Quentin, créé le 9 février 1960, rassemblant à l'origine onze communes afin notamment de créer et développer des zones industrielles.
Dans le cadre des dispositions de la loi portant nouvelle organisation territoriale de la République (loi NOTRe) du 7 août 2015, prévoyant que les établissements publics de coopération intercommunale (EPCI) à fiscalité propre doivent avoir un minimum de 15 000 habitants (sous réserve de certaines dérogations bénéficiant aux territoires de très faible densité), le préfet de l'Aisne a adopté un nouveau schéma départemental de coopération intercommunale par arrêté du 30 mars 2016 qui prévoit notamment la fusion de la  communauté de communes du canton de Saint-Simon et de la communauté d'agglomération de Saint-Quentin, aboutissant au regroupement de 39 communes comptant 83 287 habitants.
Cette fusion est intervenue le 1er janvier 2017, et la commune est désormais le siège de la communauté d'agglomération du Saint-Quentinois.

### Tendances politiques et résultats
Lors du premier tour des élections municipales de 2014 dans l'Aisne, la liste UMP menée par le maire sortant Xavier Bertrand obtient la majorité absolue des suffrages exprimés, avec 9 913 voix (52,60 %, 36 conseillers municipaux élus dont 17 communautaires), devançant très largement celles menées respectivement par : 

- Yannick Lejeune (FN, 3 789 voix, 20,10 %, 4 conseillers municipaux élus dont 2 communautaires) ;
- Michel Garand (PS, 3223 voix, 17,10 %, 4 conseillers municipaux élus dont 2 communautaires) ;
- Olivier Tournay (PCF, 1 455 voix, 7,72 %, 1 conseiller municipal et communautaire élu) ;
- Anne Zanditenas (LO, 464 voix, 2,46 %, pas d'élus).
Lors de ce scrutin, 42,82 % des électeurs se sont abstenus.
Au premier tour des élections municipales de 2020 dans l'Aisne, la liste LR menée par la maire sortante Frédérique Macarez — qui a succédé à Xavier Bertrand en 2016 après sa démission — obtient la majorité absolue des suffrages exprimés, avec 6 834 voix (65,66 %, 38 conseillers municipaux élus dont 31 communautaires), devançant très largement celles menées respectivement par :

- Sylvie Saillard-Meunier (RN, 1 567 voix, 15,05 %, 3 conseillers municipaux et communautaires élus) ;

- Julien Calon (PS-LFI-EELV-GE-G.s-MRC-PA, 937 voix, 	9,00 %, 2 conseillers municipaux élus dont 1 communautaire) ;

- Olivier Tournay (PCF, 925 voix, 8,88 %, 2 conseillers municipaux dont 1 communautaire) ;

- Anne Zanditenas (LO, 144 voix, 	1,38 %, pas d'élus).

Lors de ce scrutin, marqué par la pandémie de Covid-19 en France, 68,63 % cdes électeurs se sont abstenus.

#### Récapitulatif de résultats électoraux récents
| Scrutin             | 1er tour | 1er tour | 1er tour | 1er tour | 1er tour | 1er tour | 1er tour | 1er tour | 1er tour | 1er tour | 1er tour | 1er tour | 2d tour        | 2d tour        | 2d tour        | 2d tour        | 2d tour        | 2d tour        | 2d tour        | 2d tour        | 2d tour        |
| Scrutin             | 1er      | 1er      | %        | 2e       | 2e       | %        | 3e       | 3e       | %        | 4e       | 4e       | %        | 1er            | 1er            | %              | 2e             | 2e             | %              | 3e             | 3e             | %              |
| ------------------- | -------- | -------- | -------- | -------- | -------- | -------- | -------- | -------- | -------- | -------- | -------- | -------- | -------------- | -------------- | -------------- | -------------- | -------------- | -------------- | -------------- | -------------- | -------------- |
| Municipales 2014    |          | UMP      | 52,60    |          | FN       | 20,10    |          | PS       | 17,10    |          | PCF      | 7,72     | Pas de 2d tour | Pas de 2d tour | Pas de 2d tour | Pas de 2d tour | Pas de 2d tour | Pas de 2d tour | Pas de 2d tour | Pas de 2d tour | Pas de 2d tour |
| Européennes 2014    |          | FN       | 33,19    |          | UMP      | 28,32    |          | PS       | 11,31    |          | UDI      | 8,25     | Tour unique    | Tour unique    | Tour unique    | Tour unique    | Tour unique    | Tour unique    | Tour unique    | Tour unique    | Tour unique    |
| Régionales 2015     |          | UMP      | 43,05    |          | FN       | 34,22    |          | PS       | 12,88    |          | PCF      | 3,17     |                | UMP            | 65,20          |                | FN             | 34,80          | Pas de 3e      | Pas de 3e      | Pas de 3e      |
| Présidentielle 2017 |          | FN       | 28,73    |          | EM       | 21,31    |          | LFI      | 19,25    |          | LR       | 17,70    |                | LREM           | 57,08          |                | FN             | 42,92          | Pas de 3e      | Pas de 3e      | Pas de 3e      |
| Législatives 2017   |          | LR       | 36,65    |          | RN       | 22,51    |          | MODEM    | 12,13    |          | LFI      | 10,12    |                | LR             | 67,56          |                | RN             | 32,44          | Pas de 3e      | Pas de 3e      | Pas de 3e      |
| Européennes 2019    |          | RN       | 33,93    |          | LREM     | 18,66    |          | LR       | 8,49     |          | EELV     | 8,46     | Tour unique    | Tour unique    | Tour unique    | Tour unique    | Tour unique    | Tour unique    | Tour unique    | Tour unique    | Tour unique    |
| Municipales 2020    |          | LR       | 65,66    |          | RN       | 15,05    |          | PS       | 9,00     |          | PCF      | 8,88     | Pas de 2d tour | Pas de 2d tour | Pas de 2d tour | Pas de 2d tour | Pas de 2d tour | Pas de 2d tour | Pas de 2d tour | Pas de 2d tour | Pas de 2d tour |
| Régionales 2021     |          | LR       | 59,24    |          | RN       | 18,04    |          | EELV     | 12,43    |          | LREM     | 5,38     |                | LR             | 65,68          |                | RN             | 19,48          |                | EELV           | 14,84          |
| Présidentielle 2022 |          | RN       | 31,66    |          | LREM     | 25,34    |          | LFI      | 19,88    |          | REC      | 7,02     |                | RN             | 50,53          |                | LREM           | 49,47          | Pas de 3e      | Pas de 3e      | Pas de 3e      |
| Législatives 2022   |          | LR       | 34,37    |          | RN       | 24,23    |          | LFI      | 20,20    |          | LREM     | 13,97    |                | LR             | 62,16          |                | RN             | 37,84          | Pas de 3e      | Pas de 3e      | Pas de 3e      |

### Liste des maires
| Période          | Période                      | Identité           | Étiquette    | Qualité |
| ---------------- | ---------------------------- | ------------------ | ------------ | --- |
| 19 juin 1944     | 28 août 1944                 | Pierre Michel      |              | |
| 3 septembre 1944 | 1947                         | Émile Pierret      | PCF          | Chef d'équipe aux Postes et Télécommunications Conseiller général de Saint-Quentin (1945 → 1955) |
| 1947             | 22 novembre 1949             | Marcel Bugain      | SFIO         | Directeur d'école Décède en cours de mandat |
| 20 décembre 1949 | 2 février 1950               | Henri Jacquemard   | RPF          | Décède en cours de mandat |
| 1950             | 1953                         | Émile Pierret      | PCF          | Chef d'équipe aux Postes et Télécommunications Conseiller général (1945 → 1955) |
| 1953             | 1959                         | Henri Arnould      | SFIO         | Inspecteur à la Sécurité sociale |
| 22 mars 1959     | 27 septembre 1960            | François Collery   | SFIO         | Agriculteur Décède en cours de mandat |
| 1960             | 1965                         | Pierre Laroche     | SFIO         | Décède en cours de mandat |
| mars 1965        | 1966                         | Pierre Dupuy       | UNR          | Décède en cours de mandat |
| mars 1966        | 1977                         | Jacques Braconnier | UDR          | Marchand de meubles Sénateur de l'Aisne (1971 → 1998) Conseiller général de Saint-Quentin (1967 → 1973) Conseiller général de Saint-Quentin-Nord (1973 → 1998) |
| mars 1977        | 1983                         | Daniel Le Meur     | PCF          | Ouvrier métallurgiste Député de l'Aisne (1973 → 1993) |
| mars 1983        | 1989                         | Jacques Braconnier | RPR          | Sénateur de l'Aisne (1971 → 1998) Conseiller général de Saint-Quentin-Nord (1973 → 1998) |
| mars 1989        | 1995                         | Daniel Le Meur     | PCF          | Ouvrier métallurgiste Député de l'Aisne (1973 → 1993) |
| 18 juin 1995     | 27 septembre 2010            | Pierre André       | RPR puis UMP | Sénateur de l'Aisne (1998 → 2014) Président du district de Saint-Quentin[Quand ?] Président de la communauté d'agglomération de Saint-Quentin (1999 → 2014) Vice-président du Conseil régional de Picardie (1992 → 1998) Démissionnaire |
| 4 octobre 2010,  | 14 janvier 2016              | Xavier Bertrand    | UMP puis LR  | Député de l'Aisne (2002 → 2016) Ministre du Travail, de l'Emploi et de la Santé (2010 → 2012) Président de la communauté d'agglomération de Saint-Quentin (2014-2016) Conseiller régional des Hauts-de-France (2015 → ) Président du Conseil régional des Hauts-de-France (2015 → ) Démissionnaire après son élection comme président du conseil régional des Hauts-de-France |
| 14 janvier 2016, | En cours (au 7 juillet 2023) | Frédérique Macarez | LR           | Présidente de la communauté d'agglomération du Saint-Quentinois (2020→ ) Conseillère régionale des Hauts-de-France (2021 → ) Réélue pour le mandat 2020-2026 |

### Distinctions et labels
En 2016, la commune et sa communauté d'agglomération reçoivent le label French Tech pour les objets connectés,.
La ville de Saint-Quentin détient le label Ville active et sportive depuis 2019
La ville de Saint-Quentin détient le niveau de labellisation villes et villages fleuries « Ville 3 fleurs » depuis 1997
La ville de Saint-Quentin détient le Label Villes et Pays de l'art et de l'histoire depuis 2006
La ville de Saint-Quentin a été sélectionnée pour l'obtention du label Cité de l'emploi en 2021

### Jumelages
| La municipalité de Saint-Quentin a conclu quatre jumelages avec : - Kaiserslautern (Allemagne) depuis 1967 ; - San Lorenzo de El Escorial (Espagne) depuis 1987 ; - Rotherham (Angleterre) depuis 1990 ; - Tongzhou (Chine) depuis 2015. Des traités d'amitiés se sont également créés avec la ville canadienne Saint-Quentin du Nouveau-Brunswick (1998), Greiz en Allemagne (2009) mais aussi Dej en Roumanie. | \| Kaiserslautern San Lorenzo de El Escorial Rotherham Saint-Quentin \| |

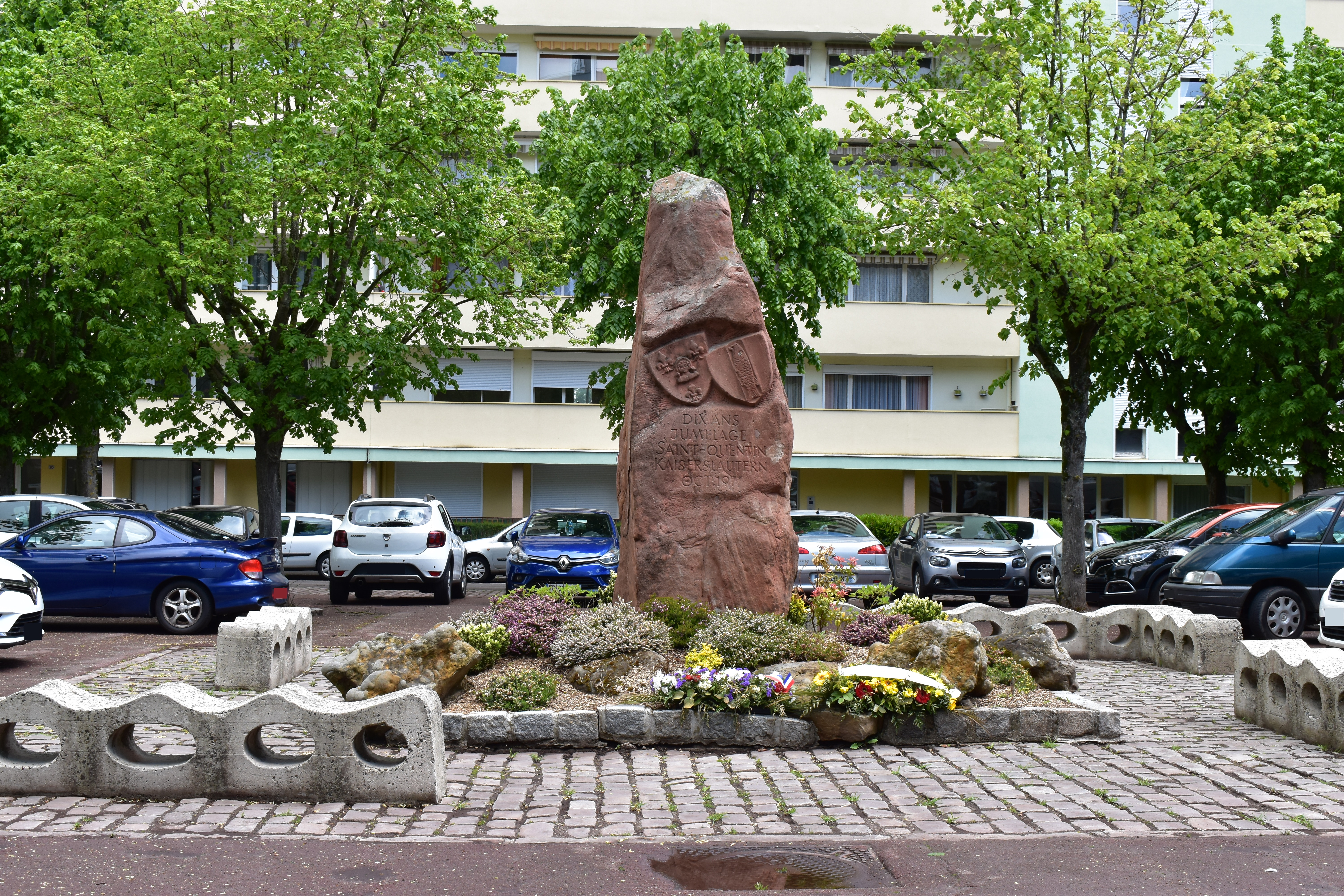
Pour les dix ans de jumelage Saint-Quentin et Kaiserslautern en octobre 1977

| Kaiserslautern San Lorenzo de El Escorial Rotherham Saint-Quentin |                                                                         |

## Population et société

### Démographie

#### Évolution démographique
L'évolution du nombre d'habitants est connue à travers les recensements de la population effectués dans la commune depuis 1793. Pour les communes de plus de 10 000 habitants les recensements ont lieu chaque année à la suite d'une enquête par sondage auprès d'un échantillon d'adresses représentant 8 % de leurs logements, contrairement aux autres communes qui ont un recensement réel tous les cinq ans,.

En 2022, la commune comptait 52 995 habitants, en évolution de −2,66 % par rapport à 2016 (Aisne : −1,97 %, France hors Mayotte : +2,11 %).
| 1793   | 1800   | 1806   | 1821   | 1831   | 1836   | 1841   | 1846   | 1851   |
| ------ | ------ | ------ | ------ | ------ | ------ | ------ | ------ | ------ |
| 10 800 | 10 477 | 10 535 | 12 351 | 17 686 | 20 570 | 21 400 | 23 852 | 24 953 |

| 1856   | 1861   | 1866   | 1872   | 1876   | 1881   | 1886   | 1891   | 1896   |
| ------ | ------ | ------ | ------ | ------ | ------ | ------ | ------ | ------ |
| 26 887 | 30 790 | 32 690 | 34 811 | 38 924 | 45 838 | 47 353 | 47 551 | 48 868 |

| 1901   | 1906   | 1911   | 1921   | 1926   | 1931   | 1936   | 1946   | 1954   |
| ------ | ------ | ------ | ------ | ------ | ------ | ------ | ------ | ------ |
| 50 278 | 52 768 | 55 571 | 37 345 | 49 683 | 49 448 | 49 028 | 48 556 | 53 866 |

| 1962   | 1968   | 1975   | 1982   | 1990   | 1999   | 2006   | 2011   | 2016   |
| ------ | ------ | ------ | ------ | ------ | ------ | ------ | ------ | ------ |
| 61 071 | 64 196 | 67 243 | 63 567 | 60 644 | 59 066 | 56 792 | 56 278 | 54 443 |

| 2021   | 2022   | - | - | - | - | - | - | - |
| ------ | ------ | - | - | - | - | - | - | - |
| 52 958 | 52 995 | - | - | - | - | - | - | - |

#### Pyramide des âges
En 2021, le taux de personnes d'un âge inférieur à 30 ans s'élève à 37,5 %, soit au-dessus de la moyenne départementale (34,5 %). À l'inverse, le taux de personnes d'âge supérieur à 60 ans est de 28,1 % la même année, alors qu'il est de 27,8 % au niveau départemental.
En 2021, la commune comptait 24 678 hommes pour 28 280 femmes, soit un taux de 53,40 % de femmes, légèrement supérieur au taux départemental (51,17 %).
Les pyramides des âges de la commune et du département s'établissent comme suit :
| Hommes | Classe d’âge | Femmes |
| ------ | ------------ | ------ |
| 0,8    | 90 ou +      | 2,1    |
| 7,3    | 75-89 ans    | 11,3   |
| 16,3   | 60-74 ans    | 17,8   |
| 17,6   | 45-59 ans    | 17,8   |
| 17,7   | 30-44 ans    | 15,9   |
| 21,6   | 15-29 ans    | 18,4   |
| 18,7   | 0-14 ans     | 16,6   |

| Hommes | Classe d’âge | Femmes |
| ------ | ------------ | ------ |
| 0,7    | 90 ou +      | 1,9    |
| 6,7    | 75-89 ans    | 9,5    |
| 18,1   | 60-74 ans    | 18,8   |
| 20,2   | 45-59 ans    | 19,6   |
| 18,1   | 30-44 ans    | 17,5   |
| 17,1   | 15-29 ans    | 15,2   |
| 19,2   | 0-14 ans     | 17,6   |

### Bibliothèques
La médiathèque Guy-de-Maupassant, située rue des Canonniers, à 50 m de la porte des Canonniers et  réaménagée en 1987. Plus de 210 000 documents sont proposés dans les bibliothèques de Saint-Quentin.
La bibliothèque Hervé-Bazin : bibliothèque de proximité située près du centre médical du quartier de Neuville comprenant un large choix d'ouvrages pour les petits et pour les grands.
La bibliothèque de Vermand : bibliothèque de proximité située au cœur du quartier de Vermand, dans les locaux du centre social, dont le fonds est constitué de livres et de CD pour tous les goûts et pour tous les âges.

### Cultes
Catholique
La basilique Saint-Quentin, place de la Basilique, est le centre du catholicisme local bien que les paroisses de la ville de Saint-Quentin dépendent du diocèse de Soissons. La construction de cet édifice gothique commence au début du XIIIe siècle et l'essentiel est achevé à la fin du XVe siècle (la façade date de la Renaissance). Les deux premiers étages de la tour porche sont antérieurs au reste de l'édifice, on les date de 1195. Quant aux parties supérieures, elles ont été refaites en style classique après l'incendie de 1669 grâce aux dons de Louis XIV qui se trouvait dans la ville à ce moment. Cette importante durée de construction (à l'origine de l'adage local « le moutier de Saint-Quentin, qui n'a ni commencement, ni fin »), lui vaut de posséder des éléments représentatifs de tous les styles du gothique. Elle présente la particularité d'être pourvue de deux transepts.
Fortement endommagée par les bombardements de 1917, la reconstruction de la collégiale de Saint-Quentin est entamée en 1919, sous l'égide des Monuments historiques. Les vitraux du XIIIe siècle sont remis en place en 1948. Les vitraux manquants sont complétés par des œuvres modernes, réalisées par un artiste de la seconde école de Paris : Hector de Pétigny (1904-1992). En 1956, la basilique restaurée peut enfin être ouverte au culte. Certains travaux furent remis à plus tard : ainsi c'est seulement en 1975, que fut érigée la flèche au-dessus de la croisée. Elle est actuellement[Quand ?] en rénovation.
- L'église Saint-Martin, 16 rue du Parvis Saint-Martin, construite en style néo-gothique de 1890 à 1896 par la congrégation du Sacré-Cœur, est érigée en paroisse en 1907 par Péchenard. Elle abrite la tombe du vénérable Léon Dehon (1843-1925), fondateur de la congrégation[79].
- l'église Saint-Éloi, rue des Trois-Suisses
- l'église Saint-Jean, boulevard Kennedy
- l'église Jean-XXIII, rue Henri-Barbusse
- l'église Notre-Dame, rue Henri-Dunant à Remicourt
- l'église Saint-Maurice, 24 rue du Pont à Oëstres
- la chapelle de la Charité et de l'Immaculée Conception, située rue des Patriotes, est de style néogothique et porte sur son fronton l'inscription d'une des trois vertus théologales : La Charité[80]. Ses offices y sont maintenant célébrés par la Fraternité sacerdotale Saint-Pie-X en latin.
- La chapelle Sainte-Thérèse-de-l'Enfant-Jésus, rue des Fusillés de la Fontaine Notre-Dame à Neuville, désacralisée, de style Art déco, protégée au titre des monuments historiques en 2022 et destinée à la vente par son propriétaire, l'évêché[81].  .

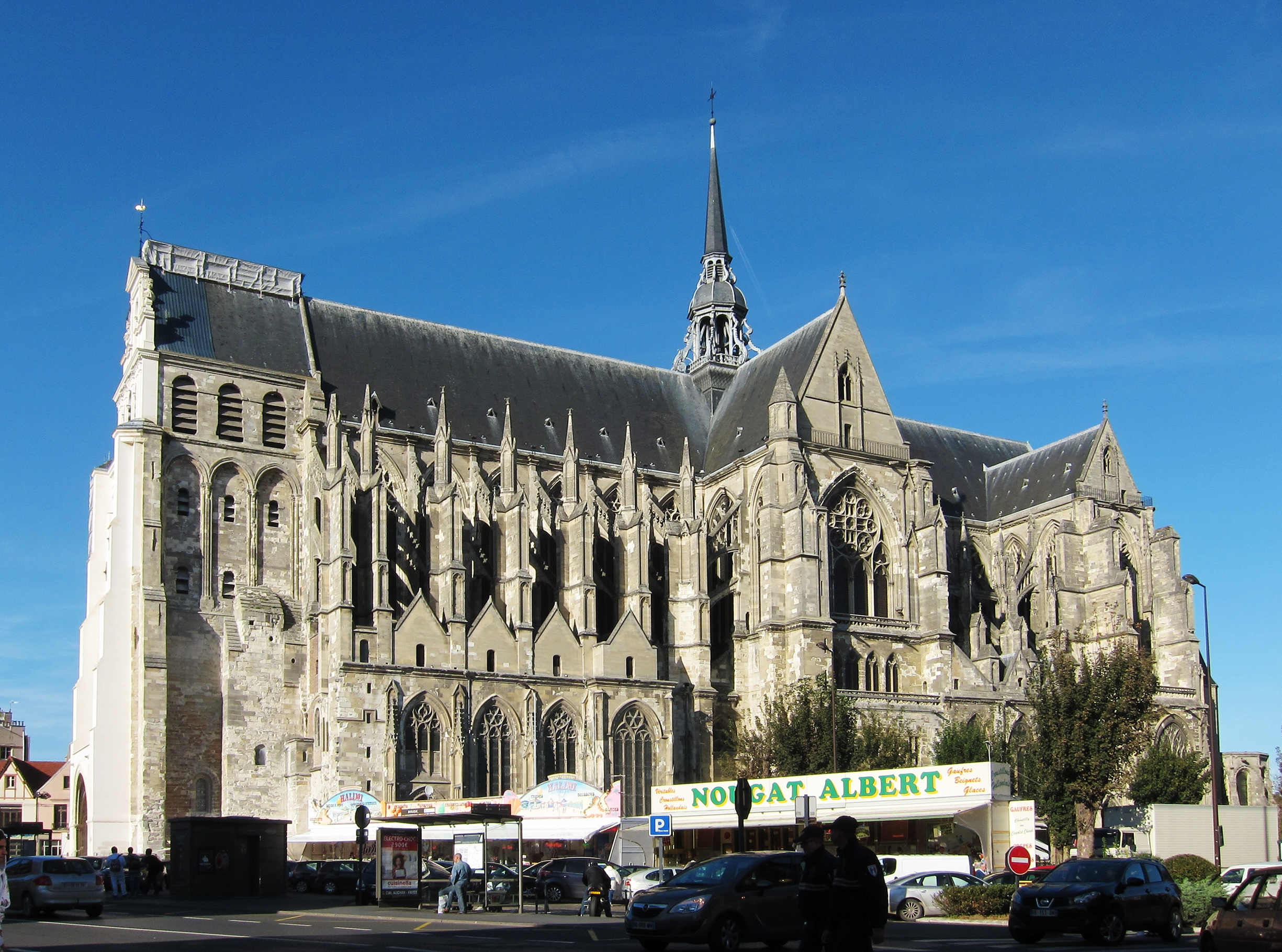
Basilique vue de la rue de Lyon.
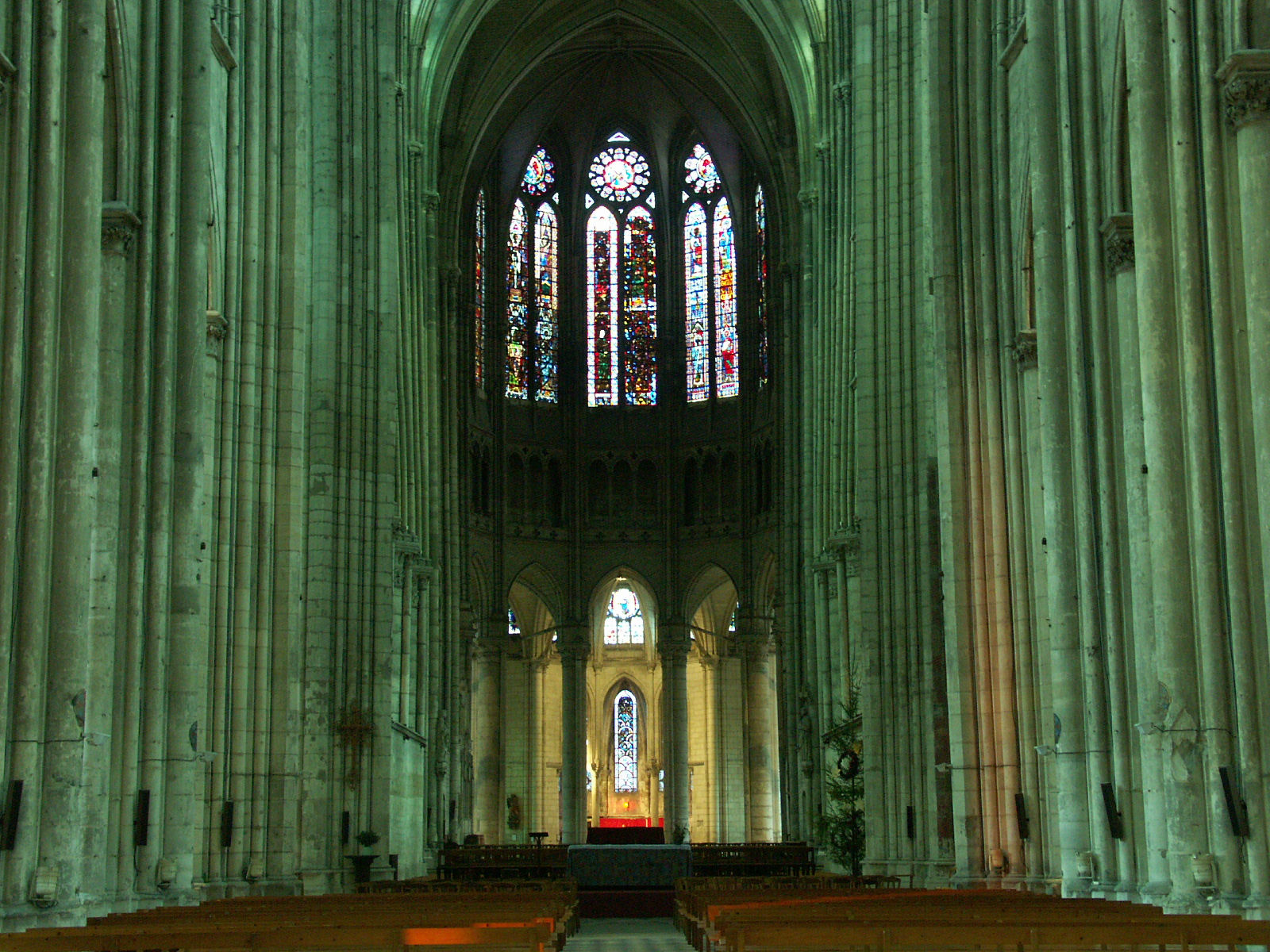
Intérieur de la basilique.
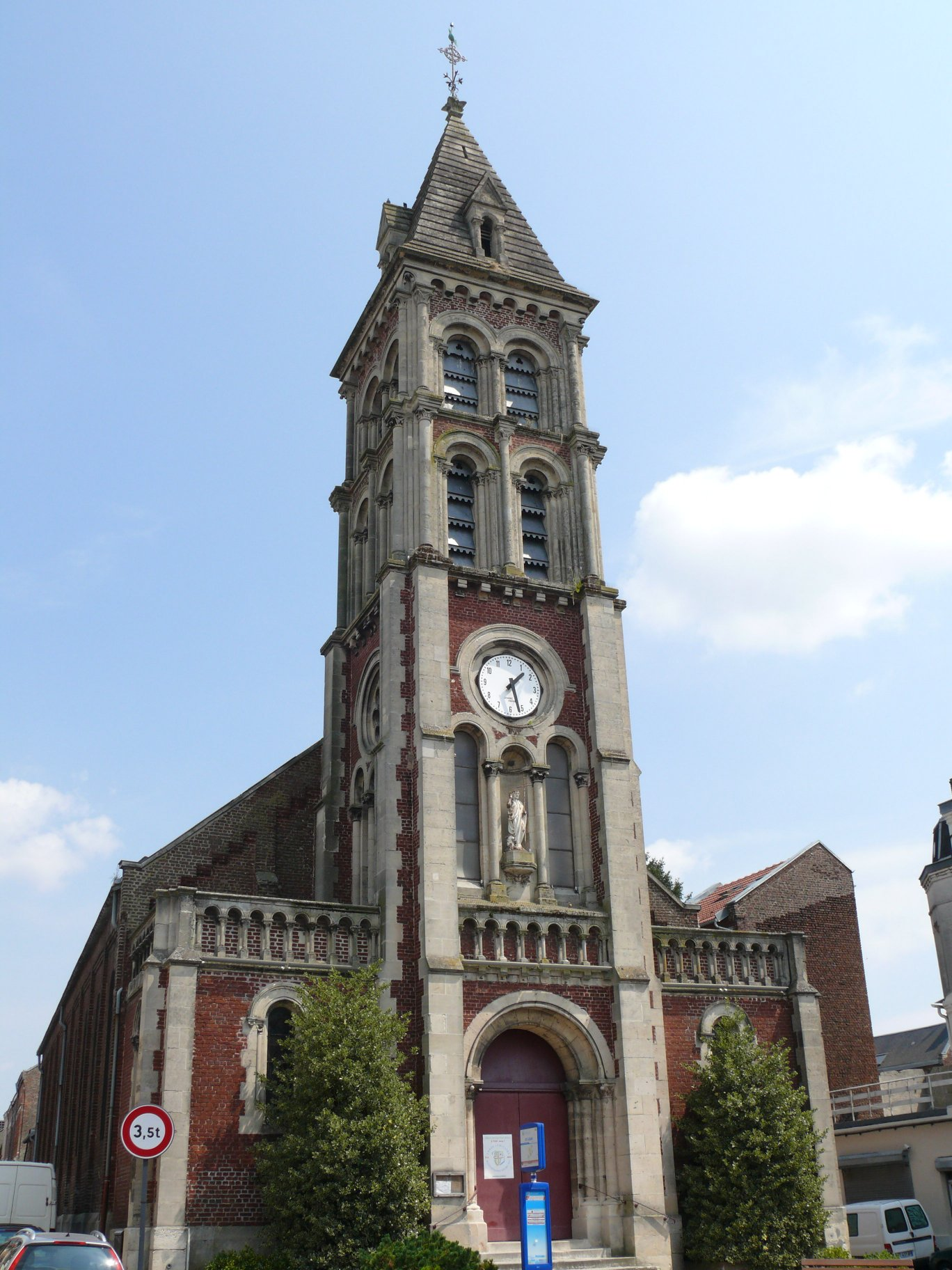
Église Saint-Jean.
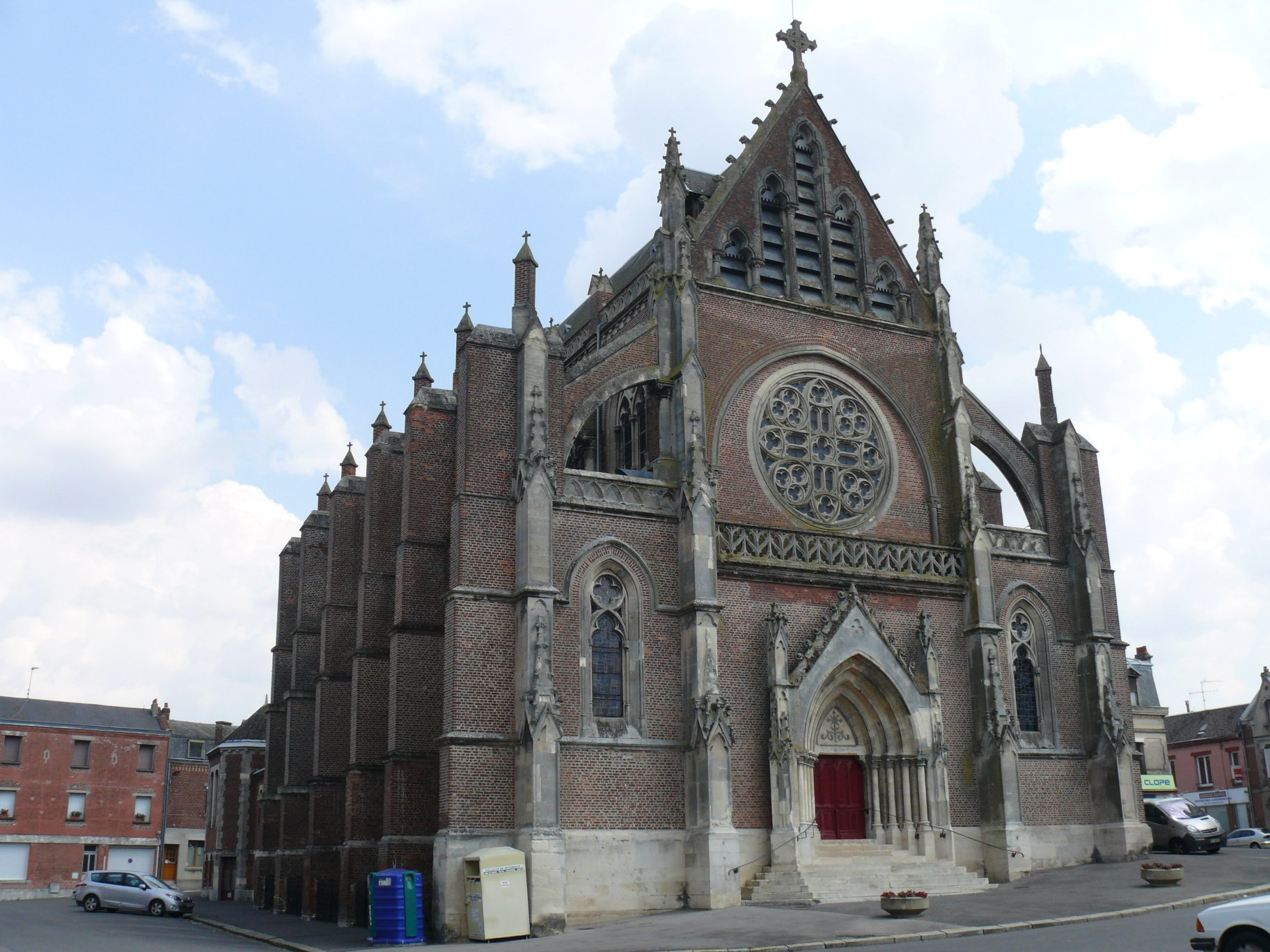
Église Saint-Éloi.
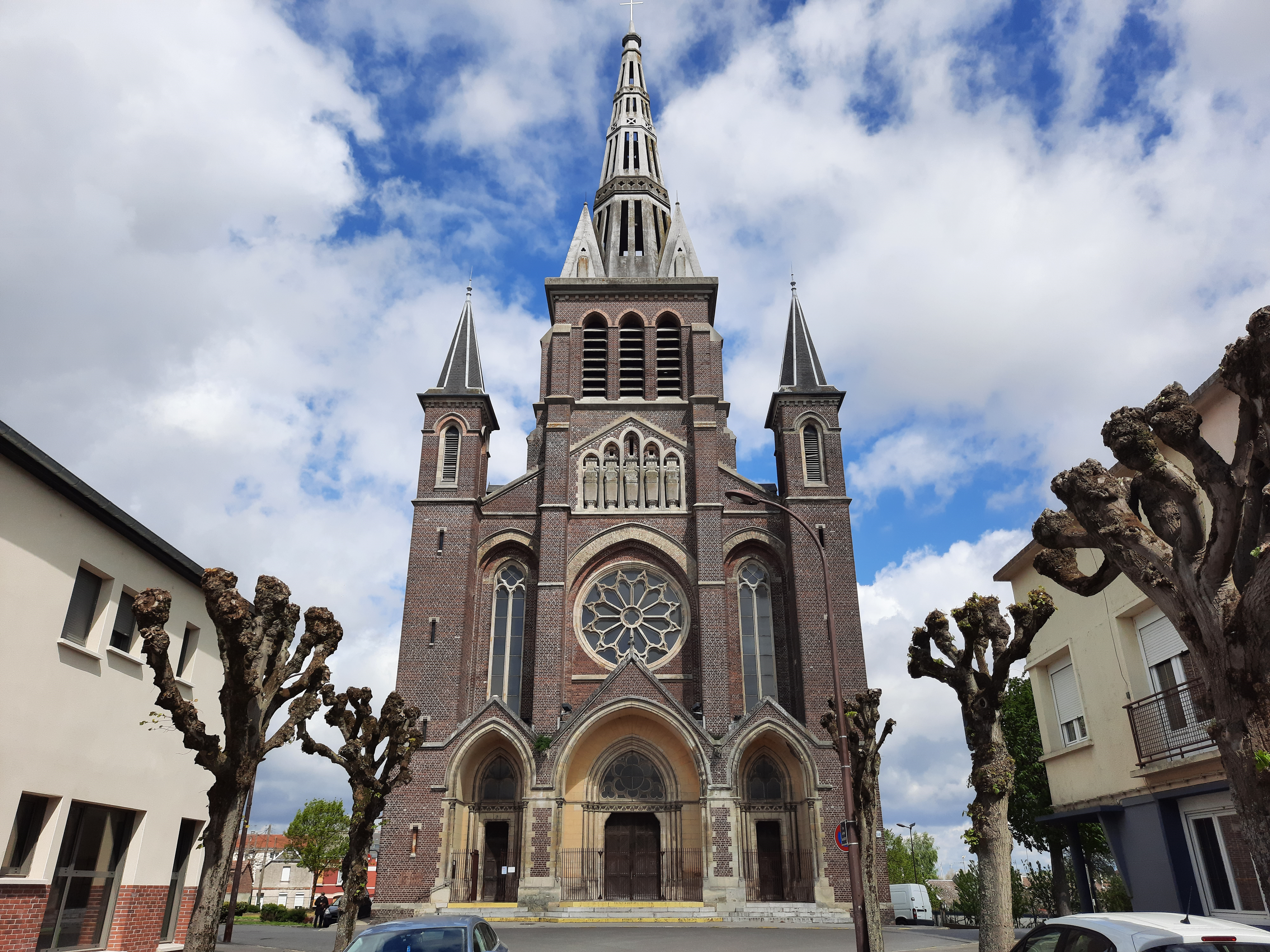
Église Saint-Martin de Saint-Quentin
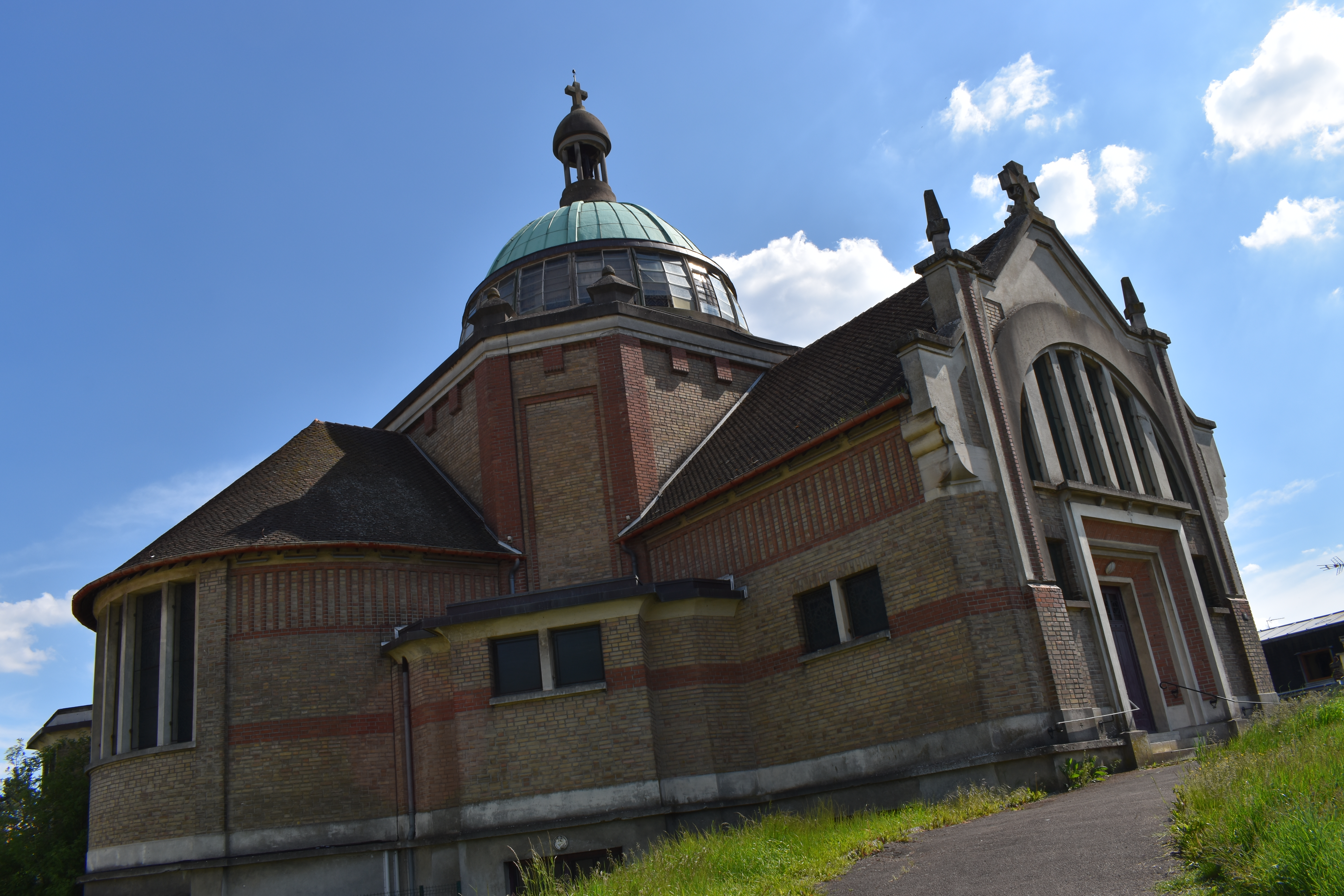
Chapelle Saint-Thérèse-de-l'Enfant-Jésus à Saint-Quentin

Musulman
- La Grande Mosquée Assalam de Saint-Quentin est située dans le quartier du Vermandois, inaugurée en 1987.

Évangélique
- La ville de Saint-Quentin possède plusieurs lieux de culte évangéliques : Église Évangélique Assemblée de Dieu, Église baptiste, Église du Plein Évangile, une Église France pour Christ, Église réformée baptiste (église évangélique de la grâce[82]).

Autres cultes
- autres lieux de culte : temple réformé, une communauté mormone.

### Manifestations culturelles et festivités
On peut signaler : 

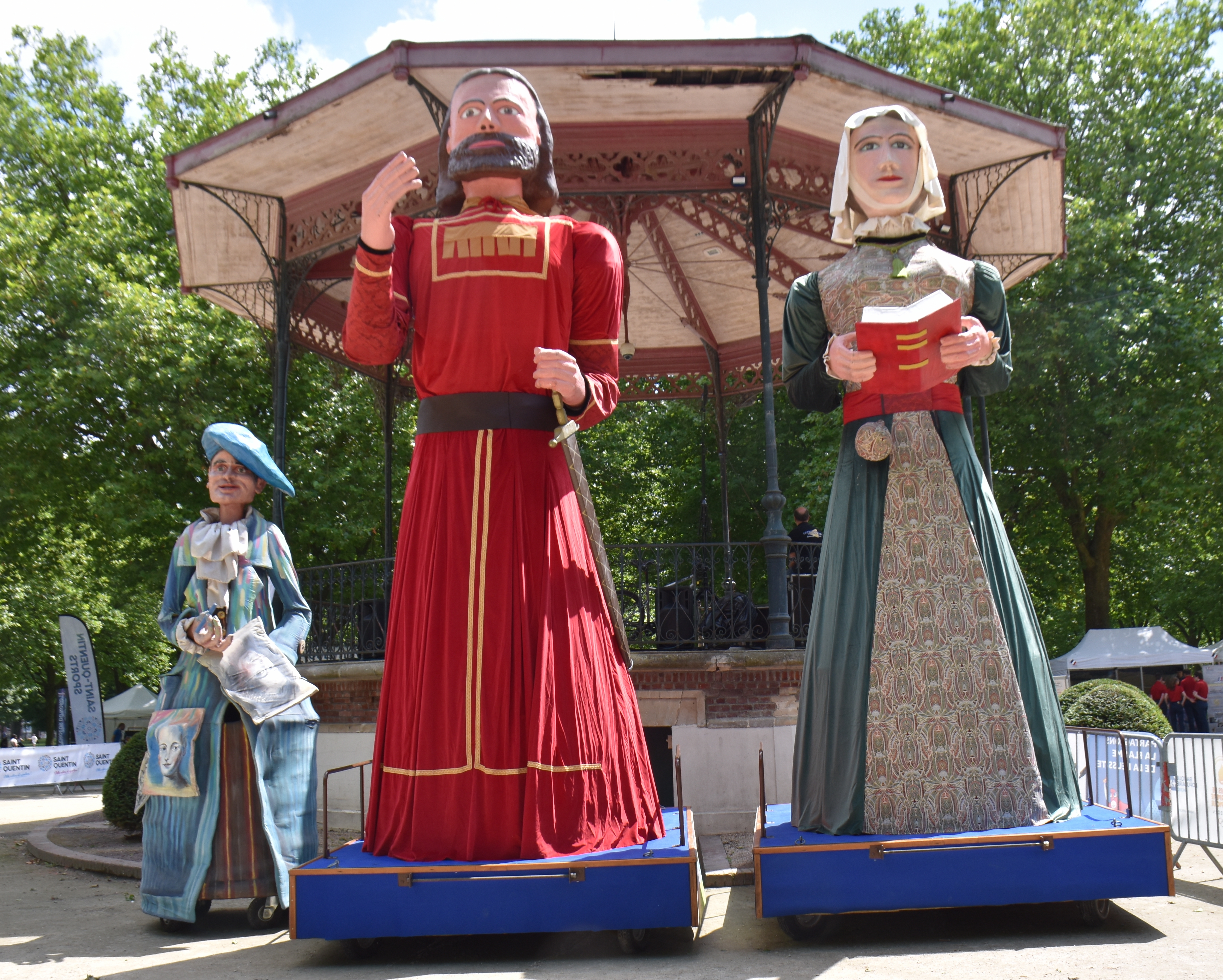
Les Géants de Saint-Quentin- Quentin de La Tour, Herbert IV et Éléonore.

- Colloque de l'Association des Amis de Gracchus Babeuf : 
Depuis 1993, une conférence sur l'actualité des recherches historiques sur la Révolution française et sur Gracchus Babeuf est organisé tous les cinq ans par l'association[83].
- Festival international Ciné-Jeune de l'Aisne : 
Géré par l'Association Ciné-Jeune, le Festival international Ciné-Jeune de l'Aisne est une manifestation culturelle et cinématographique à destination du jeune public[84].
- Fêtes du Bouffon : 
La ville de Saint-Quentin organise chaque année depuis 1989 sa fête carnavalesque durant le week-end de la Pentecôte.
- Animations estivales : 
La Plage de l'Hôtel de Ville : en 1996 (six ans avant Paris), Saint-Quentin a été la première ville en France à transformer chaque été sa place centrale en une plage artificielle[85]. De début juillet à la mi-août, la place de l'Hôtel-de-Ville est couverte d'une plage de sable fin. 190 000 entrées ont été comptées en 2016 sur la plage de l'Hôtel de Ville[86].
- Foire de la Saint-Denis : 
Chaque année au mois d'octobre, la ville de Saint-Quentin propose la Foire de la Saint-Denis, avec des manèges en tous genres. C'est l'occasion de faire la fête avec notamment durant cette période un ou deux feux d'artifice.
- Chaque année, les centres sociaux de la ville organisent des fêtes de quartier rassemblant des habitants de plusieurs faubourgs. Notamment les quartiers périphériques Artois-Champagne, Europe, Neuville, Vermand.

Manifestations diverses
- Fête foraine de la Chandeleur, en février
- Printemps de l'Art Déco, du 1er mars au 30 avril
- Marché aux Fleurs, en mai
- Rendez-vous aux jardins, début juin
- Le festival Les Elyziks en juin
- Fête de la Musique, le 21 juin
- Salon des Arts, tous les deux ans, en juillet et août
- Célébration de la Saint-Fiacre, saint patron des jardiniers, 1er week-end de septembre
- Braderie de Saint-Quentin, le 1er lundi de septembre
- Jazz aux Champs-Elysées, 6 concerts en été et novembre
- Fête du Sport, en septembre
- Journées européennes du Patrimoine, en septembre
- Festival de street art « Ceci n'est pas un tag », fin septembre
- WE des années 20, en octobre
- Boucles saint-quentinoises, course à pied dans le centre-ville, le 11 novembre
- Salon de la Robonumérique, en novembre
- Village de Noël, tout le mois de décembre
- Salon du Livre de Noël.

Anciennes manifestations culturelles
- Le Festival de La Nouvelle : dans les années 1980/1990, des journées organisées avec le concours de la Ville de Saint-Quentin, l'Académie Goncourt et la bibliothèque Maupassant. Accueil de nombreux auteurs dans les établissements scolaires, lectures publiques de nouvelles, notamment de Pierre Salducci, Annie Saumont, etc.
- Biennale du Pastel. Saint-Quentin, ville natale de Maurice Quentin de La Tour. 1990 : Roseline Granet.
- La Manufacture de Théâtre, implantée dans le quartier Saint-Jean. Ce petit théâtre de «proximité» (environ 140 places) a été fondé par la Compagnie Derniers Détails au cours de la saison 1993-1994. Inauguré par le député maire Daniel Le Meur et son adjoint chargé de la culture Yves Mennesson.

### Médias
- L'Aisne nouvelle
- Le Courrier picard
- L'Union
- St-Quentin Mag
- RCF Hauts de France en DAB+, radio chrétienne, généraliste, régionale[87].
- MATÉLÉ, télévision locale, qui remplace Saint-Quentin TV, diffusée en ligne, sur la TNT (canal 34) et sur le réseau Orange (canal 239)
- Chérie FM Cambresis Nord Picardie

### Sports

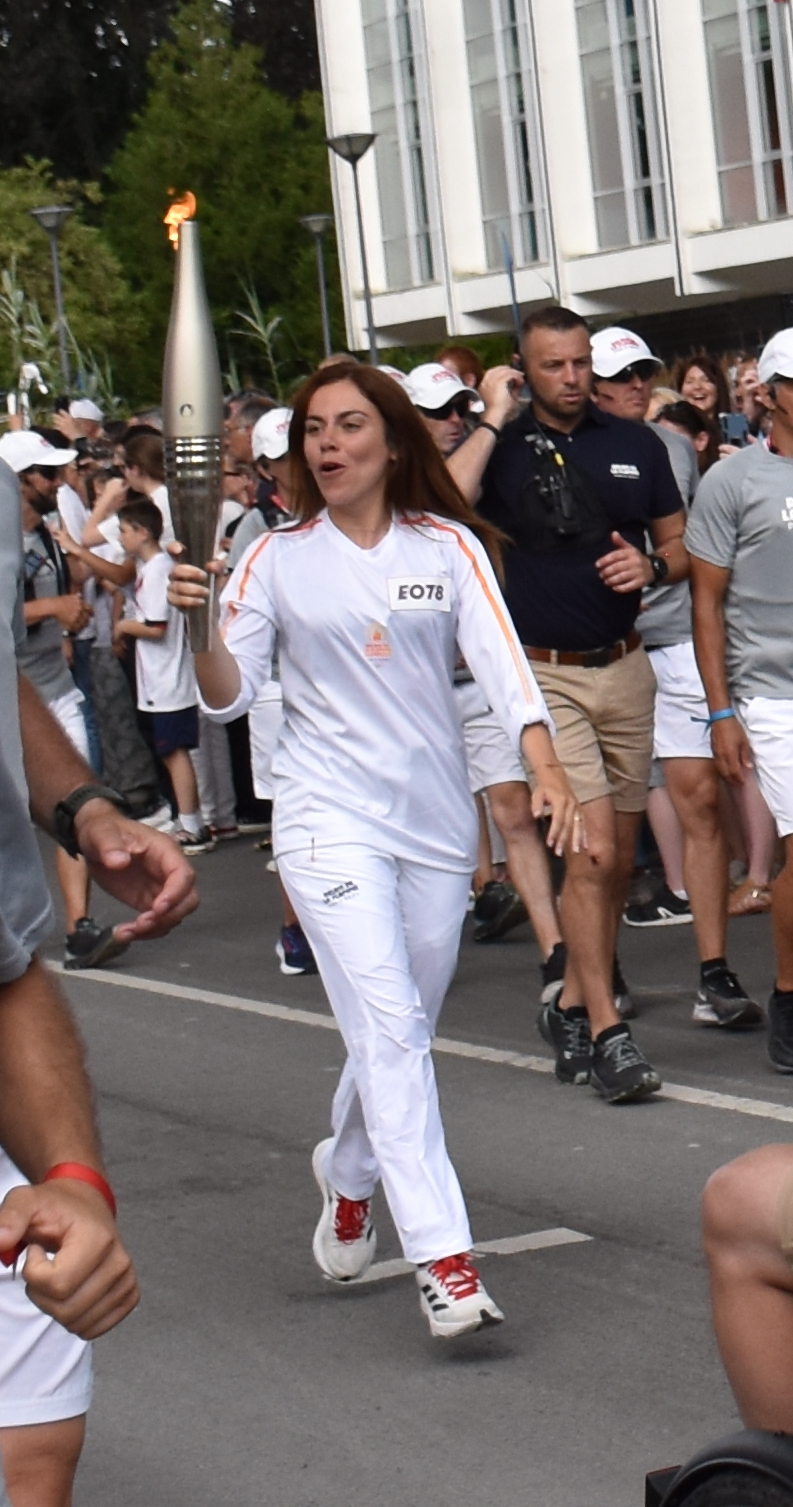
La flamme olympique traverse la ville le 17 juillet 2024.

Désignée Ville la plus sportive de France, en 2011, par le journal L'Équipe, Saint-Quentin compte 125 clubs et associations affiliés à l'Office municipal des Sports, proposant 42 disciplines et rassemblant près de 13 000 adhérents, qui ont à leur disposition de nombreux équipements :
- 1 palais des sports
- 1 pôle sportif gymnastique-tennis de table
- 1 complexe sportif
- 5 stades
- 15 gymnases
- 1 piscine
- 1 base nautique
- 1 base urbaine de loisirs avec centre aquatique, bowling, patinoire et espace fitness
- 1 piste de BMX
- 1 skate park
- 11 courts de tennis
- 1 boulodrome

Les clubs phares de la ville picarde sont le Saint-Quentin Basket-Ball (SQBB), évoluant en 2024-2025 en Betclic Élite, le Saint-Quentin Volley (SQV), ayant connu le plus haut niveau et évoluant en 2023-2024 en Ligue B, et le Tennis de table Saint-Quentin (TTSQ) dont l'équipe féminine évolue en Pro A et joue la Ligue des champions de tennis de table en 2024-2025.
Il y a aussi l'Olympique Saint-Quentin évoluant en Nationale 3 durant la saison 2024-2025.

## Économie
- Métallurgie liée à la manutention, à l'agroalimentaire (sucrerie) et constructions de motocycles, et, jusqu'à un passé récent, de moteurs de bateaux (MBK / Yamaha)
- Chimie
- Agroalimentaire
- Textile
- Centre hospitalier général
- Robonumérique
- French Tech

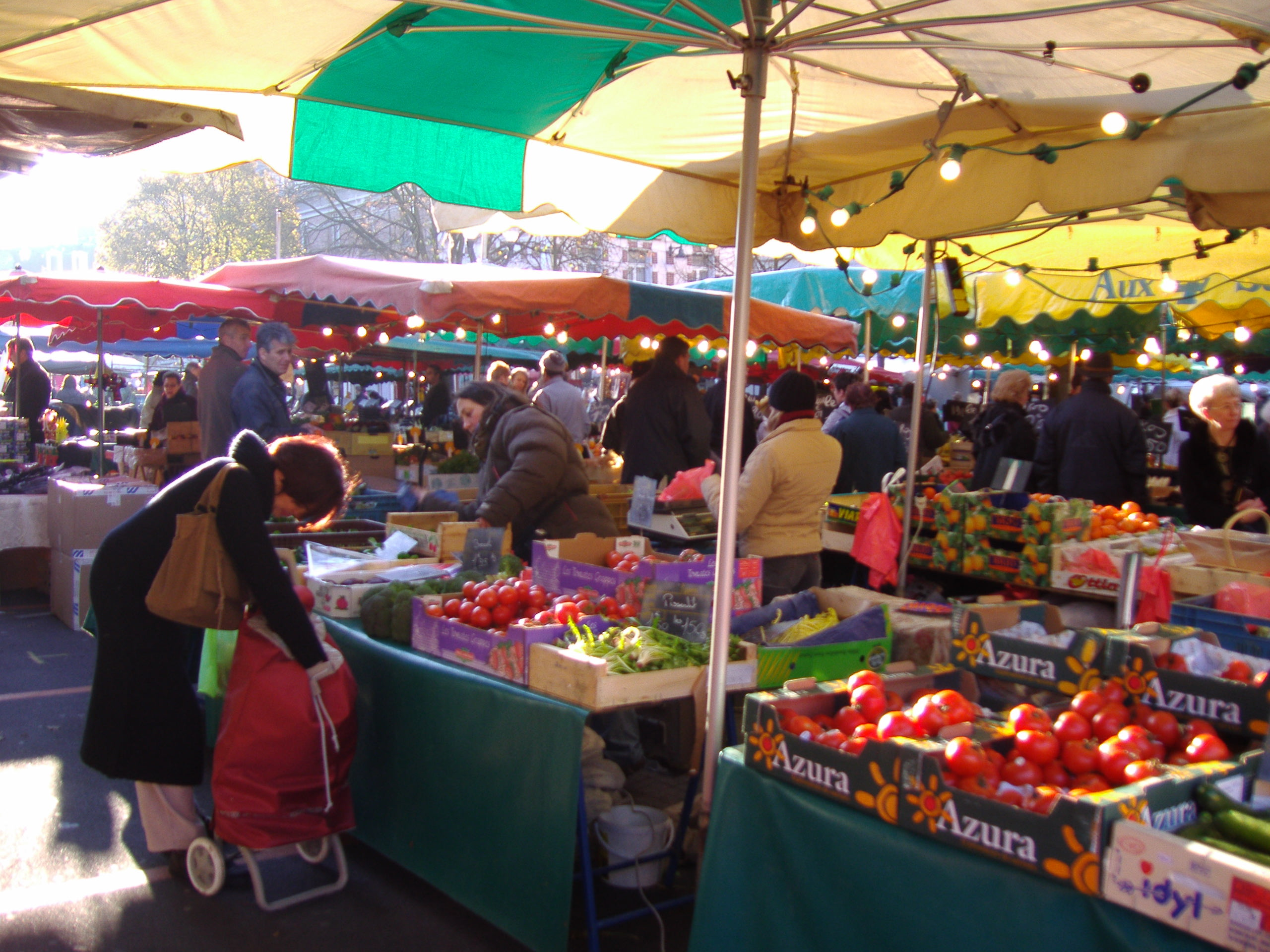
Marché de Saint-Quentin.

Des marchés sont organisés toutes les semaines dans certains quartiers de la ville. Le plus important est celui du centre-ville, il se tient deux fois par semaine place du Marché, dans les Halles et place de l'Hôtel-de-Ville.
- Centre-ville et Halles : le marché a lieu le mercredi de 7 h 30 à 12 h 30 et le samedi de 8 h à 12 h 30 sur les places du Marché et de l'Hôtel de Ville.
Les Halles sont ouvertes le mercredi, le vendredi et le samedi de 7 h à 12 h 30.
- Quartier Europe, avenue Schuman, le vendredi de 8 h à 12 h 30.
- Faubourg d'Isle, boulevard Cordier, le dimanche de 8 h 30 à 12 h 30.
- Quartier de Neuville : parking avenue Pierre-Choquart, le jeudi de 8 h à 12 h 30.

## Culture locale et patrimoine
Saint-Quentin est classée ville d'art et d'histoire.

### Ville fleurie
Ville fleurie : trois fleurs attribuées en 2007 par le Conseil des Villes et Villages fleuris de France au Concours des villes et villages fleuris.

### Lieux et monuments

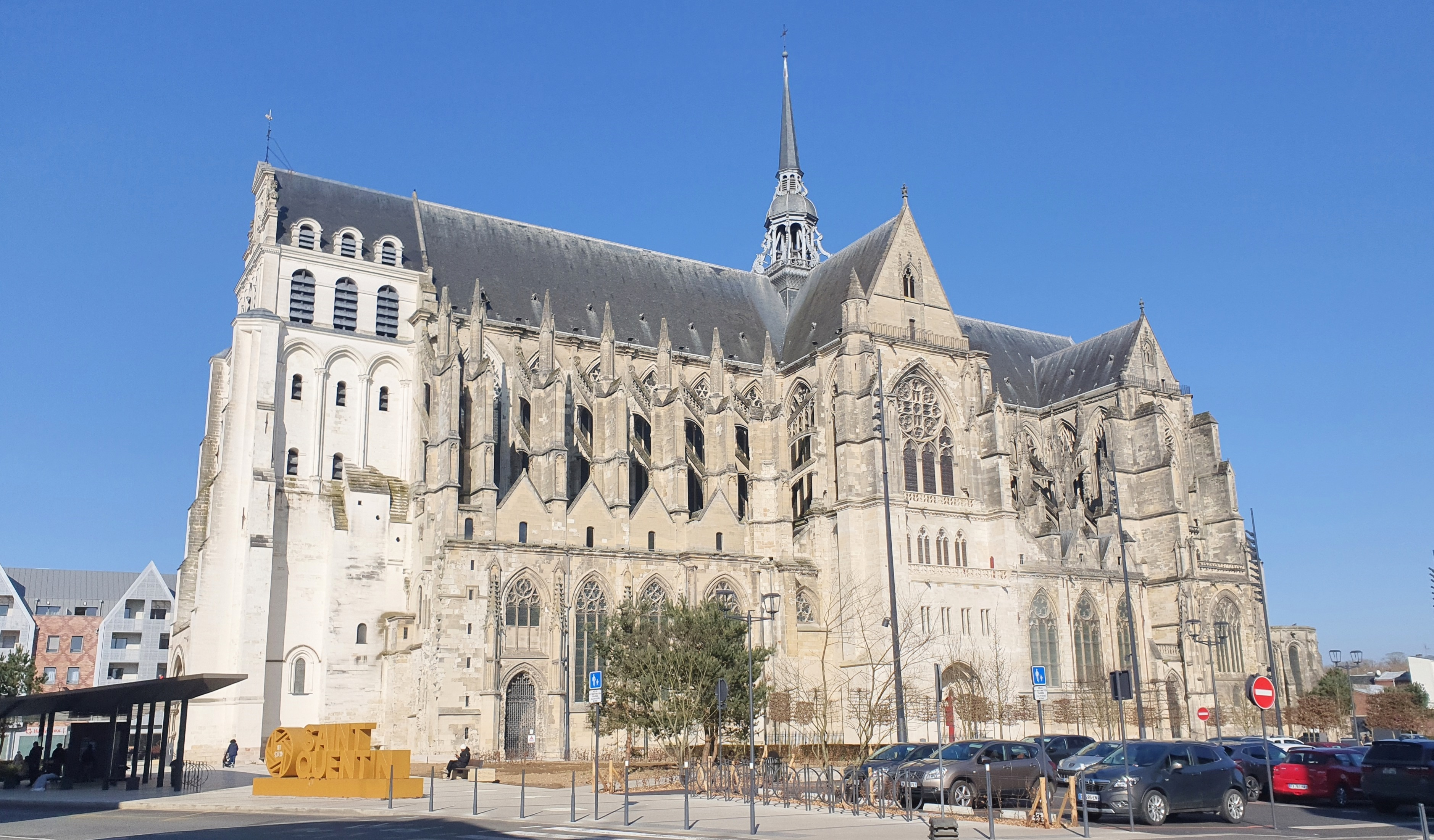
Basilique de Saint-Quentin en février 2025

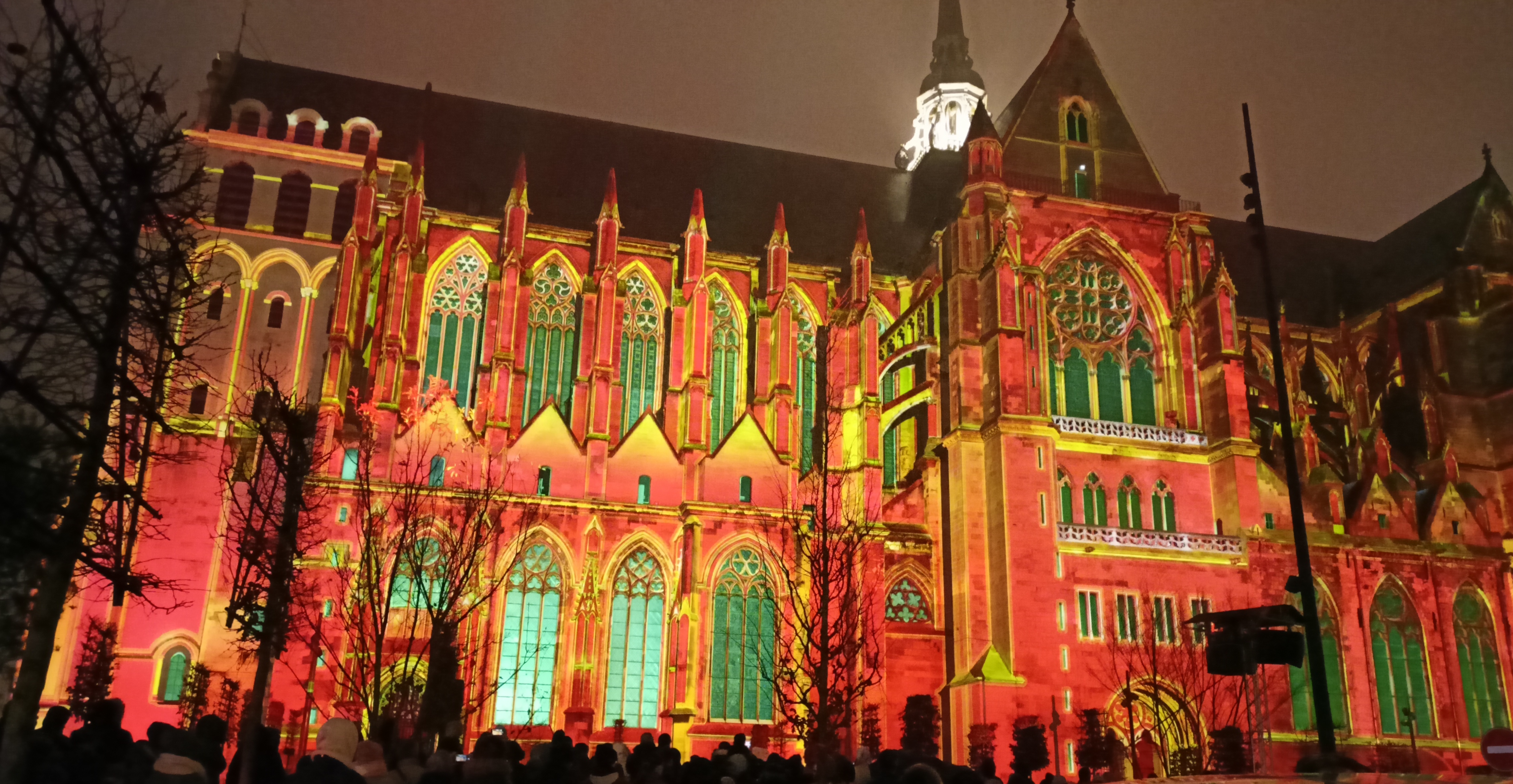
Jeux de lumières sur la façade sud en décembre 2024.

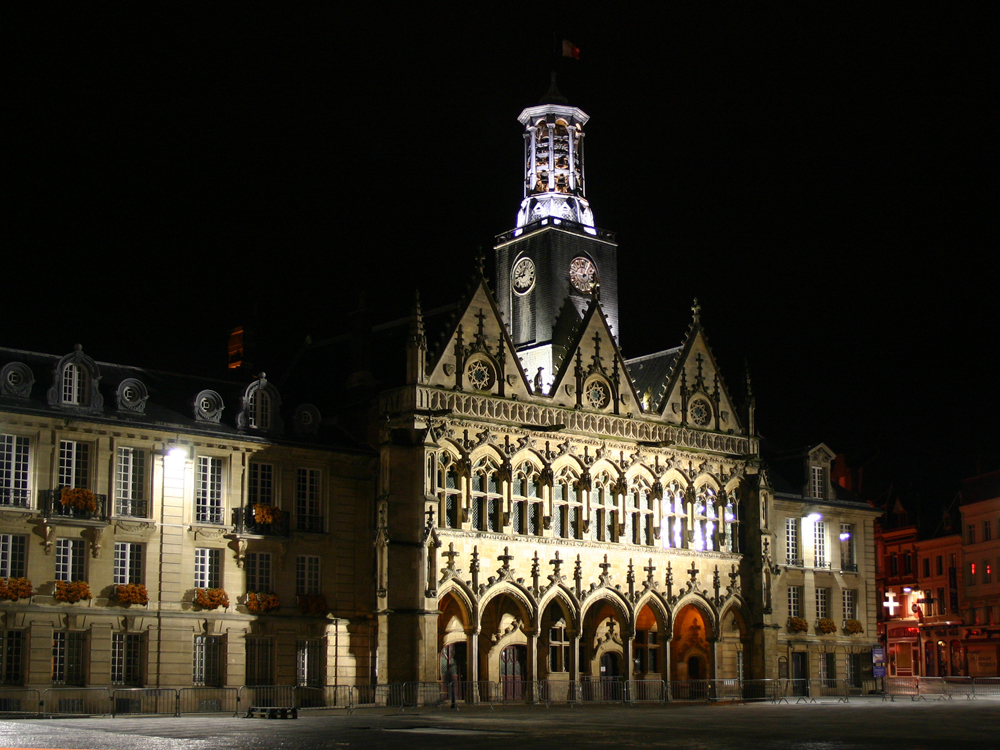
L'hôtel de ville.

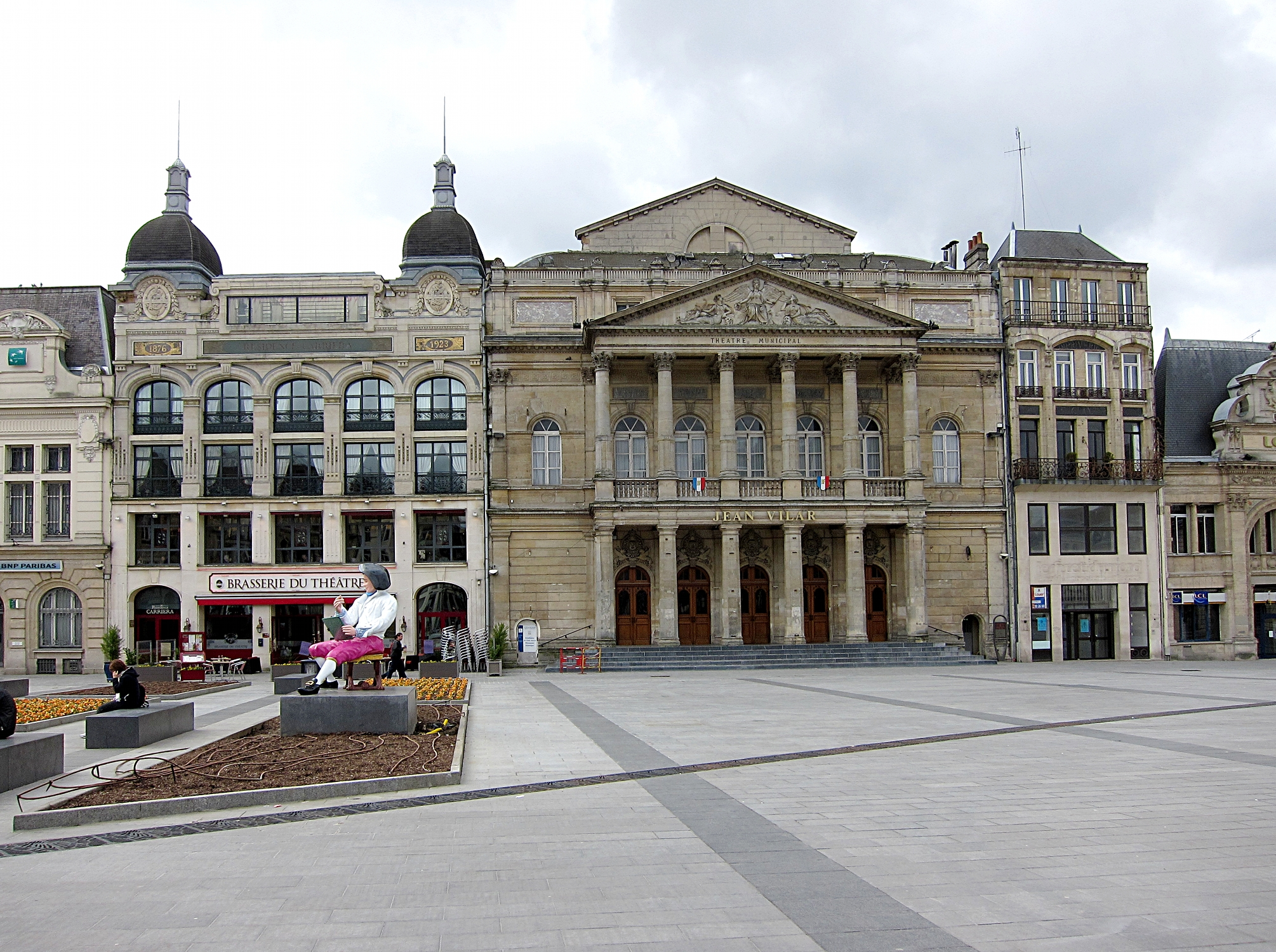
Théâtre Jean Vilar.

En 2022, la ville compte 14 bâtiments protégés au titre des monuments historiques : la basilique, la chapelle de la charité rue des Patriotes, le château de la Pilule, le cimetière militaire allemand, la gare, l'hôtel Dumoustier-de-Vastre (46 rue d'Isle), l'hôtel Joly-de-Bammeville rue des Canonniers, l'hôtel de ville, la porte des Canonniers, le puits à eau (place de l'Hôtel-de-Ville), le théâtre Jean-Vilar et l'ancienne usine textile Sidoux.
- Basilique Saint-Quentin : 
Ancienne collégiale royale devenue basilique mineure en décembre 1876 (voir aussi la section Cultes). La basilique abrite les reliques de saint Quentin. Sa dépouille repose dans la crypte.

- Hôtel de ville : 
Achevé en 1509, l'hôtel de ville de Saint-Quentin a été construit dans le style gothique flamboyant. La tradition en attribue la conception à l'architecte Colard Noël. Sa façade se termine par trois pignons (influence de l'architecture flamande). La façade est ornée de 173 sculptures. Le carillon de l'hôtel de ville, installé dans un campanile néogothique, est doté de 37 cloches.

L'intérieur de l'hôtel de ville se compose d'un hall d'entrée néogothique, d'une ancienne chapelle (actuellement salon d'attente des Mariages), d'une salle des Mariages (avec cheminée monumentale dont le manteau est gothique et le couronnement Renaissance, voûtes en forme de carène de bateau renversée polychromes et décorées de blochets sculptés) et d'une salle du Conseil municipal, réaménagée en 1925 par l'architecte municipal Louis Guindez dans le style Art déco (classée au titre des Monuments historiques par arrêté du 29 août 1984). Louis Guindez a conçu l'ensemble du décor de la salle : les lambris et leurs quarante et un panneaux sculptés, la frise et la Marianne en bas-relief, la galerie haute et son garde-corps en fer forgé, le mobilier et les luminaires.
- Musée Antoine-Lécuyer : 
Le musée Antoine-Lécuyer : principalement consacré à l'œuvre du virtuose pastelliste du XVIIIe siècle, Maurice-Quentin de La Tour[90],[91], le musée conserve également des œuvres du XVIIIe siècle (dessins, peintures, sculptures, faïences de Sinceny, objets d'art, mobilier…) mais aussi des XIXe et XXe siècles, comme le pastel Sous la lampe. Portrait de Madeleine Zillhardt de Louise Catherine Breslau[92].

- Château de la Pilule : 
Ce château, construit en 1931 dans un style mêlant le néo-classique et le néo-XVIIIe siècle, est le témoin d'une activité industrielle qui fut florissante à Saint-Quentin depuis le XIXe siècle jusqu'aux années 1960, La réalisation de l'ensemble est soignée. Les façades, toutes différentes, apportent une scansion intéressante. La maison est, par ailleurs, implantée au cœur d'un parc dont la partie dessinée est caractéristique du renouveau des jardins réguliers dans les années 1930.
- L'Espace Saint-Jacques, rue de la Sellerie, qui occupe l'emplacement de l'ancienne église Saint-Jacques. 
Protégé au titre des monuments historiques, il  abrite le musée des Papillons, une galerie d'art, la billetterie de la ville et le palais de l'Art déco[81].
Le musée des Papillons possède une collection qui compte plus de 600 000 spécimens, dont 20 000 sont en exposition permanente[93].
- Musée archéologique 
La Société académique, rue Villebois-Mareuil, possède un musée archéologique[94].

- Théâtre Jean-Vilar : 
Construit en 1842 sur les plans de l'architecte Émile Guy, architecte de la ville de Caen. La façade néo-classique est sculptée en 1854 par le sculpteur Matagrin. En 1921, le plafond est décoré par l'artiste-décorateur Eugène Prévost dit Messemin  et représente la ville de Saint-Quentin renaissant de ses cendres après les destructions de la Première Guerre mondiale. Le théâtre municipal prend le nom de théâtre Jean-Vilar en 1991.

- Palais de Fervaques : 
Construit par l'architecte Gustave Malgras-Delmas de 1897 à 1911 à l'emplacement de l'ancienne abbaye de Fervaques.
Il abrite le tribunal de grande instance (TGI) et une grande salle de réception sur deux étages. L'édifice accueille régulièrement des manifestations de la collectivité et de différentes associations locales.
- Porte des Canonniers : 
Abondamment sculptée, elle est le seul vestige du bâtiment qui abritait autrefois la compagnie bourgeoise des canonniers. La compagnie est dissoute en 1790. Porte d'entrée monumentale inscrite aux Monuments historiques en 1930.

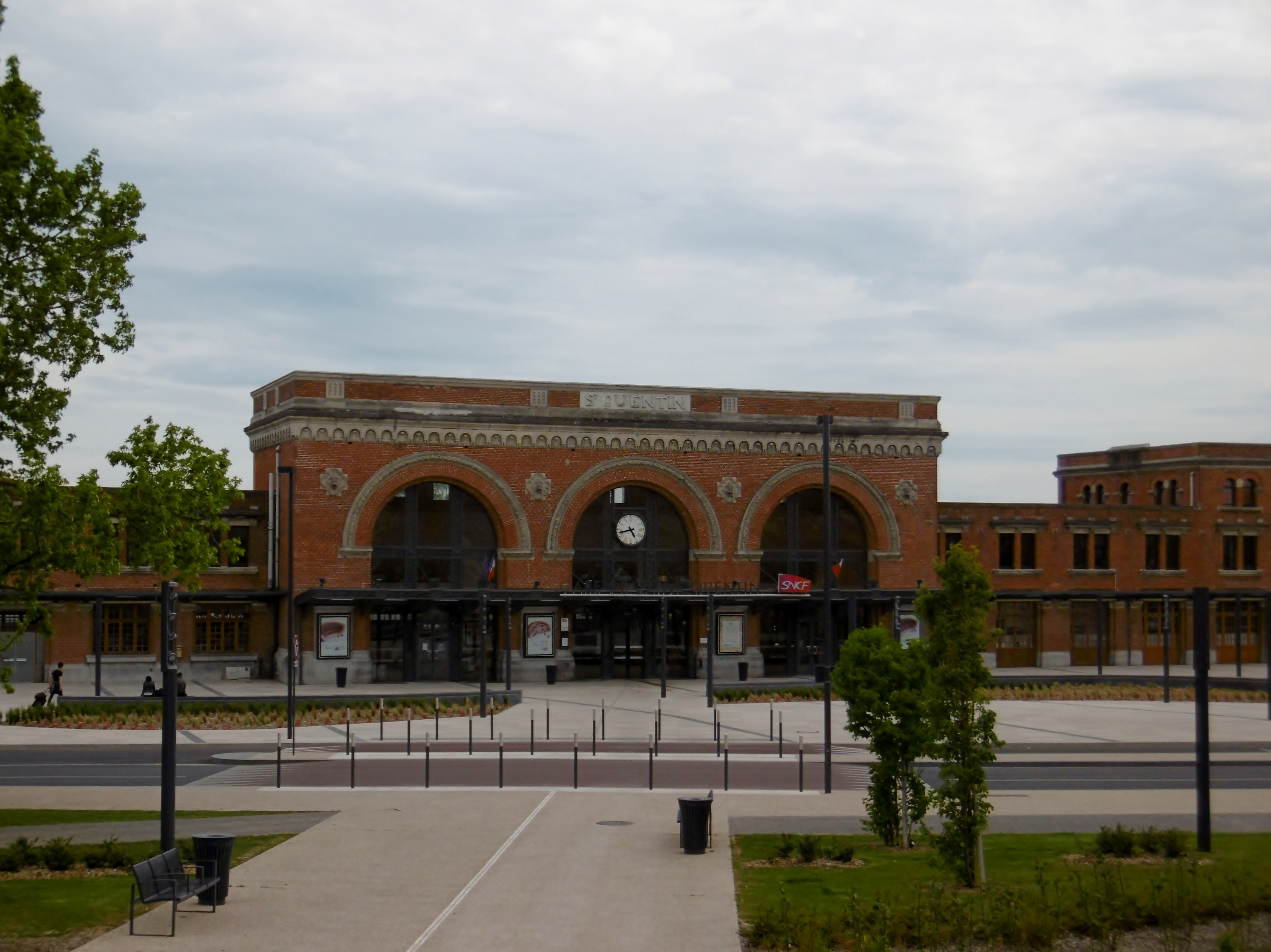
Gare SNCF de Saint-Quentin

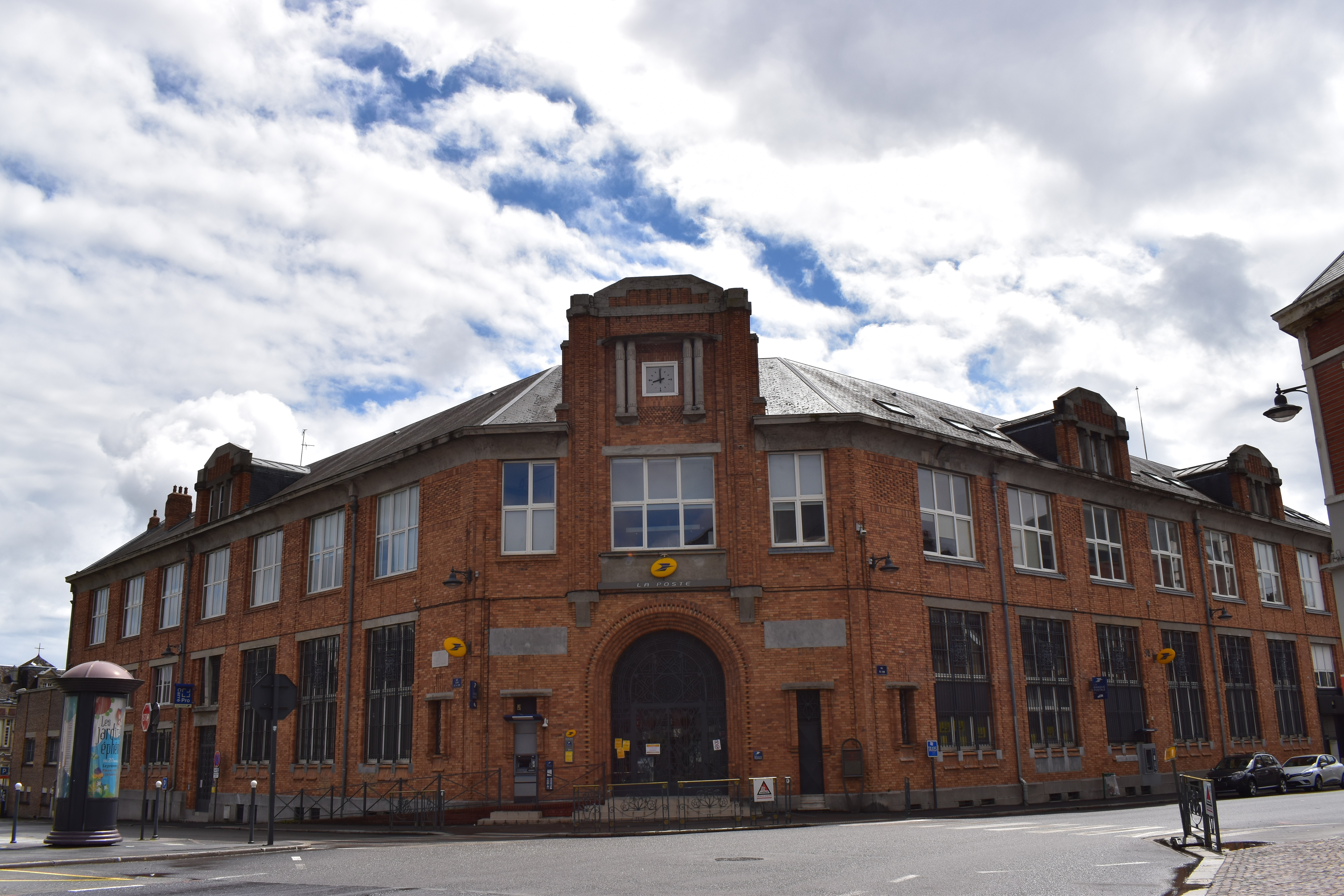
Poste centrale de Saint-Quentin basilique

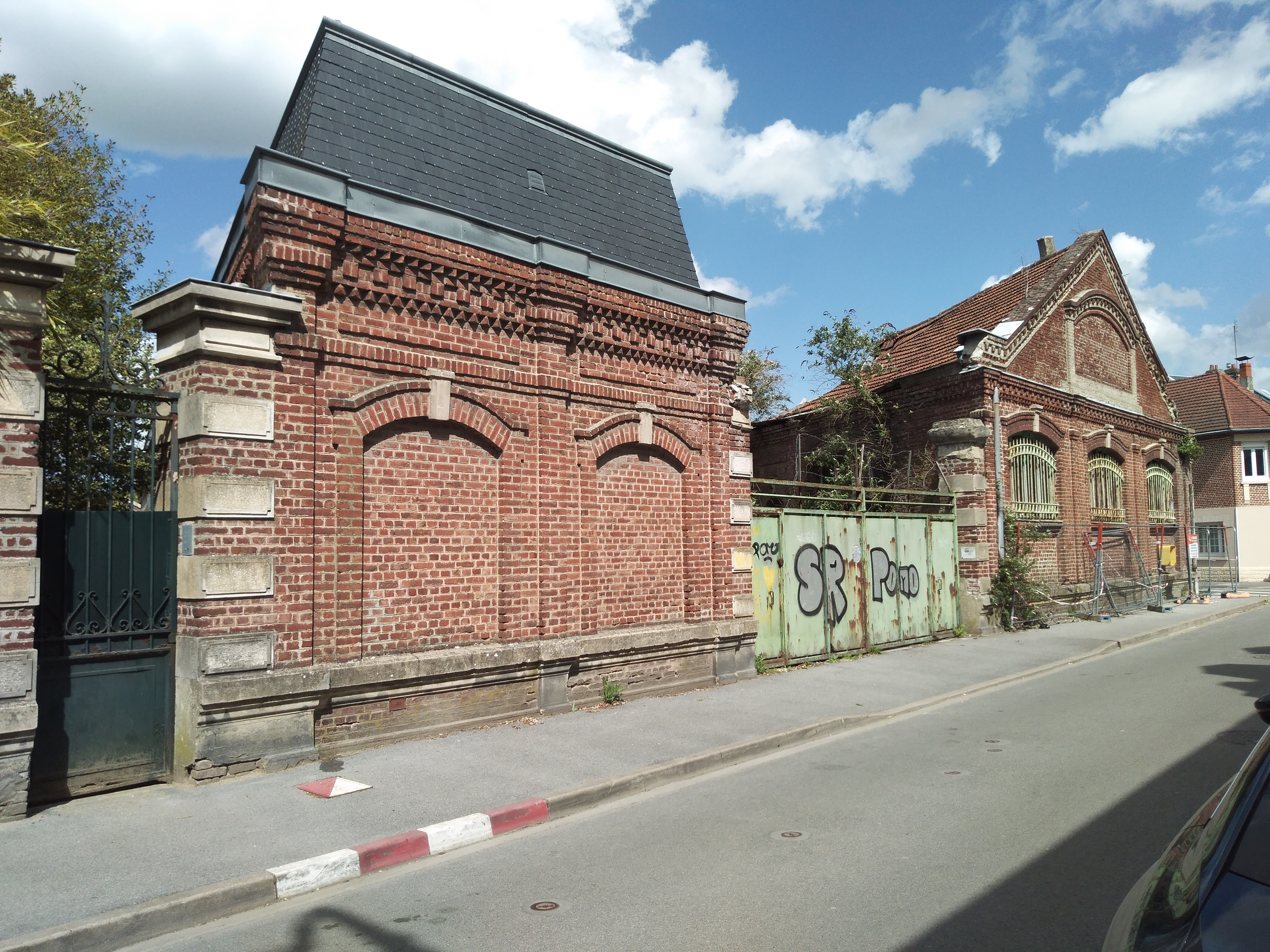
L'usine Sidoux

- Médiathèque municipale Guy-de-Maupassant, située rue des Canonniers, à 50 m de la porte des Canonniers. 
Elle est installée depuis les années trente dans un ancien hôtel particulier ayant appartenu à la famille Joly de Bammeville (riche négociant textile du XVIIIe siècle). La bibliothèque a été réaménagée en 1987.
- Monument à la défense héroïque de Saint-Quentin : 
Le monument commémorant la Défense héroïque de Saint-Quentin par ses habitants et des troupes françaises, en 1557, contre l'armée du roi d'Espagne Philippe II (plaque commémorative intitulée « Civis murus erat ») a été conçu par le sculpteur Corneille Theunissen et l'architecte Charles Heubès en 1893. Inauguré en 1897, détérioré par les Allemands (qui ont envoyé la plupart des statues à la fonte) pendant la Première Guerre mondiale puis reconstitué pendant l'entre-deux guerres, ce monument était placé à l'origine sur la place de l'Hôtel-de-Ville. Il a été démonté pour permettre la construction d'un parking souterrain. Après restauration, il a été réérigé place du Huit-Octobre depuis les années 2000.
- Gare de Saint-Quentin, construite en 1926 par Urbain Cassan, d'après les plans de l'architecte Gustave Umbdenstock, dans le style Art déco.

- La Poste, rue de Lyon, a été construite par l'architecte René Delannoy en 1929. L'édifice est un bel ensemble architectural de style Art déco.
- « Village des métiers d'antan et musée Motobécane », 5 de la rue de la Fère : petit musée privé implanté dans une ancienne usine Motobécane, il est ouvert depuis août 2012 et présente plus de 50 métiers sur 3 200 m2. Le musée Motobécane présente plus de 100 modèles, dont des prototypes.
- Ancienne usine textile Sidoux, 75 rue Camille Desmoulins

- Chapelle de la Charité

- Hôtel Joly de Bammeville

- Église Saint-Jean de Saint-Quentin
- Église Saint-Éloi de Saint-Quentin
- Église Saint-Martin de Saint-Quentin
- Église Notre-Dame de Remicourt
- Église Saint-Jean-XXIII de Saint-Quentin
- Église Saint-Maurice d'Oëstres
- Temple protestant de Saint-Quentin
- Chapelle de la clinique Saint-François de Saint-Quentin
- Chapelle de l'établissement scolaire Saint-Jean-et-la-Croix de Saint-Quentin
- Chapelle Sainte-Thérèse-de-l'Enfant-Jésus de Neuville

### Lieux de mémoire de la Grande Guerre
La ville de Saint-Quentin est le siège de plusieurs lieux de mémoire de la Première Guerre mondiale :
- Le monument aux morts de Saint-Quentin, qui se dresse devant l'étang d'Isle, a été inauguré en 1927 et est l'œuvre de l'architecte Paul Bigot, grand prix de Rome. 
Il a la forme d'un mur de granit long de 31 mètres sur 18 de hauteur qui repose sur des pilotis de ciment de 14 mètres. La partie supérieure est composée d'un large bas-relief représentant les combats des tranchées de 1914-1918 et l'exode de mars 1917. 
Deux autres bas-reliefs latéraux, évoquent les batailles de 1557 et de 1871. Ils sont dus aux sculpteurs Henri Bouchard et Paul Landowski.
- Monument au roi des Belges, Albert Ier : 
En 1936, une statue du roi des Belges Albert Ier, le « Roi-Chevalier », œuvre d'Ernest Diosi, est érigée place du 8 octobre 1870.
- Nécropole nationale, route d'Amiens, 
La nécropole abrite 5 273 corps de soldats français morts pendant la Première Guerre mondiale, 3 954 reposent dans des tombes individuelles et 1 319 dans des ossuaires.

- Cimetière militaire allemand, rue de la Chaussée-Romaine : 
Ce cimetière militaire abrite les corps de 8 229 soldats allemands tués pendant la Grande Guerre. 6 294 reposent dans des tombes individuelles et 1 935 soldats sont enterrés dans un ossuaire, dont 434 soldats sont connus.

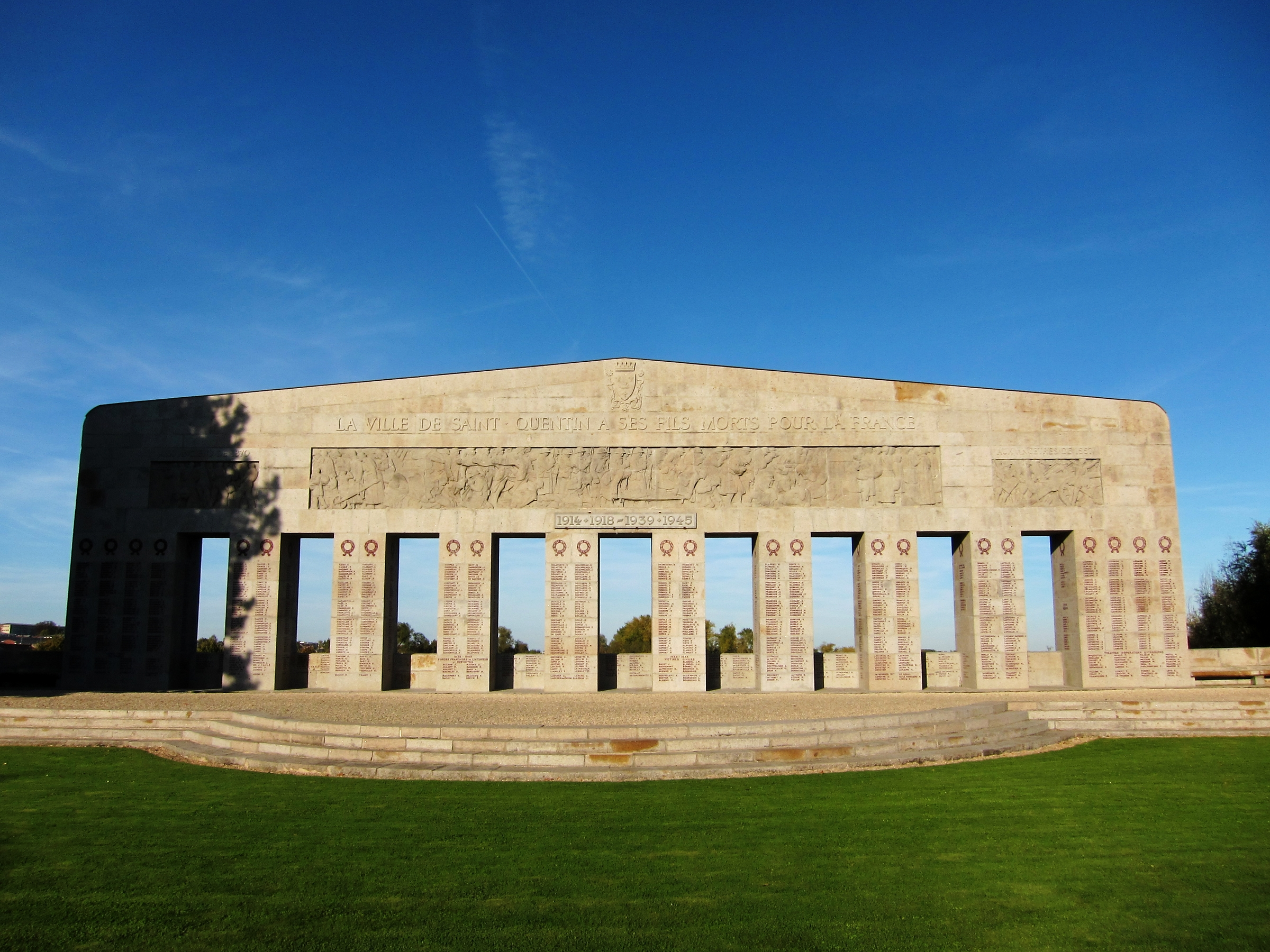
Le Monument aux morts.
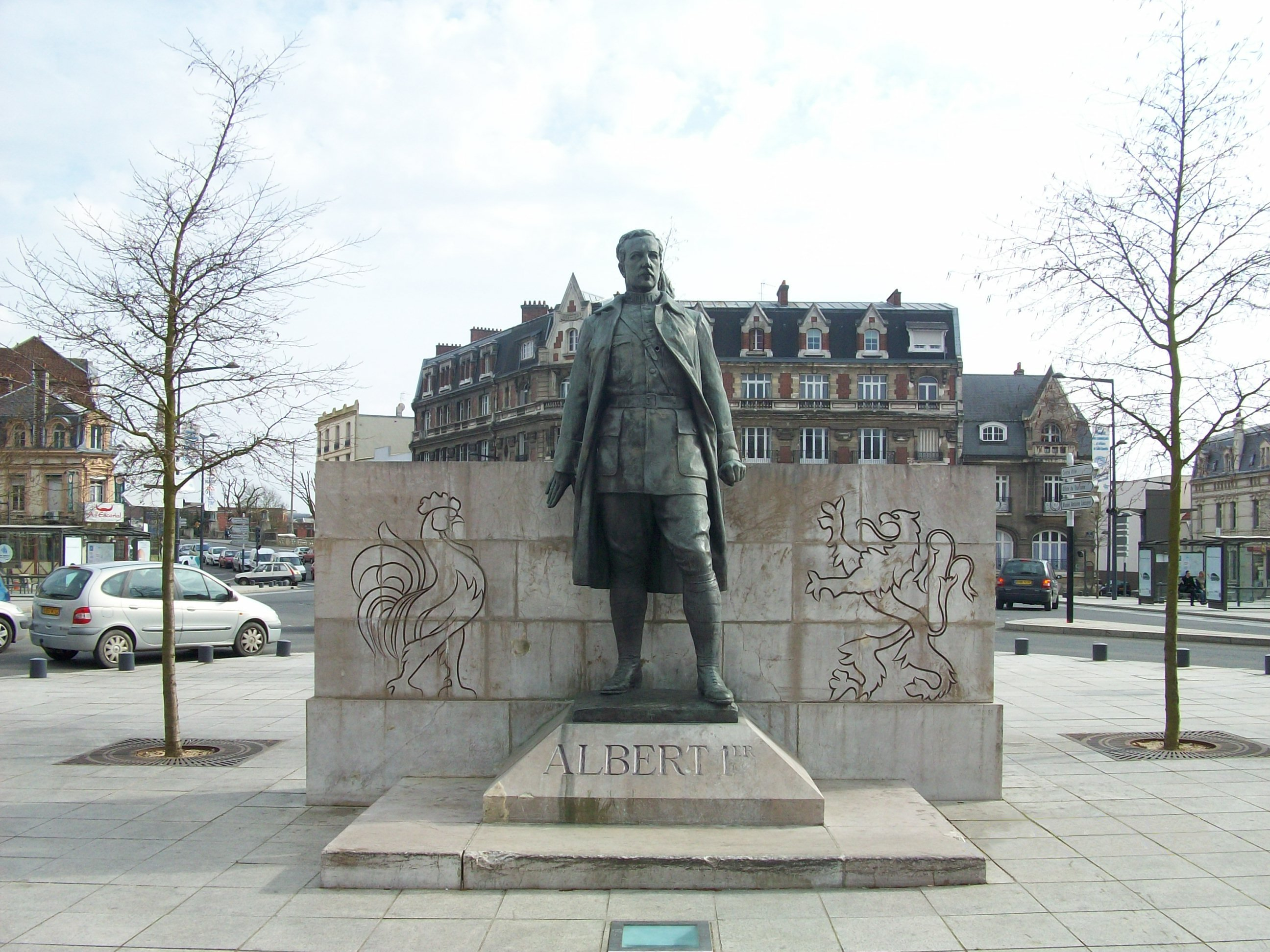
Monument Albert Ier par Ernest Diosi
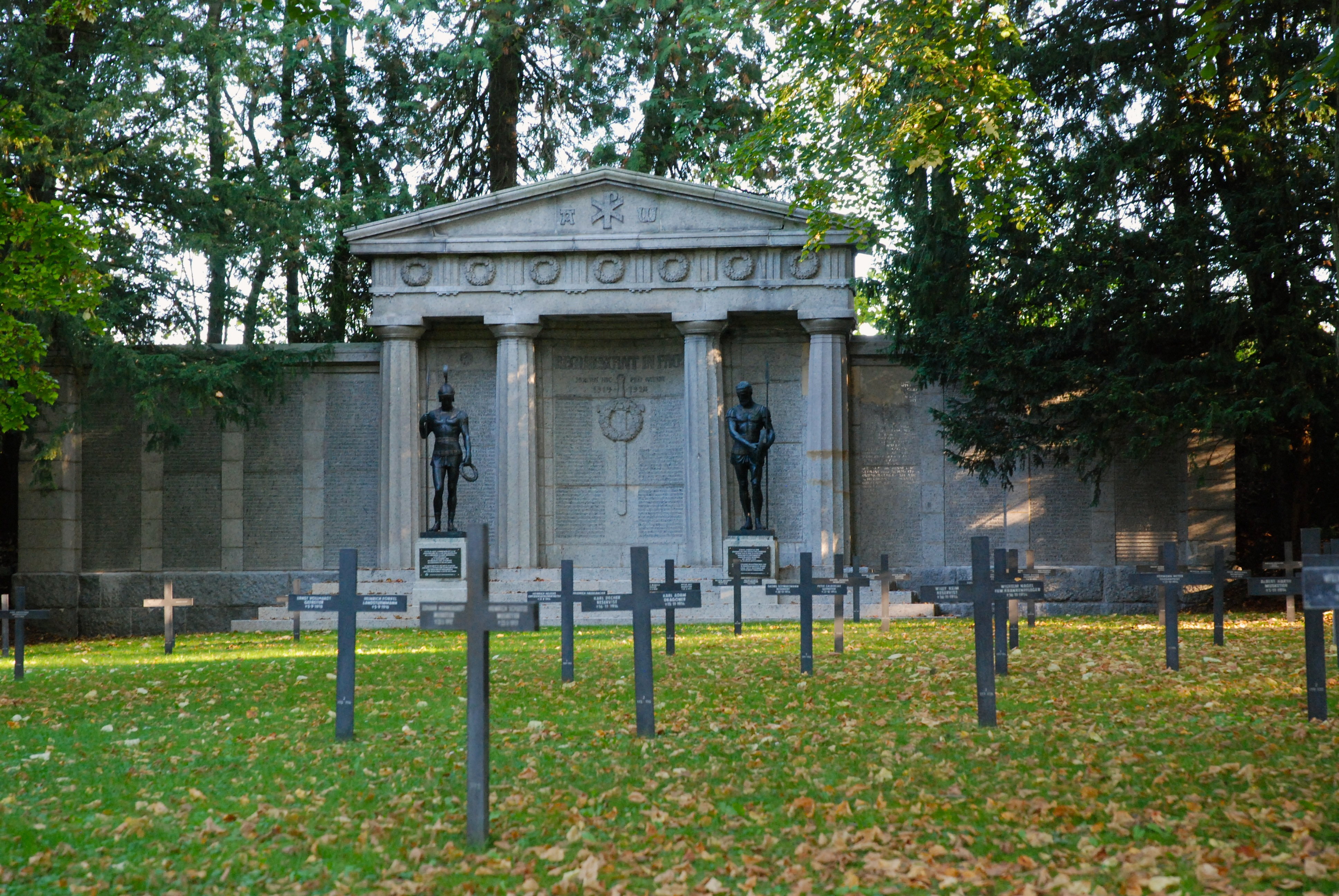
Monument du cimetière militaire allemand de Saint-Quentin.

### Cimetières communaux
- Le cimetière du Nord (monument de la guerre de 1870-1871)
- Le cimetière du Sud (Harly)
- Le cimetière de la Tombelle

#### Autres lieux
- Les béguinages : la ville possède plusieurs béguinages dont les origines remontent au Moyen Âge.
- Les deux phares du pont d'Isle (Art déco).
- Le vieux port, qui abrite le port de plaisance dans sa darse.
- Le temple protestant, rue Claude-Mairesse.
- Les anciens cachots du roi et les souterrains de la rue Saint-André.
- Le vieux puits (pierre et fer forgé), situé à l'origine sur la place de l'Hôtel-de-Ville, déplacé place du Marché puis dans un petit parc près de la basilique (square Winston-Churchill). En septembre 2008, il a été décidé de réinstaller le vieux puits place de l'Hôtel-de-Ville. Fin mai 2009, après avoir été restauré, il a retrouvé son lieu d'implantation approximatif d'origine.
- Le lycée Henri-Martin, construit au XIXe siècle.
- La Base urbaine de loisirs (BUL), comprenant une patinoire, un bowling, un centre aquatique, un centre de remise en forme et un restaurant.

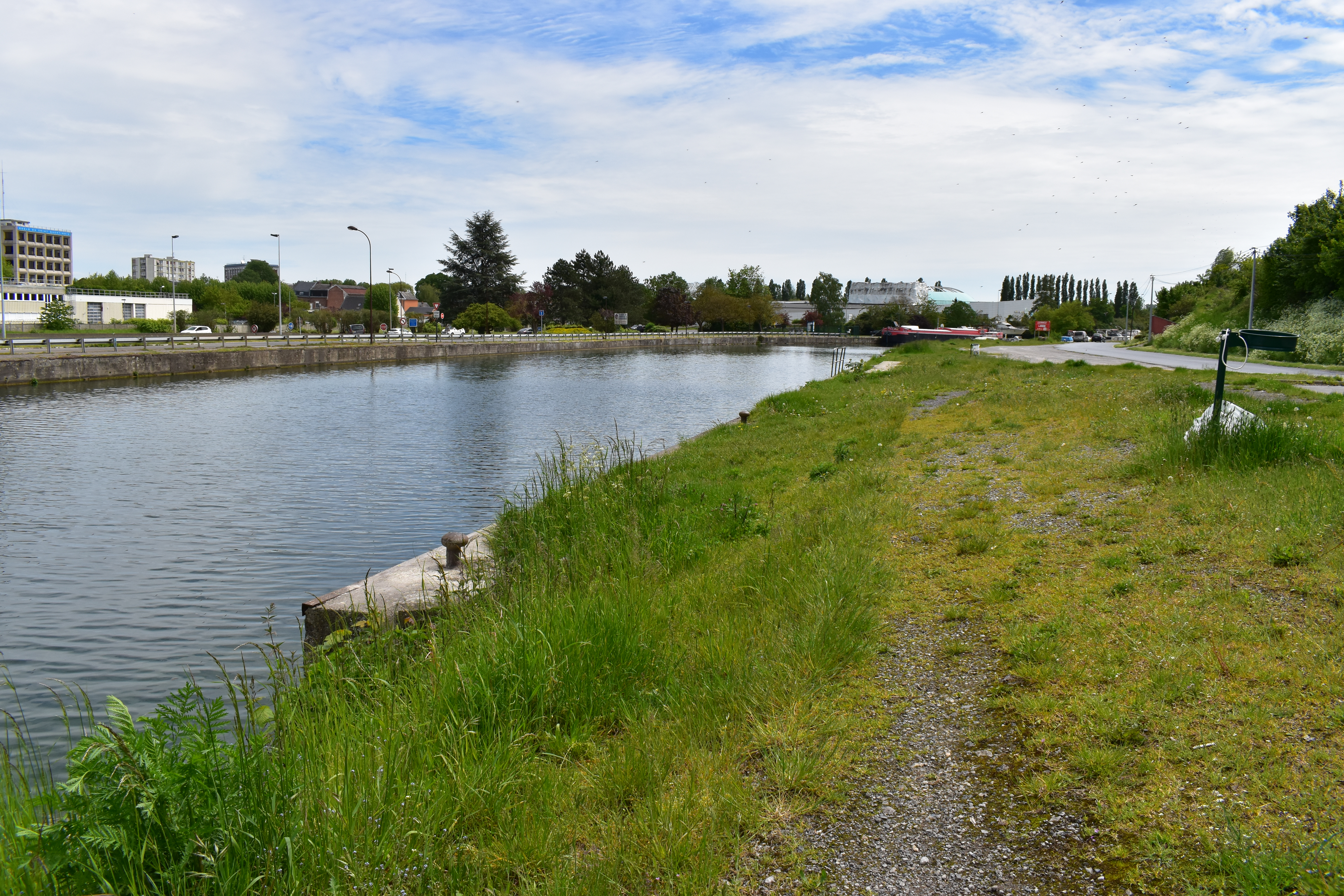
Vieux port de Saint-Quentin.
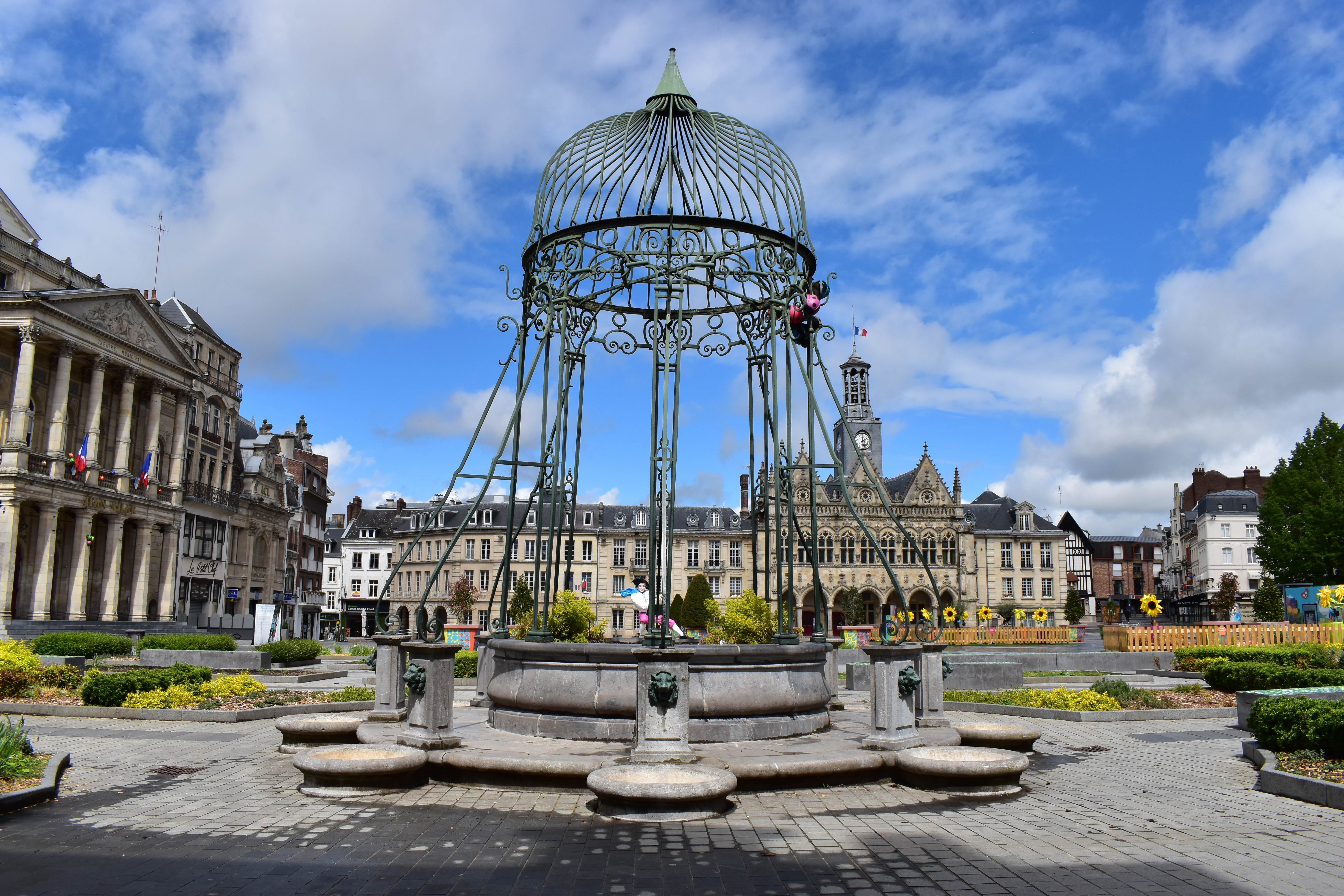
Vieux puits de la place de l'Hôtel de ville de Saint-Quentin

### Architecture Art déco à Saint-Quentin

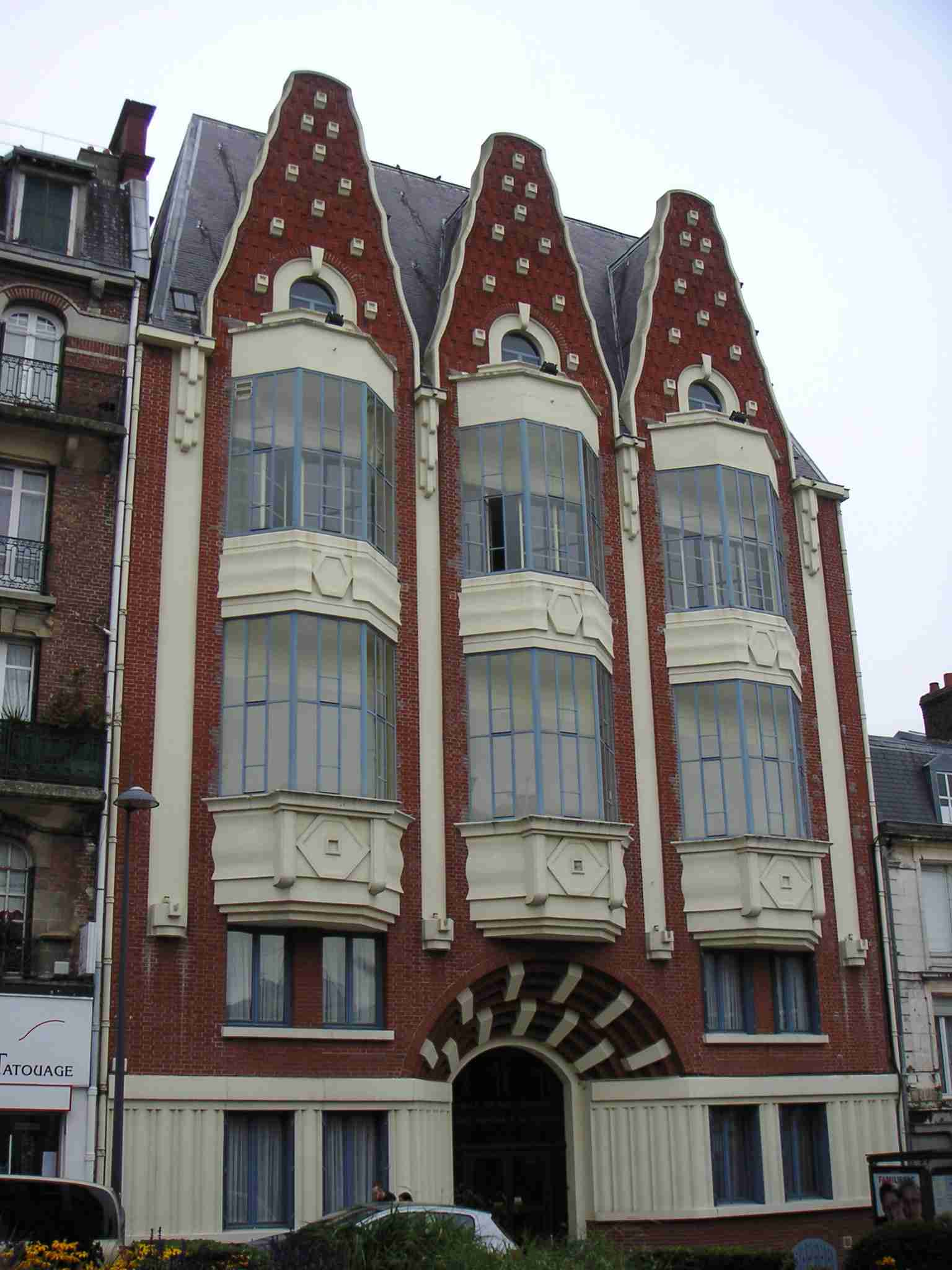
Oriels de l'École de musique de Saint-Quentin, de style Art déco.

Saint-Quentin fait partie de l'Association des villes Art déco depuis 2007.
L'Art déco, outre la dimension historique particulière qu'il revêt à Saint-Quentin, est avant tout un style architectural présentant un formidable intérêt technique, esthétique et culturel. Il marque, en effet, l'entrée de notre société dans l'ère moderne au cours du premier quart du XXe siècle, au lendemain de la Première Guerre mondiale. Il exprime le renouveau, un peu comme si la France, après quatre ans de cauchemar, avait voulu rattraper le temps perdu.
Rompant avec les courbes ondulantes de l'Art nouveau d'avant-guerre, l'Art déco adopte des formes épurées, essentiellement géométriques, la courbe disparaissant progressivement au profit de l'angle droit.
Porté par une tendance nouvelle consistant à rechercher dans tous les domaines le progrès technologique, le luxe et la performance, l'Art déco s'est imposé pendant une longue période, comme, non seulement, un style architectural mais aussi comme un véritable style de vie.
À Saint-Quentin, l'Art déco est présent dans à peu près chaque rue. 3 000 édifices comportant des éléments Art déco ont été inventoriés dont 300 façades classées typiquement Art déco. Les édifices les plus remarquables se situent dans le centre-ville. Citons, entre autres, la façade de l'ancien cinéma Le Carillon, le hall de la poste centrale, le Conservatoire de Musique et de Théâtre, le buffet de la gare ou encore le pont d'Isle et la salle du conseil municipal de l'hôtel de ville.
Chaque année, depuis 2017, la ville de Saint-Quentin participe au printemps de l'Art déco avec d'autres territoires de la région Hauts-de-France

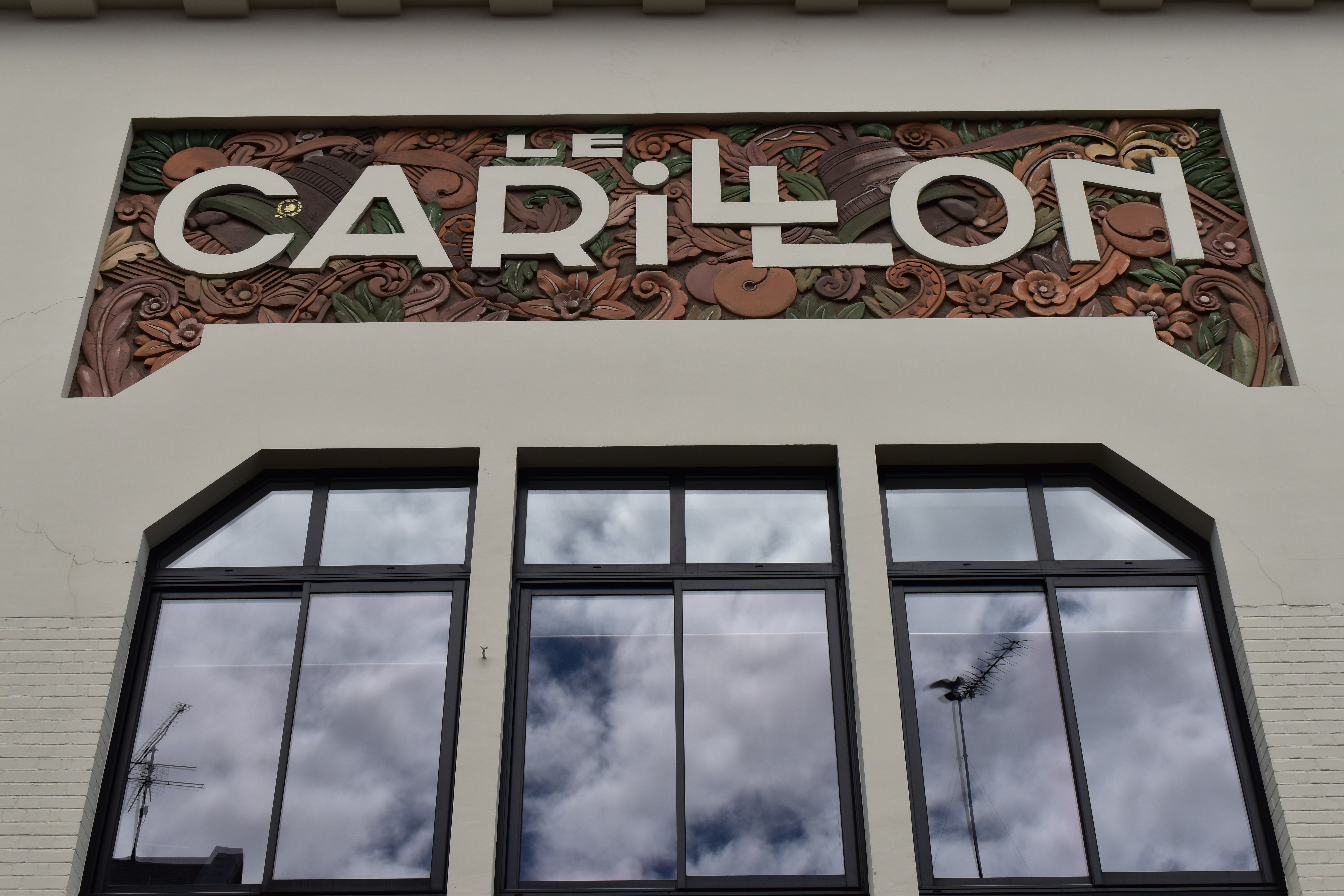
Le Carillon écrit en Art déco sur la façade de l'ancien cinéma Le Carillon.
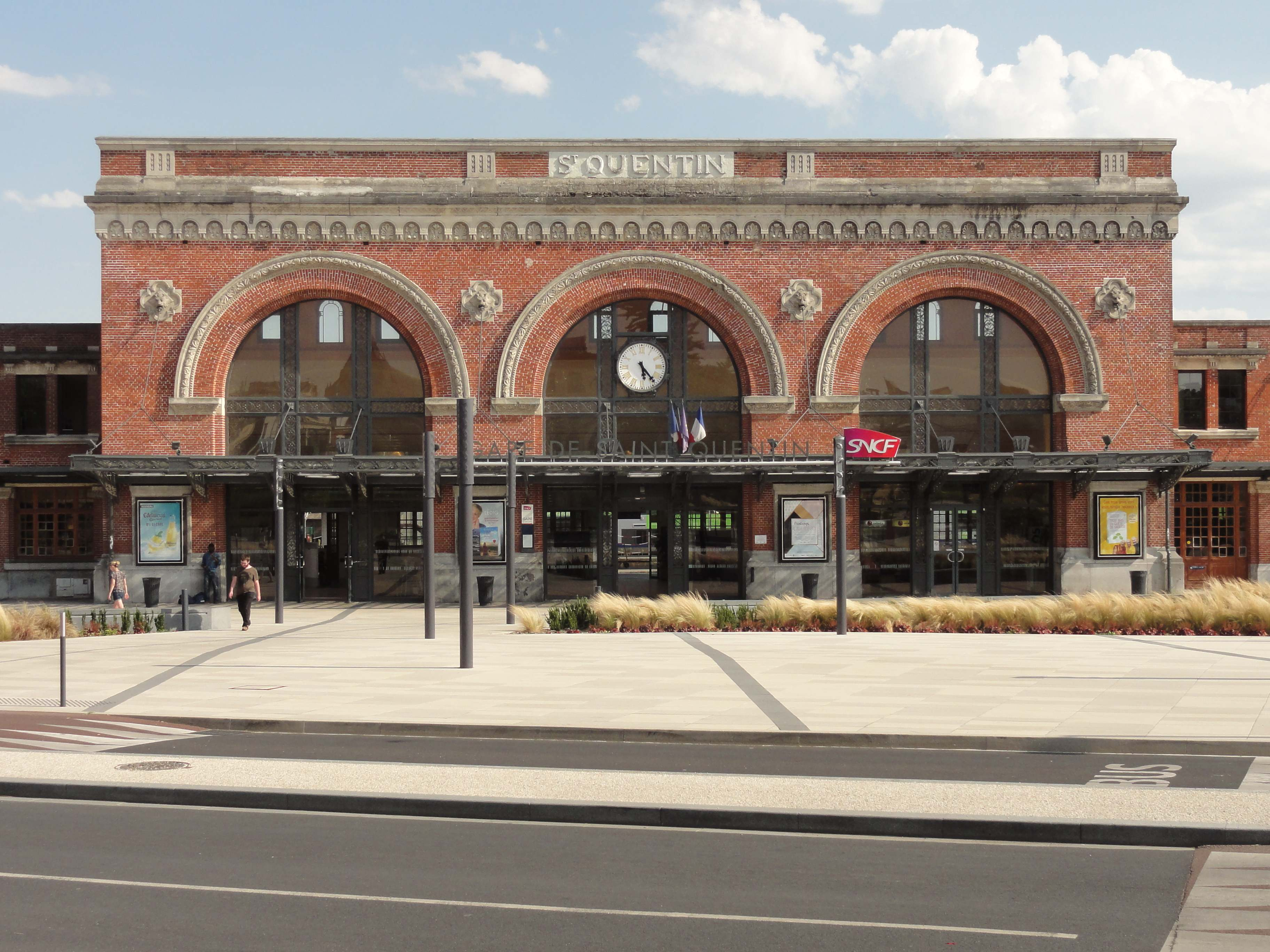
Le pavillon central de la gare de Saint-Quentin (Gustave Umbdenstock et Urbain Cassan, arch.)
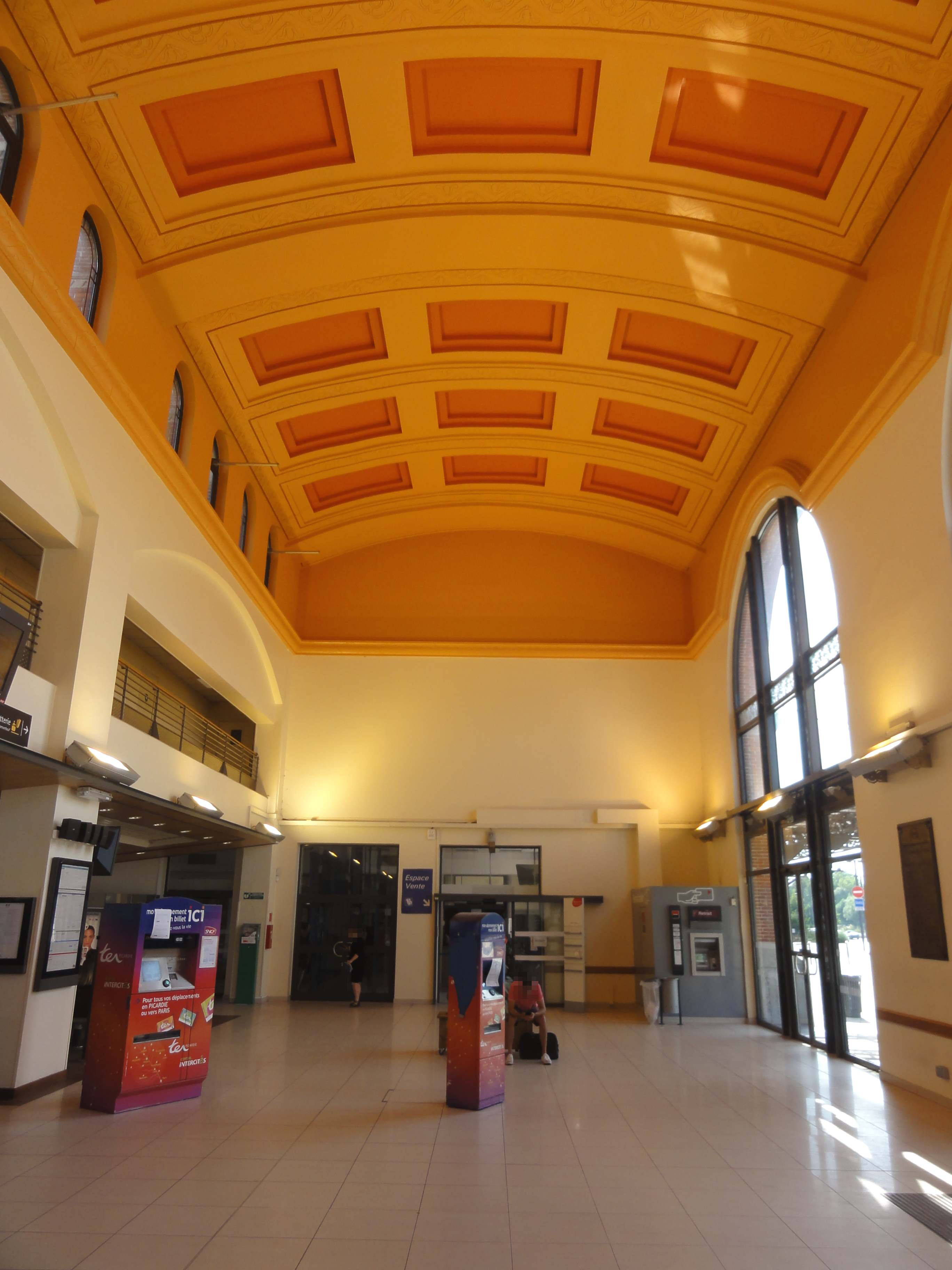
La salle des pas perdus de la gare de Saint-Quentin
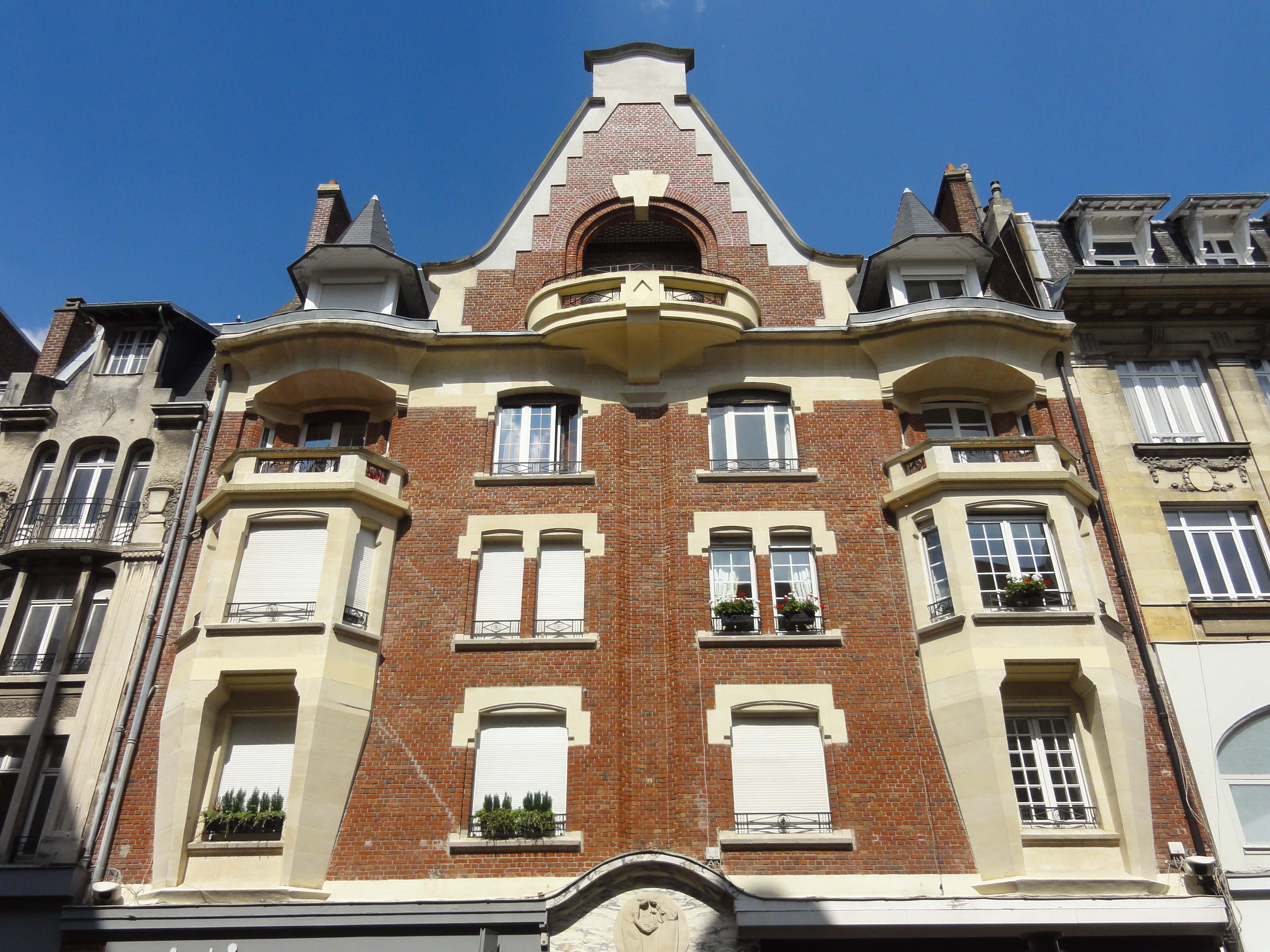
Immeuble 19-23, rue de la Sellerie.
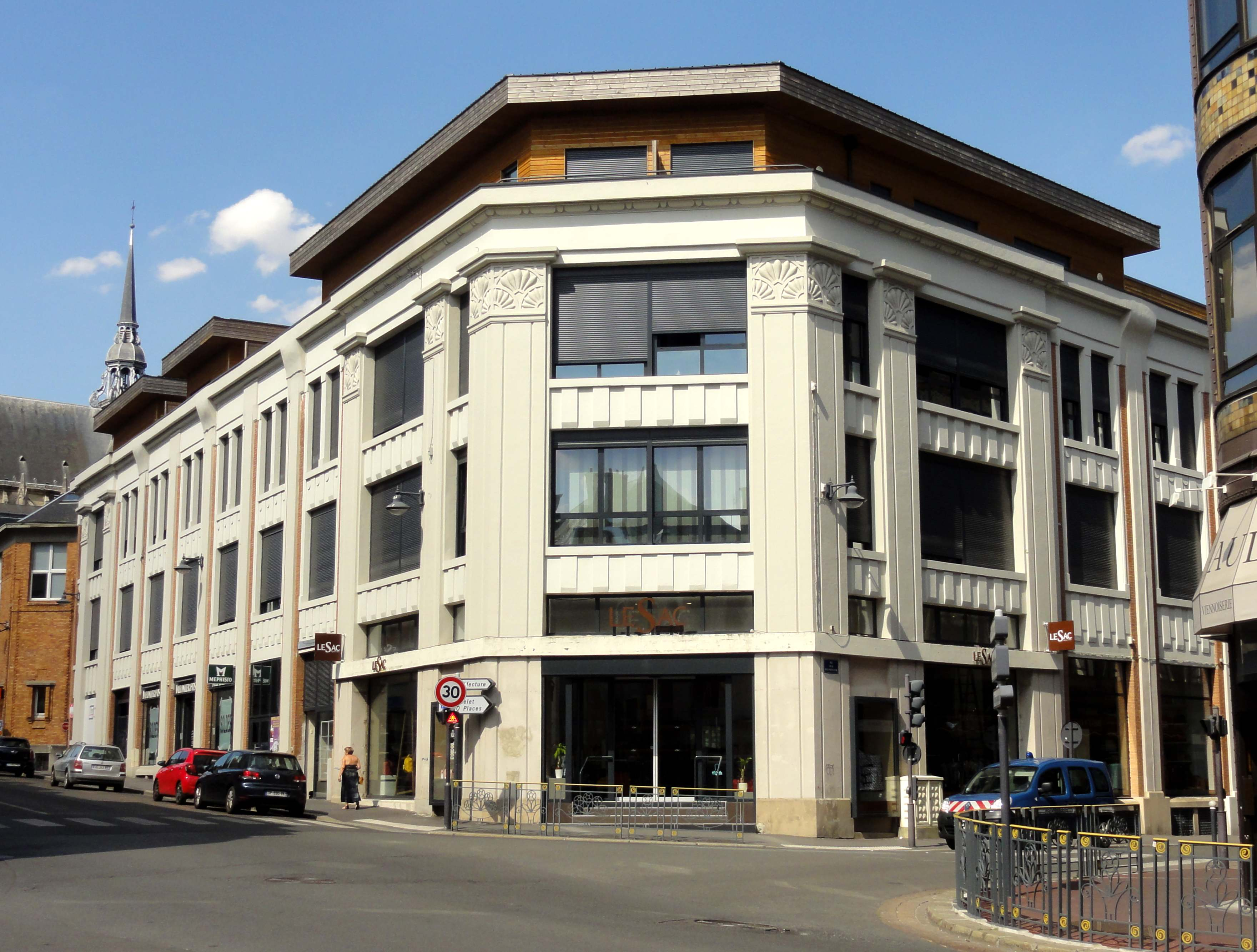
Immeuble 5 rue de Lyon.
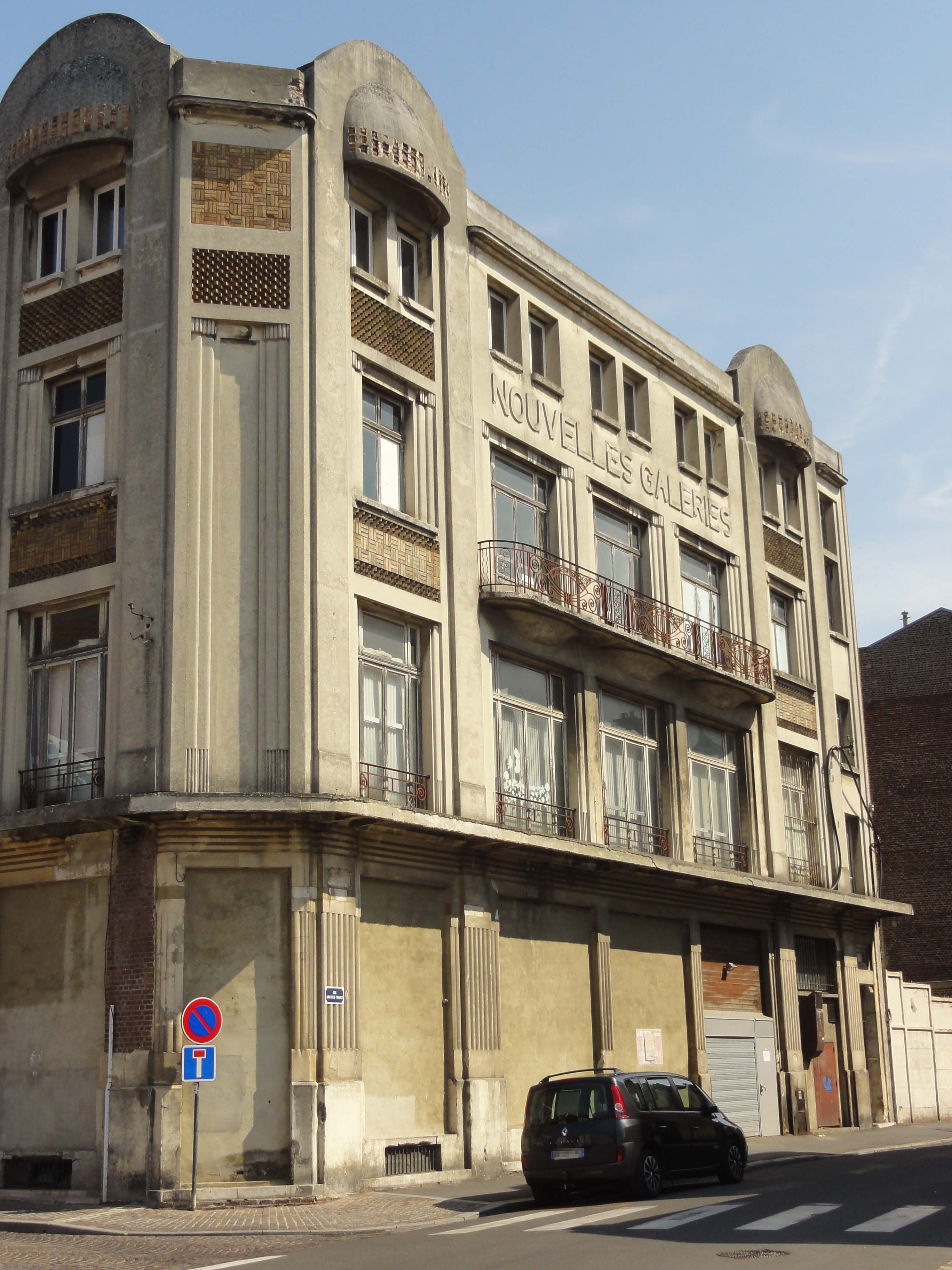
Immeuble des Nouvelles Galeries, 11 rue Saint-Jacques et 6 rue Anatole-France
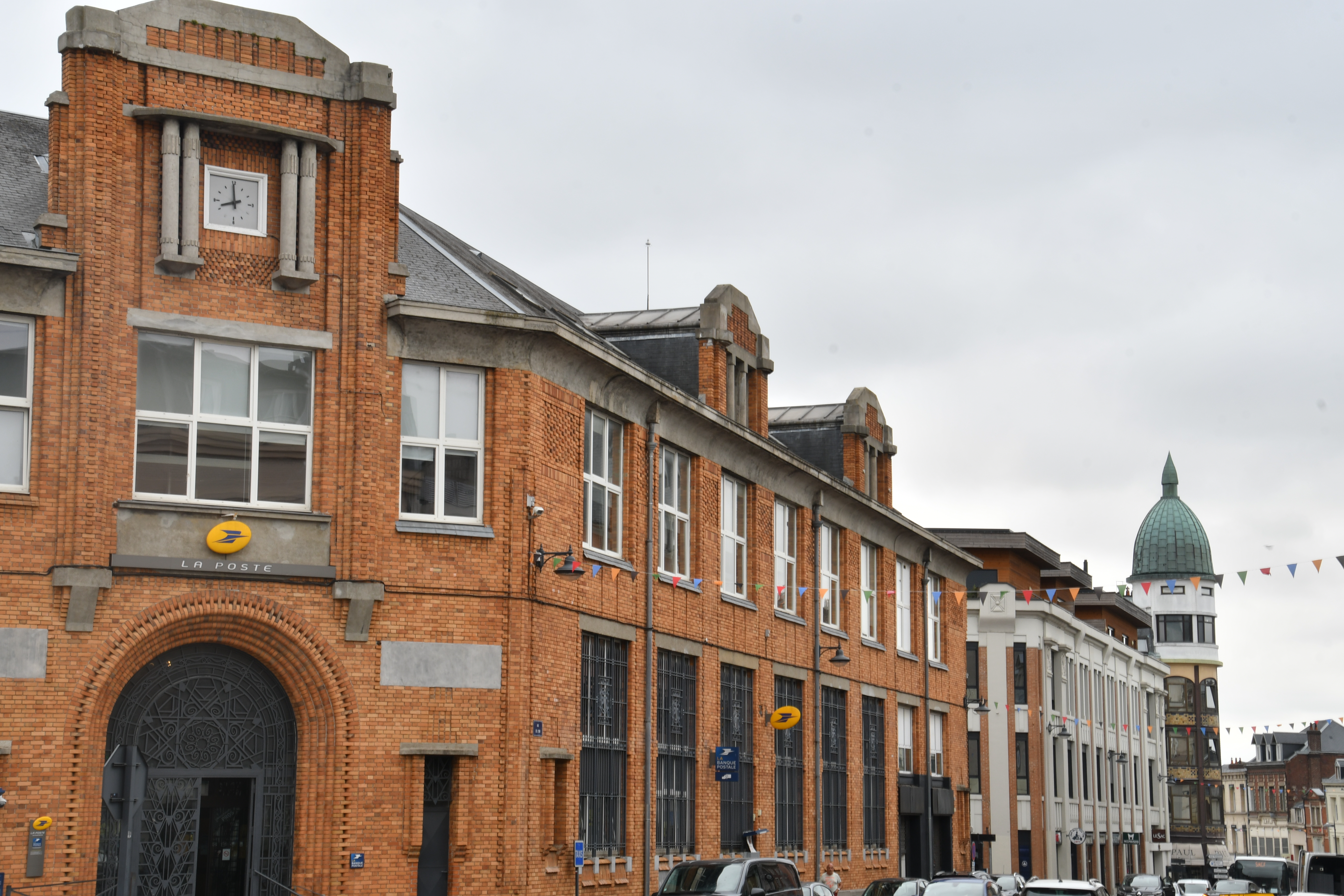
La Poste dans la rue de Lyon
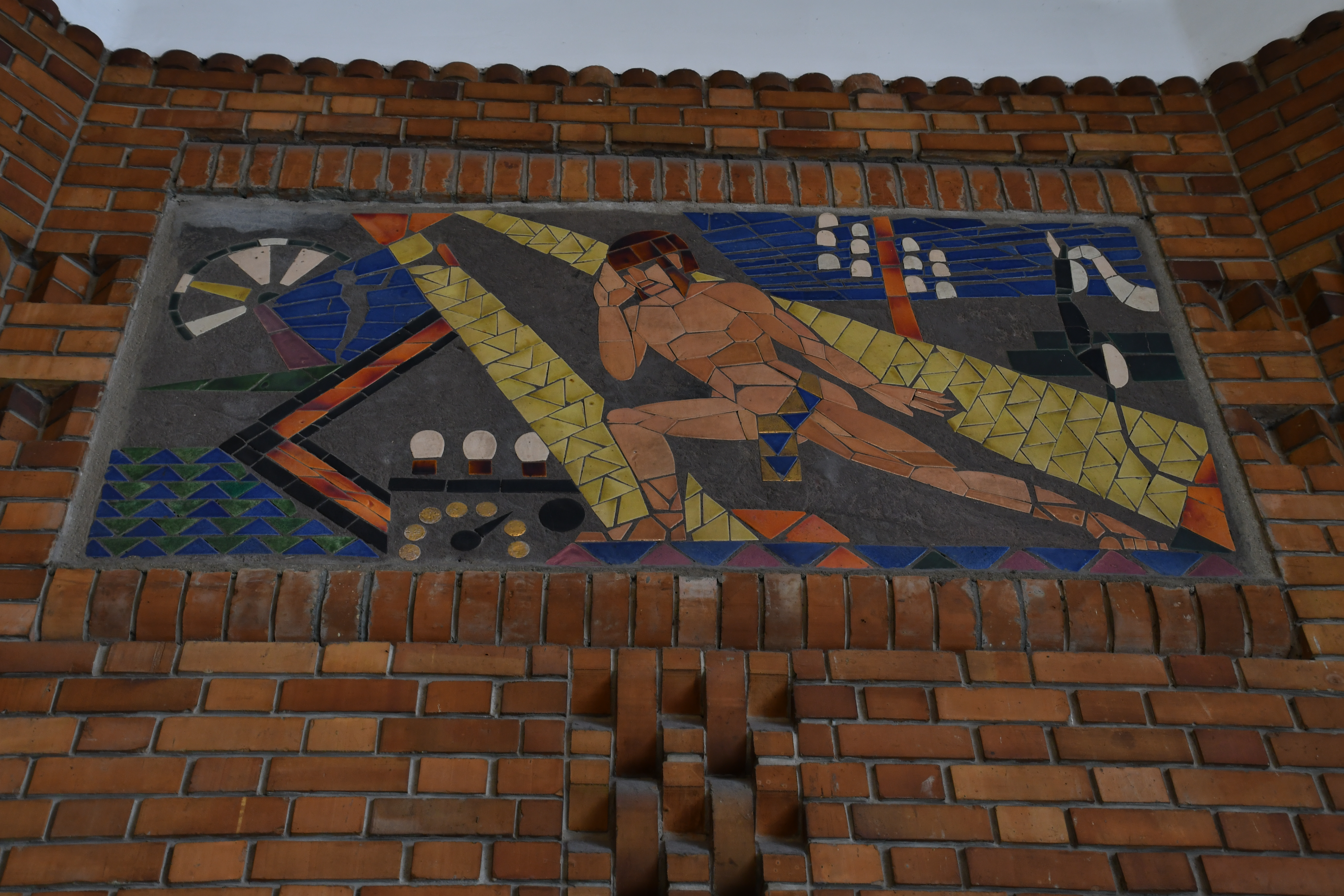
Mosaïque dans le hall d'entrée de la Poste.
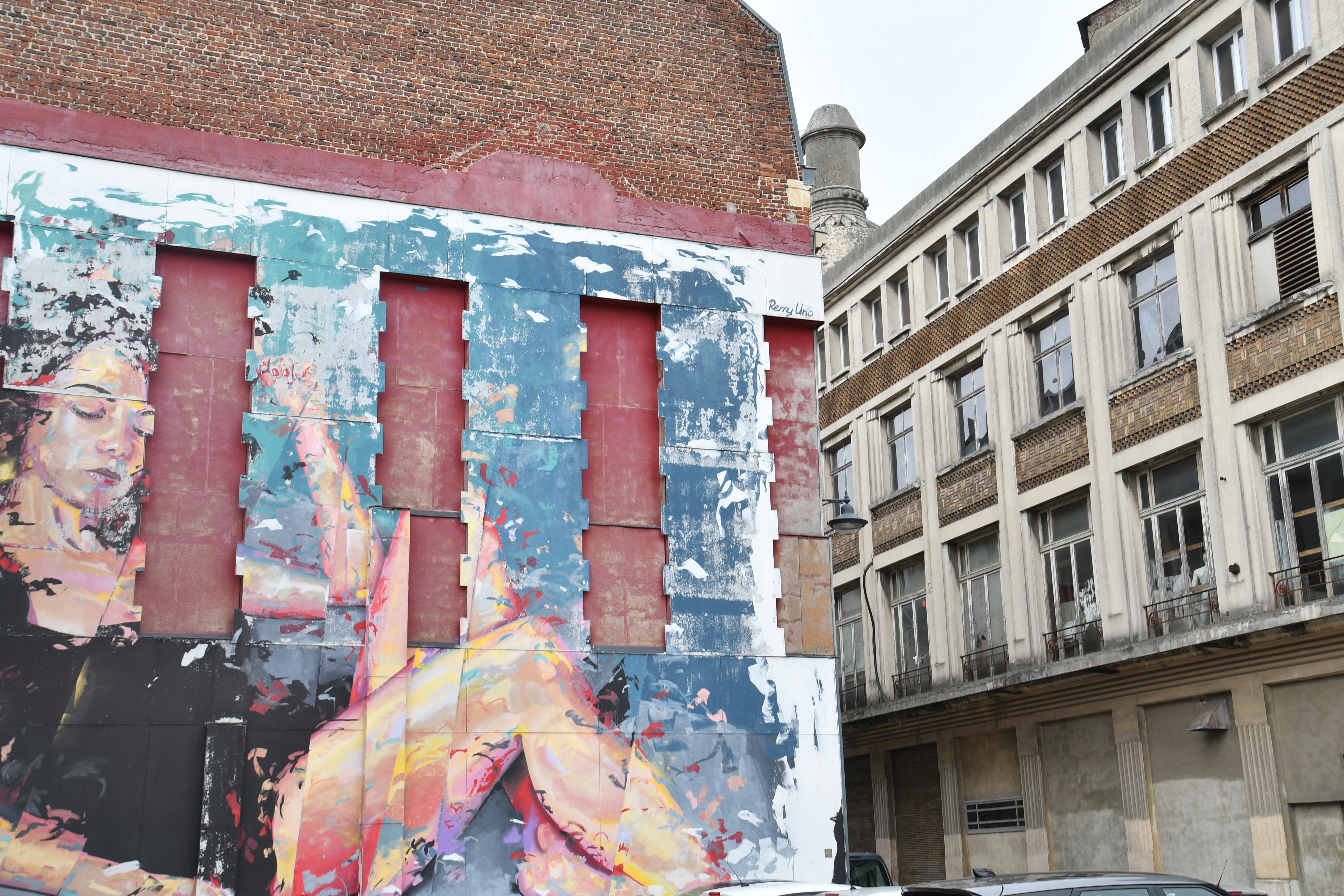
Mural et les Nouvelles Galeries
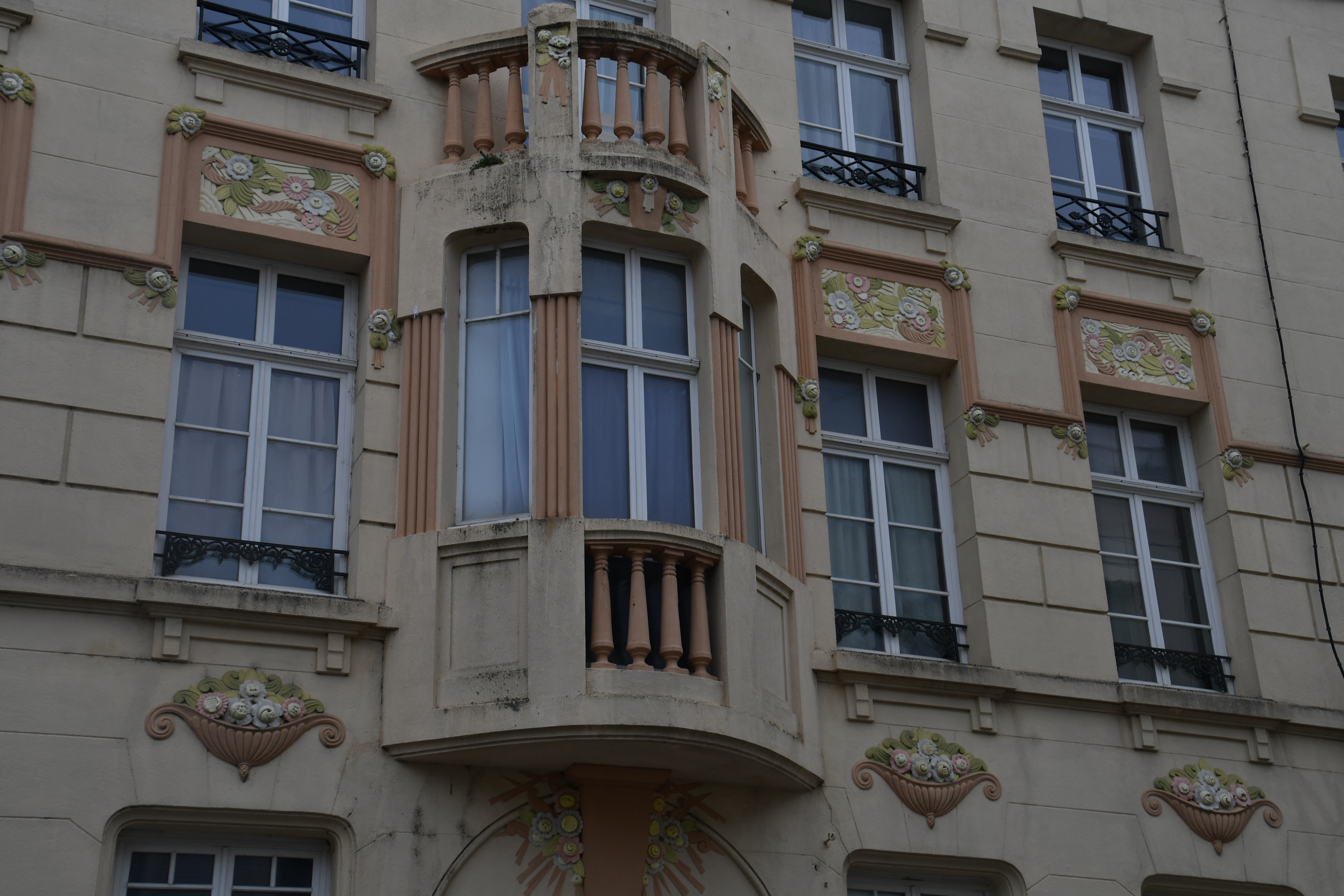
Façade dans la rue Voltaire

### Parcs et jardins publics
- Le parc des Champs-Élysées

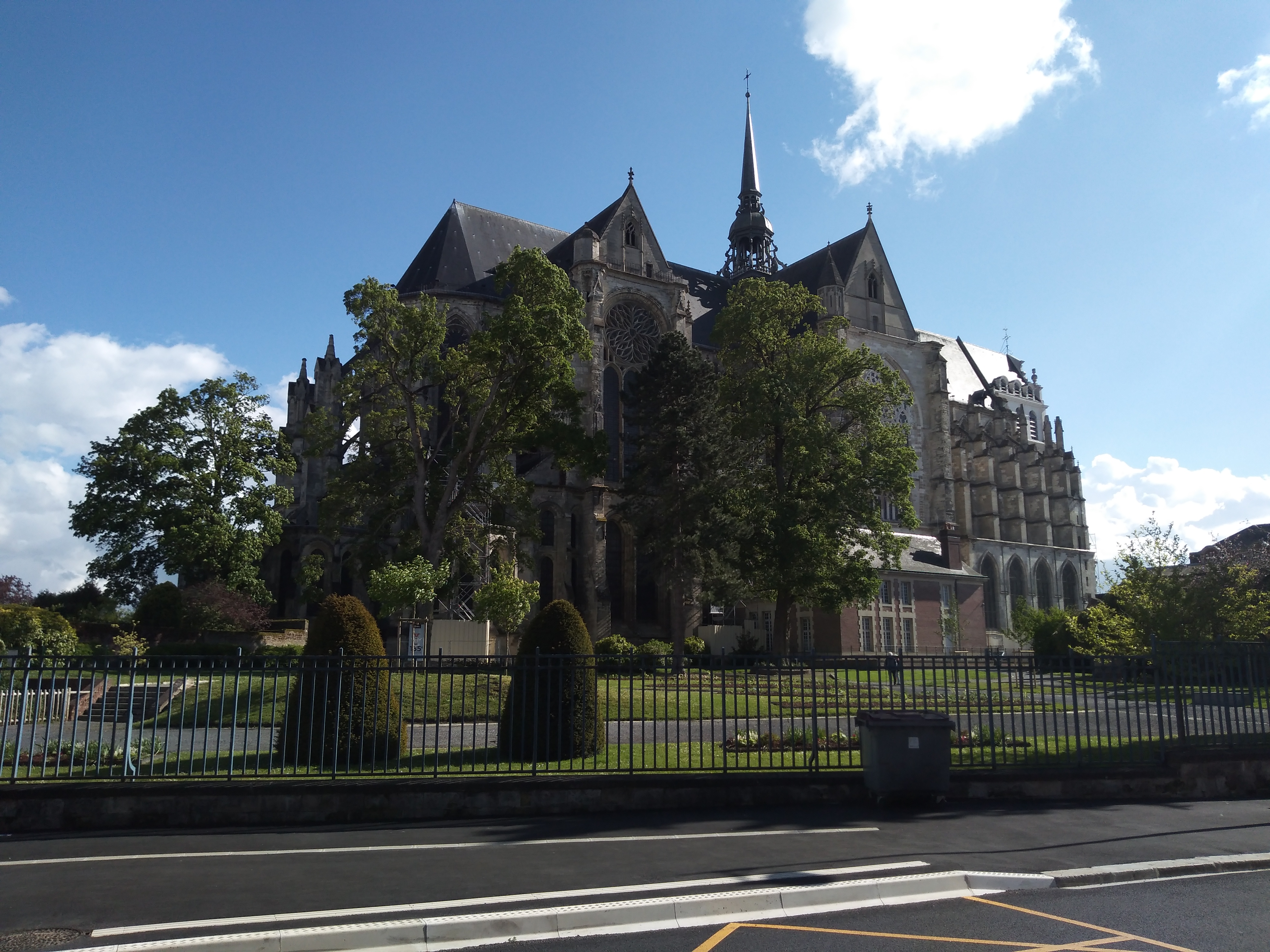
Square Winston Churchill

- Le square Winston Churchill, qui s'étend derrière la basilique. Le vieux puits se situait dans ce square depuis 1965 jusque son retour place de l'Hôtel-de-Ville en 2009.
- Parc d'Isle Jacques-Braconnier.
- Plage de l'Étang d'Isle : plage artificielle, jeux et mini golf.
- Réserve naturelle des Marais d'Isle.

### Pèlerinage de Compostelle
Saint-Quentin est la dernière étape française sur la via Gallia Belgica du pèlerinage de Saint-Jacques-de-Compostelle. L'étape précédente est Bohain. Au-delà, le pèlerin pouvait atteindre Compiègne, d'où il pouvait rejoindre l'une des trois voies principales vers Saint-Jacques-de-Compostelle : la via Turonensis plus directe par Paris, la via Lemovicensis par Vézelay et Limoges, la via Podiensis par Le Puy-en-Velay et Moissac.

### Personnalités liées à la commune
Érudits
- Dudon de Saint-Quentin (v. 970-av. 1043), chanoine, historien des trois premiers ducs de Normandie.
- Guerric de Saint-Quentin (?- 1245 à Paris), dominicain, professeur de théologie au collège Saint-Jacques, missionnaire. Le pape Innocent IV lui ayant donné commission d'aller prêcher les Tartares, il passa deux ans dans leur pays et revint mourir à Paris. Guerric avait écrit un assez grand nombre d'ouvrages aujourd'hui perdus.
- Charles de Bovelles (ca. 1475-1566), humaniste célèbre, mathématicien, géomètre, philosophe, théologien, grammairien, composa un rébus sur la construction de l'hôtel de ville, et fit don d'un vitrail à la collégiale en 1521.
- Omer Talon (1595-1652), né à Saint-Quentin, avocat général au parlement de Paris, humaniste, enseignant, jurisconsulte et grand orateur.
- Claude Hémeré ou Emmerez (1574 - 1650), né à Saint-Quentin, docteur en théologie, chanoine de Saint-Quentin, bibliothécaire de la Sorbonne, premier historien de la ville.
- Quentin de La Fons (vers 1591-1592 - vers 1650), né à Saint-Quentin, chanoine, auteurs d'ouvrages sur l'histoire de la ville et de son église.
- Martin Grandin (1604 - 1691), né à Saint-Quentin, théologien, professeur de théologie à la Sorbonne, principal du collège de Dainville à Paris.
- Luc d'Achery (Saint-Quentin 1609 - Paris 29 avril 1685), historien bénédictin, auteur d'un très important recueil de sources ayant trait à l'histoire ecclésiastique de la France. Également à l'origine de la première méthode de classification bibliographique en France.
- Jean Heuzet (1660 - 1728), né à Saint-Quentin, professeur de lettres de l'université de Paris, auteur de plusieurs ouvrages, il enseigna au collège de Beauvais à Paris.
- Pierre-François-Xavier de Charlevoix (1682-1761), né à Saint-Quentin, voyageur et historien jésuite, auteur d'ouvrages historiques sur le Japon, Saint-Domingue, le Paraguay et le Canada.
- Louis-Paul Colliette (? - 1786) né Saint-Quentin, doyen du doyenné de Saint-Quentin, curé de Grigourt, chapelain de l'église royale de Saint-Quentin, publia en 1771 les Mémoires pour servir à l'histoire ecclésiastique, civile et militaire de la province du Vermandois, ouvrage imposant en trois volumes qui réunit une masse de documents sur l'histoire locale.
- Antoine Bénézet (1713-1784), enseignant philanthrope et anti-esclavagiste américain, natif de Saint-Quentin.
- Jean-Louis Marie Poiret (Saint-Quentin, 1755 - Paris, 1834), abbé, botaniste et explorateur.
- Louis-Jean-Samuel Joly de Bammeville (1760-1832), homme politique.
- Henri Martin (1810-1883), l'un des plus grands historiens de la France au XIXe siècle, membre de l'Académie française, membre de l'Académie des sciences morales et politiques, député, connu pour ses idées progressistes.
- Quentin-Paul Desains (1817-1885), né à Saint-Quentin, physicien de premier ordre, professeur à la Sorbonne, membre de l'Institut et de l'Académie des sciences. On lui doit un grand nombre de travaux, sur les lois de la chaleur rayonnante, la chaleur latente de la vapeur, la polarisation des rayons calorifiques.
- Natalis Rondot (1821-1900), né à Saint-Quentin, économiste français partisan du libre-échange, chargé de missions commerciales en Chine, publia de très nombreux ouvrages sur divers sujets (économie, histoire, techniques).
- Paul-Camile-Hippolyte Brouardel (1837- 1906), né à Saint-Quentin, médecin des hôpitaux, membre de l'Académie de médecine, doyen de la faculté de médecine de Paris, membre libre de l'Académie des sciences, président de la Société de médecine légale, auteur de travaux importants sur l'hygiène et la médecine légale.
- Édouard Branly (1844, Amiens-1940, Paris), médecin et physicien. Inventeur du "Cohéreur", premier système d'amplification des ondes radiophoniques. En 1845, sa famille s'installe à Saint-Quentin où son père est nommé professeur du collège des Bons-Enfants. À partir de 1852 ; il est scolarisé au lycée Henri-Martin où il obtient son baccalauréat ès lettres en 1860 avant de se réorienter vers des études en mathématiques, physique et médecine à Paris.
- Jacques-Émile Dubois (1920-2005), professeur, chimiste, résistant, pionnier de la chémoinformatique.
- Serge Boutinot (1924-2017), ornithologue de renommée, est à l'origine de la création de la réserve naturelle des marais d'Isle.
- Philippe Taquet (né à Saint-Quentin en 1940) est un paléontologue spécialiste des dinosaures, célèbre aussi bien à l'intérieur qu'à l'extérieur des frontières de la France.

Écrivains
- Claude Bendier (mort 1677), né à Saint-Quentin, était un docteur de la Sorbonne, un chanoine de Saint-Quentin, Aisne, et un bibliophile notable.
- Jean-Baptiste-Henri de Valincour (1643-1730), né à Saint-Quentin, historiographe du Roi, membre de l'Académie française, auteur de contes, fables, stances, ouvrages historiques et traductions.
- Félix Davin (1807-1836), écrivain, fondateur du journal Le Guetteur.
- Pierre Louis Pinguet (Saint-Quentin, 1793 - Paris, 1871), auteur d'ouvrages en langue picarde[98].
- Eugène Berthoud (1828-1872), poète et feuilletoniste.
- Xavier Aubryet (Pierry, près d'Épernay, 1827 - Paris, 1880), romancier et journaliste. Il passa toute sa jeunesse à Saint-Quentin. Il fonda en 1845 une revue littéraire et collabora au journal Le Guetteur
- André Billy (1882-1971), écrivain, membre de l'Académie Goncourt de 1943 à sa mort.
- Jean Leune (1889-1944), journaliste écrivain mort pour la France dont le nom est inscrit au Panthéon de Paris.
- Sylvie Dervin (1954), écrivain, auteur dramatique et scénariste (La Cyprina, L'Affaire du père Noël, Les Amants de la nuit)[réf. nécessaire].

Artistes

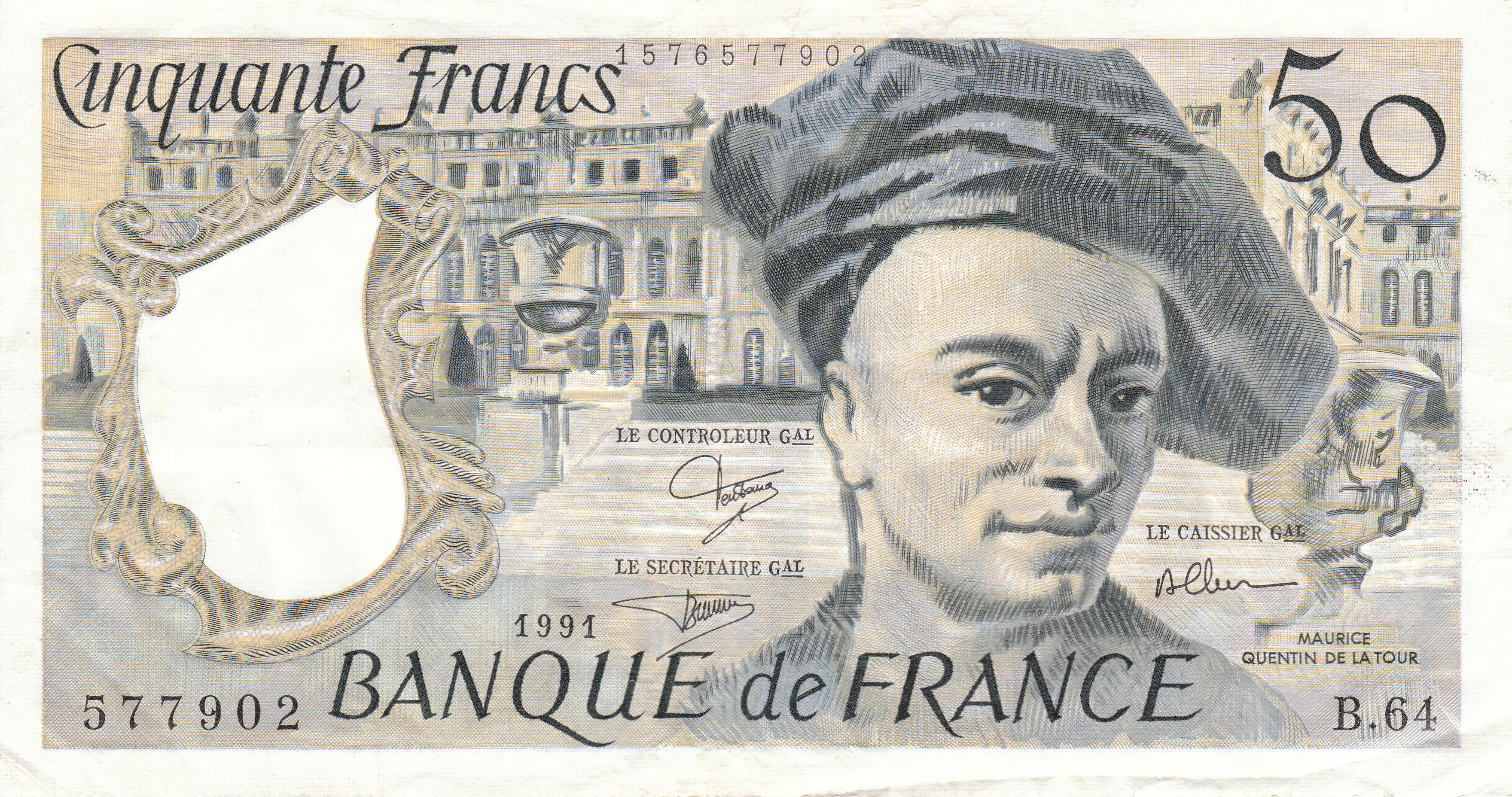
Maurice-Quentin de La Tour et l'hôtel de ville de Saint-Quentin

- Mathieu (de) Bléville, né à Saint-Quentin au début du XVIe siècle, peintre sur verre (vitraux) célèbre en son temps[réf. nécessaire].
- Pierre Berton[pourquoi ?] (XVIe siècle), « Pierre de Saint-Quentin », maître tailleur de pierres fut employé aux travaux les plus délicats que nous ait légués la Renaissance. C'est à lui que Pierre Lescot et Jean Goujon confièrent l'exécution des bâtiments du nouveau Louvre et ceux du célèbre jubé de Saint-Germain-l'Auxerrois[réf. nécessaire].
- Michel Dorigny (1617-1665), peintre et graveur, professeur à l'Académie de peinture de Paris.
- Maurice-Quentin de La Tour (1704-1788), pastelliste passé maître dans l'art du portrait, portraitiste officiel de Louis XV, bienfaiteur de la ville (fondation de l'École de dessin).
- Charles-Louis-Émile Ancelet (1838-1883), aquafortiste et lithographe.
- Ulysse Butin (1838-1883), artiste peintre.
- Jules Alex Patrouillard Degrave (1844-1932), peintre.
- Édouard Hippolyte Margottet (1848-1887), peintre.
- Maurice Pillard dit Verneuil, (né le 29 avril 1869 - décédé en 1942 à Genève), illustrateur célèbre en Art nouveau.
- Henri Matisse, (1869, Le Cateau-Cambrésis - 1954, Nice), peintre, chef de file du fauvisme. Il entame sa vie professionnelle en 1889 comme clerc de maître du Conseil à Saint-Quentin. Pendant sa convalescence à la suite d'une grave crise d'appendicite, sa mère lui offre du matériel de peinture. Dès son rétablissement, il réintègre l'étude et s'inscrit aux cours de l'école  municipale de dessin Maurice-Quentin-de-La-Tour. En 1890, il abandonne son emploi et ses études de droit pour aller à Paris étudier la peinture d'abord à l'école des beaux-arts puis à l'atelier de Gustave Moreau.
- Louis Degallaix (1877-1951), peintre, né à Saint-Quentin.
- Paul Charavel (1877-1961), peintre ayant vécu à Saint-Quentin.
- Gabriel Venet (1884-1954), peintre né à Saint-Quentin.
- Amédée Ozenfant (1886-1966), chef de file du purisme, mouvement d'avant-garde des années 1920.
- Arthur Midy (1887-1944), peintre français.
- Paul Guiramand, (1926-2007), artiste peintre, grand prix de Rome (1953).
- Annie Anderson (1940-1970), actrice française
- Jean-Christophe Paré, (1957-) danseur et pédagogue.
- Benoît Delépine (1958-), scénariste, comédien.
- Pascal Brunner (1963-2015), a vécu dans la ville dans sa jeunesse, imitateur, animateur de télévision et de radio comédien.
- Nicolas Lambert (1967-), metteur en scène et comédien né à Saint-Quentin
- Nomi (1969-), star du X.
- Delphine Gleize (1973-), réalisatrice.
- Julie-Marie Parmentier (1981-), comédienne.
- Hippolyte Berteaux (1843-1928) né à Saint-Quentin, a peint le plafond du Sénat, des fresques murales au château de Chenonceau et pour des palais de Moscou et Constantinople. Il est présent dans plusieurs musées, dont le musée Antoine-Lécuyer de Saint-Quentin.
- Jenny Zillhardt (1857-1939), peintre, chevalier de la légion d'honneur.
- Madeleine Zillhardt (1853-1950), écrivaine, décoratrice, dont le portrait est exposé au musée Antoine-Lécuyer et à qui une place du 6e arrondissement de Paris rend hommage[99].

Musiciens
- Huon de Saint-Quentin trouvère du XIIIe siècle. Auteur de la chanson de croisade Rome, Jherusalem se plaint (vers 1221)[réf. nécessaire]
- Jean Mouton (Samer vers 1459-Saint-Quentin 1522) de son vrai nom Jehan de Hollingue ou Houllingue, compositeur de la Renaissance. Condisciple et ami de Josquin des Prés, il étudie la musique à la maîtrise de Saint-Quentin avant d'en devenir le magister puerum (chef des enfants de chœur). Musicien favori de la reine Anne de Bretagne il fera sa carrière entre Nesle, Amiens, Thérouanne, Grenoble, et Paris avant de terminer sa vie comme chanoine et maître de chapelle à la collégiale de Saint-Quentin de 1518 à 1522. Comme son contemporain Loyset Compère, il est enterré dans la basilique.
- Josquin des Prés (1450-1521), de son vrai nom Josquin Lebloitte, compositeur de la Renaissance, il fut maître de chœur de la collégiale de Saint-Quentin en 1509.
- Loyset Compère, compositeur, mort à Saint-Quentin le 16 août 1518.
- Antoine Francisque (v. 1570, Saint-Quentin-1605, Paris), luthiste et compositeur.
- Artus Aux-Cousteaux (v. 1590, Amiens-1656, Paris), compositeur et maître de chapelle. Formé à la maîtrise de Saint-Quentin, il en sera le maître de musique de 1629 à 1634 avant d'être engagé comme clerc haute contre à la Sainte Chapelle de Paris.
- Pierre Du Mage (1674, Beauvais-1751, Laon), premier titulaire de l'orgue monumental Robert Clicquot (1703) de la basilique et compositeur d'un Premier Livre d'orgue (1708) mondialement connu comme faisant partie de l'apogée du répertoire de l'orgue baroque français et dédié à « Messieurs les vénérables doyens, chanoines…. de l'église roïale de Saint Quentin ».
- Nicolas Goupillet (v. 1650, Senlis-v. 1714, Paris), compositeur et sous-maître de la chapelle royale de Versailles. En 1693, il fut démis de ses fonctions pour avoir fait composer son motet de concours par son collègue Henry Desmarest. Il obtint un mince canonicat de maître de chapelle à la basilique de Saint-Quentin.
- Bernard Jumentier (1749-1829), compositeur et maître de musique de la collégiale de Saint-Quentin. Il légua à la ville le clavecin Benoît Stehlin (1751) du musée Antoine-Lécuyer.
- Antoine Renard (1825-1872), ténor d'opéra
- Gustave Cantelon (17 mai 1851, Saint-Quentin - 30 novembre 1930, Saint-Quentin), maître carillonneur à partir de 1880 et auteur de la mélodie du carillon de l'hôtel de ville. Il initia la reconstruction du carillon détruit et pillé pendant la Première Guerre mondiale[réf. nécessaire].
- Milane Baybah (1998 - ) rappeur et chanteur franco-germanique.

Architectes
- Augustin Bacquet (1895-1975), architecte DPLG. Grand électeur de la Quatrième République. Voir « Société académique de Saint-Quentin » et « Académie des sciences de Toulouse »[réf. nécessaire].
- Édouard Bacquet (1863-1941), architecte honorifique de la ville de Saint-Quentin, rebâtisseur de l'église de Lizy (Aisne) vers 1930. Chevalier de l'ordre du Saint-Sépulcre de Saint-Jean de Jérusalem[réf. nécessaire].
- Louis Brassart-Mariage (1875-1933), architecte (Art déco).
- Hyacinthe Perrin (1877-1965), architecte DPLG (Art déco).
- Louis Guindez (1889-1978), architecte et artiste communal de 1925 à 1942.

Hommes politiques
- Gracchus Babeuf (1760-1797), révolutionnaire français, natif de Saint-Quentin.
- Jean Antoine Joseph Fauchet (1761-1834), haut fonctionnaire et diplomate, ambassadeur de France aux États-Unis pendant la Révolution française.
- Pierre-Charles Pottofeux (1763-1821), révolutionnaire français natif de Saint-Quentin.
- Guy-Félix de Pardieu (comte de), né en 1758 à Saint-Domingue descendant de François Depardieu de Franquesnay, lieutenant du Roi à Saint-Domingue, où son père colons cultivait la canne à sucre, commandant des Gardes Nationaux du district de Saint-Quentin, seigneur de Vadancourt, Bray-Saint-Christophe, Bracheux, Hérouel et autres lieux, demeurant à Paris est élu député aux États généraux de 1789 pour le bailliage de Saint-Quentin puis devint le maire de cette commune en 1792, l'année suivante il brûle les titres de noblesses et titres féodaux. Il est décédé en 1799.[réf. nécessaire]
- Jean Antoine Joseph Fauchet (1761-1834), ambassadeur aux États-Unis de 1794 à 1795 puis préfet du Var et de la Gironde.
- Charles Rogier, (Saint-Quentin, 1800-Bruxelles, 1885), homme politique, fit partie du premier gouvernement national belge.
- Xavier Bertrand, maire de Saint-Quentin de 2010 à 2016, ancien ministre de la Santé puis, du Travail, président de la région Nord-Pas-de-Calais-Picardie depuis le 4 janvier 2016[100].
- Julien Dive, député de l'Aisne, né à Saint-Quentin.

Militaires
- D'Amerval, seigneur d'Applaincourt, a participé à la défense de la ville lors du siège des Espagnols en 1557[réf. nécessaire].
- Marc Gaspard Abraham Paulet de La Bastide (1769-1805), général des armées de la République.
- Pierre Dumoustier (Saint-Quentin 1771-1831 Nantes), comte, général divisionnaire de l'Empire.
- Toussaint-Jean Trefcon (Saint-Quentin 1776-1854 Saint-Maurice), colonel qui a laissé un précieux témoignage sur les campagnes de la Révolution et de l'Empire et la bataille de Waterloo.
- Émile Dehon (1900-1995), aumônier militaire, Compagnon de la Libération
- Raymond Appert (1904-1973), officier d'infanterie coloniale, Compagnon de la Libération
- Daniel Divry (1912-2001), ancien combattant de la 2e DB, Compagnon de la Libération
- Philippe Peschaud (1915-2006), ancien combattant de la 2e division blindée et président pendant 32 ans de la fondation du maréchal Leclerc

Ecclésiastiques
- Martin IV (vers 1210/1220, 1285), chanoine du chapitre de la collégiale de Saint-Quentin, devint chancelier de France du roi saint Louis en 1260, cardinal en 1261 et pape en 1281.
- Jean Hennuyer (1497-1578), né à Saint-Quentin, fit l'éducation de plusieurs princes de sang royal, devient confesseur de Diane de Poitiers et de Catherine de Médicis. Aumônier à la Cour d'Henri II, puis d'Henri III, il obtint le titre de confesseur du roi. Il fut nommé évêque de Lisieux en 1559.
- Jacques Lescot (1594-1656), né à Saint-Quentin, docteur de la Sorbonne, principal du collège de Dainville, confesseur de Richelieu, évêque de Chartres en 1642[101].
- Pierre de Joncourt (1648-1720), né à Saint-Quentin, prédicateur et théologien protestant. Il a quitté la France à l'approche de la révocation de l'édit de Nantes. Pasteur de Middelbourg depuis 1678. Mort à La Haye.
- Claude Marolles (1753-1794), curé de Saint-Jean-Baptiste, député du clergé aux états généraux, évêque de l'Aisne.
- Léon Dehon, né à La Capelle, chanoine, auteurs de travaux sur les questions sociales et l'Église catholique. Il est principalement connu comme le fondateur de la Société des prêtres du Sacré-cœur de Jésus (SCJ), qui a essaimé en Europe et dans les pays de mission. Il a aussi organisé des œuvres sociales à Saint-Quentin. Il est inhumé en l'église Saint-Martin.
- André Trocmé  (1901-1971), né à Saint-Quentin, pasteur, résistant, théologien.

Sportifs
- Paul Roux, ancien champion de boxe
- Cyril Thomas, boxeur, champion d'Europe professionnel des poids plume
- Olivier Danneville, champion de France de triathlon[réf. nécessaire]
- José Catieau, cycliste, vainqueur d'une étape du Tour de France et porteur du maillot jaune en 1973
- Francis Moreau, cycliste, champion du monde 1991 et olympique 1996 de poursuite et vainqueur de Paris-Bruxelles en 1993
- Jérôme Thomas, boxeur, champion de France poids coqs (2011)
- Tony Averlant, boxeur né à Saint-Quentin, champion du monde WBF poids mi-lourds depuis 2014[102]
- Olivier Quint, footballeur, évoluant à Sedan puis à Nantes
- Rudy Gobert, basketteur, évoluant en NBA et dans l'équipe de France masculine de basket-ball
- Kafétien Gomis, athlète en saut en longueur, champion de France en salle et sélectionné lors des Jeux olympiques de Rio (2016) et d'Athènes (2004)
- Daniela Dodean, pongiste au club du Tennis de Table de Saint-Quentin, et athlète des Jeux olympiques de Rio (2016)
- Didier Richard, tireur licencié au club Handisport de Saint-Quentin, sélectionné pour les Jeux paralympiques de 2016[103]
- José Letartre, cavalier, licencié au Pentathlon moderne saint-quentinois, 12 fois champion de France de saut d'obstacles, médaillé de bronze par équipes aux Jeux olympiques d'Atlanta (1996), sélectionné pour les Jeux paralympiques de 2016[104].
- Maïa Hirsch, basketteuse évoluant à Villeneuve-d'Ascq et sélectionnée par les Lynx du Minnesota lors de la draft WNBA 2023.
- Fodé Sylla, footballeur.

Autres personnalités
- René-Théophile Châtelain (1790-1838), journaliste français.
- Paul Joseph Boudier (1857-1908), sous-préfet de l'arrondissement de Saint-Quentin.
- Sébastien Cauet (né le 28 avril 1972), animateur radiophonique et télévisuel français, natif de Saint-Quentin.
- Raymond Delmotte (1894-1962), pilote d'essai.
- Rachel Legrain-Trapani (née en 1988), lauréate du concours Miss France 2007. N'est pas née à Saint-Quentin mais y résidait. Elle faisait des études post-bac au lycée Henri-Martin mais a depuis tout abandonné. Elle est désormais présentatrice d'une émission.
- René Renard, résistant.
- Nadine de Rothschild (née le 18 avril 1932 à Saint-Quentin), née Nadine Nelly Jeannette Lhopitalier, actrice sous le pseudonyme de Nadine Tallier, elle épouse en 1962 le baron Edmond de Rothschild (1926-1997), banquier français.

### Héraldique
| Blason de Saint-Quentin | Blason  | D'azur, à un buste de Saint-Quentin d'argent, accompagné de trois fleurs de lis d'or, deux en chef et une en pointe. Ornements extérieursCroix des maïeurs Croix de chevalier de la Légion d'honneur Croix de guerre 1914-1918 Devise / CriPro deo rege et patria (Pour Dieu, le Roi et la Patrie) |
| Blason de Saint-Quentin | Détails | Armes parlantes. Blason officiel |
| Blason de Saint-Quentin | Alias   | De gueules, à un buste de Saint-Quentin d'argent, accompagné de trois fleurs de lis d'or, deux en chef et une en pointe. Cet alias est uniquement évoqué dans l'ouvrage de La France illustrée de Victor Adolphe Malte-Brun et il se peut qu'il n'ait jamais réellement existé.                    |

### Logotype
|  | Le logotype de Saint-Quentin reprend la forme d'un kaléidoscope, un « vitrail contemporain », correspondant à la basilique avec un dessin typique de l'Art déco. |
|  | --- |

### Médaille de la Ville
|  |  | La médaille de la Ville de Saint-Quentin évoque son histoire, ancienne et contemporaine : les remparts, la royauté, les clés de la Ville, l'épée pour les batailles, la Marianne, la Légion d'honneur, la croix de Guerre 14-18. La devise : PRO DEO REGE ET PATRIA (Pour dieu, le roi et la patrie). |

#### Vue d'ensemble
- André Fiette, Suzanne Fiette, Saint-Quentin, Colmar - Ingersheim, 1972, 108 p.
- Jean-Luc A. d'Asciano, Francis Normand, Le Piéton de Saint-Quentin, éditions du Quesne, Lille, 2004.
- Charles Poëtte, Origine des noms des rues et places de la ville de Saint-Quentin, 1891[108].

#### Histoire

##### Synthèses
- Georges Lecocq, Histoire de la ville de Saint-Quentin, St-Q. : C. Poëtte, 1875, 206 p. (réimpression : Marseille : Laffitte, 1977).
- Maxime de Sars, Petite Histoire de Saint-Quentin, Laon, 1936, X-174 p. (réimpression : Bruxelles : Culture et civilisation, 1978)
- Nelly Boutinot, Saint-Quentin, notre ville à travers les siècles, Amiens : CRDP, 1969, 138 p.
- Jean-Paul Besse, Saint-Quentin et sa contrée dans l'Histoire, Versailles, 2006, 450p.

##### Études diachroniques
- Claude Hemeræus, Augusta Viromanduorum vindicata et illustrata duobus libris quibus antiquitates urbis et ecclesiae sancti Quintini viromandensiumque comitum séries explicantur, Paris : Bessin, 1643, [12]-374-76 p.
- Louis-Paul Colliette, Mémoires pour servir à l'histoire ecclésiastique, civile et militaire de la province du Vermandois, 3 vol. Cambrai : S. Berthoud, 1771-1772, 700, 870 et 486 p.
- Louis Hordret, Histoire des droits anciens et des prérogatives et franchises de la ville de Saint-Quentin, capitale du Vermandois en Picardie, Paris : Dessain, 1781, XVI-510 p.
- Quentin Delafons [Charles Gomart éd.], Extraits originaux d'un manuscrit de Quentin De La Fons intitulé Histoire particulière de la Ville de Saint-Quentin. Première partie, t. II, St-Q. : Doloy, 1856, XVI-343 p.
- Quentin Delafons [Charles Gomart éd.], Extraits originaux d'un manuscrit de Quentin De La Fons intitulé Histoire particulière de la Ville de Saint-Quentin. Seconde partie, t. III, St-Q. : Doloy, 1856, 380 p.
- Charles Gomart, Études saint-quentinoises, 5 vol. Saint-Quentin : Ad. Moureau, 1851-1878.
- Charles Picard, Saint-Quentin, de son commerce et de ses industries, 2 vol., St Quentin : Moureau, 1865 et 1867, 467 et 616 p.
- Antoine Chabaud [Emmanuel Lemaire éd.], Mémoire historique sur la ville de Saint-Quentin, écrit en 1775 par Antoine Chabaud, Saint-Quentin : Poëtte, 1885, 198 p.
- Jean-Luc Collart, « Saint-Quentin », dans Bruno Desachy, Jean-Olivier Guilhot dir., Archéologie des villes. Démarches et exemples en Picardie : Abbeville, Amiens, Beauvais, Château-Thierry, Chaumont-en-Vexin, Compiègne, Crépy-en-Valois, Laon, Noyon, Saint-Quentin, Senlis, Soissons, Vervins. Amiens, 1999, p. 67-128, pl. h.t. X et XI (numéro spécial de la Revue archéologique de Picardie ; 16). [archéologie et topographie]

Antiquité
- Emmanuel Lemaire, « Essai sur l'histoire de la ville de Saint-Quentin. Introduction. Livre I : Époque gallo-romaine », Mémoires de la Société académique de Saint-Quentin, 4e série, t. I, Années 1876-1878, 1878, p. 349-501

Moyen Âge
- Emmanuel Lemaire, « Essai sur l'histoire de la ville de Saint-Quentin, livre II. Histoire de la ville et de l'église de Saint-Quentin sous l'empire barbare et les comtes bénéficiaires du Vermandois », Mémoires de la Société académique de Saint-Quentin, 4e série, t. II, Années 1878-1879, 1879, p. 383-510.
- Emmanuel Lemaire, « Essai sur l'histoire de la ville de Saint-Quentin. Livre III : Histoire de la ville et de l'église de Saint-Quentin sous les comtes héréditaires de Vermandois (de l'an 892 environ à l'an 1214) », Mémoires de la Société académique de Saint-Quentin, 4e série, t. VIII, années 1886-1887, 1888. p. 264-361.
- Henri Bouchot, Emmanuel Lemaire, Le Livre rouge de l'hôtel de ville de Saint-Quentin. Cartulaire des franchises et privilèges de la ville au Moyen Âge, Saint-Quentin: Poëtte, 1882, XC-491 p.
- Emmanuel Lemaire, Alfred Giry, Archives anciennes de la ville de Saint-Quentin, publiées par Emmanuel Lemaire et précédées d'une étude sur les origines de la commune de Saint-Quentin, par A. Giry, t. I (1076-1328), Saint-Quentin, 1888.
- Emmanuel Lemaire, Archives anciennes de la ville de Saint-Quentin, t. II (1328-1400), Saint-Quentin, 1910.
- Jacques Ducastelle, Les institutions communales de Saint-Quentin au XIIe siècle : étude comparée du document d'Eu et de la charte de Philippe-Auguste, Les chartes et le mouvement communal, Colloque régional (octobre 1980) organisé en commémoration du neuvième centenaire de la commune de Saint-Quentin, s.l., 1982, p. 11-25.
- André Triou, Les origines de la commune de Saint-Quentin et ses vicissitudes, Les chartes et le mouvement communal, Colloque régional (octobre 1980) organisé en commémoration du neuvième centenaire de la Commune de Saint-Quentin, s.l., 1982, p. 3-10.
- Alain Verhille, L'intégration de Saint-Quentin au commerce de la guède à l'époque médiévale, Mémoires de la fédération des sociétés d'histoire et d'archéologie de l'Aisne, tome LI, 2006, p. 247-270.

1557
- Charles Gomart, Siège de Saint-Quentin et bataille de la Saint-Laurent en 1557, Saint-Quentin, 1859, 87 p. et 3 pl.
- Emmanuel Lemaire et alii, La guerre de 1557 en Picardie. Bataille de Saint-Laurent, siège de Saint-Quentin, prises du Catelet, de Ham, de Chauny et de Noyon, par Emmanuel Lemaire, Henri Courteault, Élie Fleury, lieutenant-colonel Édouard Theillier, Édouard Eude, Léon Déjardin, Henri Tausin, Abel Patoux, membres de la Société académique de Saint-Quentin avec le concours de MM. Claudio Perez y Gredilla, A. Verkooren, A. Dietens, A. Gooværts et C. Couderc, Saint-Quentin, : Poëtte, 1896, CCXXIX-456 p., fig., pl. et cartes.
- Emmanuel Lemaire, « Saint-Quentin vers le milieu du XVIe siècle », Mémoires de la Société académique de Saint-Quentin, 4e série, t. XIV, Années 1899-1900, 1902, p. 56-139.

Époque moderne
- Charles Normand, Étude sur les relations de l'État et des communautés aux XVIIe et XVIIIe siècles. Saint-Quentin et la royauté, Paris : Champion, 1881, XXXVIII-220 p.
- Alfred Daullé, La Réforme à Saint-Quentin et aux environs du XVIe à la fin du XVIIIe siècle, Le Cateau : Roland, 1901, in-8, 302 p. (2e éd. revue et augmentée : Le Cateau, 1905, 308 p.).

Occupation de 1814-1815
- Éloi Q. A.Fouquier-Cholet, Précis historique des occupations militaires de la ville de Saint-Quentin en 1814 et 1815, Saint-Quentin, 1824.

Guerre de 1870
- Abel Deroux, L'Invasion de 1870-71 dans l'arrondissement de Saint-Quentin, etc., Saint-Quentin, 1871, in-12, 157 p.
- Élie Fleury, Il y a vingt-cinq ans. Documents, récits, souvenirs sur les événements de la guerre de 1870-71 à Saint-Quentin et dans le Saint-Quentinois, St-Quentin : Imp. du Journal de St-Q., 1895-1896, 574 p.

Première Guerre mondiale
- Saint-Quentin - Cambrai. La Ligne Hindenburg. 1914-1918. Itinéraire : Arras. Cambrai. Saint-Quentin. Un guide. Un panorama. Une histoire, Clermont-Ferrand : Michelin et Cie, 1921, in-8, 128 p. (Guides illustrés Michelin des champs de bataille 1914-1919 ; Publié sous le patronage du ministère de l'Instruction publique et des Beaux-Arts et du ministère des Affaires étrangères).
- Élie Fleury, Sous la botte. Histoire de la ville de Saint-Quentin pendant l'occupation allemande. août 1914-février 1917. (Ouvrage honoré d'une souscription du ministère des Affaires étrangères). Croquis de M. Paul Séret. St-Q. : Impr. Lambert, Dupont et Cie, 18, rue Raspail ; Paul Dupré, éditeur, 34, rue Croix-Belle-Porte, 1925. (16 juin 1926.), in-4, 348 p.
- Élie Fleury, [Les]Murailles de Saint-Quentin ou reproduction et commentaire des 213 affiches apposées sur les murs de la ville du 25 août 1914 au 28 février 1917, Paris : E. Feuillâtre ; St-Q. : P. Dupré, 1923,416 p.
- Marc Ferrand, La ville mourut : Saint-Quentin 1914-1917, Paris : la vie universitaire, 1923, 415 p.
- Sur les traces de la Grande Guerre dans la région de Saint-Quentin, la Première Guerre mondiale dans l'Aisne, Saint-Quentin : Imprimerie de l'Aisne, 2000, 63 p.
- Bacquet Robert. Engagé volontaire à 17 ans et demi. Soldat au 133e régiment d'infanterie de ligne. Décoré de la médaille militaire et de la croix de Guerre avec palme. Tué à l'ennemi à Hooglede (Belgique) le 3 octobre 1918 à l'âge de 18 ans et demi.
- Baudoux Auguste. Soldat au 87e régiment d'infanterie de ligne. Tué à l'ennemi à Changy (51300 Marne) le 30 septembre 1914.
- Pouch Émile. Capitaine au 87e régiment d'infanterie de ligne. Décoré de la croix de Guerre avec trois citations. Tué à l'ennemi à Esnes-en-Argonne (55100 Meuse) le 18 juillet 1917.

Seconde Guerre mondiale
- Pierre Séret, L'histoire municipale de la ville de Saint-Quentin au cours de la guerre 1939-1945, Mémoires de la Fédération des Sociétés d'Histoire et d'Archéologie de l'Aisne, 29, Saint-Quentin : Debrez, 1984, p. 79-104.

#### Transports
- Jacques Leroy, Les Tramways de Saint-Quentin, Éditions de l'association de sauvegarde du patrimoine industriel et social du Vermandois, 1996

#### Monuments

##### La basilique
- Quentin Delafons [Charles Gomart éd.], Extraits originaux d'un manuscrit de Quentin De La Fons intitulé Histoire particulière de l'Église de Saint-Quentin, t. I, St-Q. : Doloy, 1854, XX-506 p. [manuscrit de 1649]
- Jules Hachet, L'Œœuvre de Colard Noël, architecte du roi Louis XI à la collégiale de Saint-Quentin (1477-1500), Saint-Quentin, 1924. V-65 p.
- Pierre Héliot, La Basilique de Saint-Quentin, Paris : Picard, 1967, 111p. et 36 pl. h. t.

##### Hôtel de ville
- Saint-Quentin, Hôtel de ville, 1980, Saint-Quentin : Société académique de Saint-Quentin, 16 pl. et table.
- Démons et merveilles de l'hôtel de ville de Saint-Quentin, 2009 : Bernard Lebrun, Éditions du Quesne, 159 pages,  (ISBN 978-2-909989-31-0)

##### Art déco
- Claude Richard, Saint-Quentin et l'Art déco, Saint-Quentin, 1995, 127 pages
- Victorien Georges, Frédéric Pillet et Sam Bellet, Saint-Quentin Art Déco, éditions du Quesne, 2012, 127 pages,  (ISBN 978-2-909989-36-5)

#### Personnalités
- Jean-Luc Villette, Hagiographie et culte d'un saint dans le haut Moyen Âge : saint Quentin, apôtre du Vermandois, VIe – XIe siècle. 2 vol, thèse de IIIe cycle, université de Paris-X-Nanterre, 1982, 598 p.
- Jean-Luc Villette, Passiones et inventiones S. Quintini, l'élaboration d'un corpus hagiographique du haut Moyen Âge, Vies de saints dans le Nord de la France (VIe – XIe siècle), Mélanges de science religieuse, t. 56, 1999, no 2, p. 49-76.
- Christine Debrie, Maurice Quentin de La Tour, peintre de portraits au pastel 1704-1788, au musée Antoine-Lécuyer de Saint-Quentin, Thonon-les-Bains : l'Albaron, Société Présence du Livre & Saint-Quentin : Ville de Saint-Quentin, musée Antoine-Lécuyer, 1991, 237 p., ill.